# История Нью-Йоркского метрополитена

Карта пяти боро Нью-Йорка

В течение XIX века население территории, которая сегодня относится к Нью-Йорку, очень быстро увеличивалось: с 80 тысяч в начале XIX века до 3,4 миллиона в конце. Ощущалась острая необходимость в создании общественного транспорта. Нью-Йоркский метрополитен начал развиваться в 1860-х годах как две отдельных сети наземных и эстакадных паровых железных дорог двух разных компаний, одна в Бруклине, другая на Манхэттене и в Бронксе. В 1904 году была построена первая подземная линия. В 1913 году город Нью-Йорк заключил контракты на дальнейшее строительство с обеими компаниями, в 1932 основал третью компанию, а в 1940 объединил все три сети под своим руководством. С годами увеличивалась доля подземных линий, после 1940 года множество эстакадных линий было снесено. Около 95 % существующих сегодня станций было построено до 1940 года, после этого происходит в основном интеграция трёх сетей и реконструкция станций.

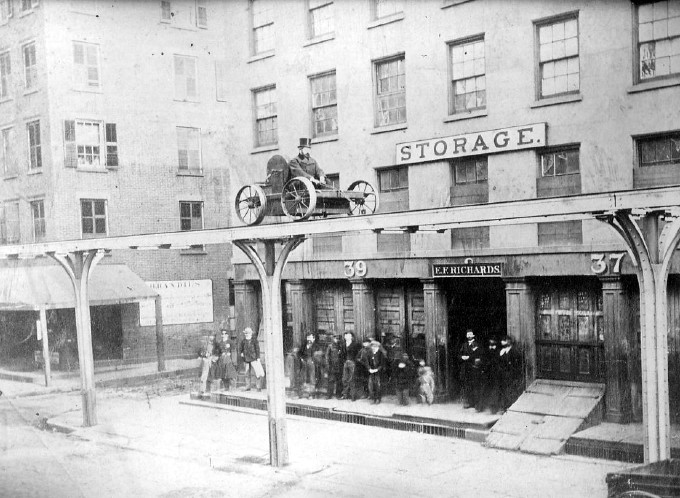
Эксперименты Ч. Харви с эстакадным рельсовым транспортом, Нью-Йорк, 1860-е годы
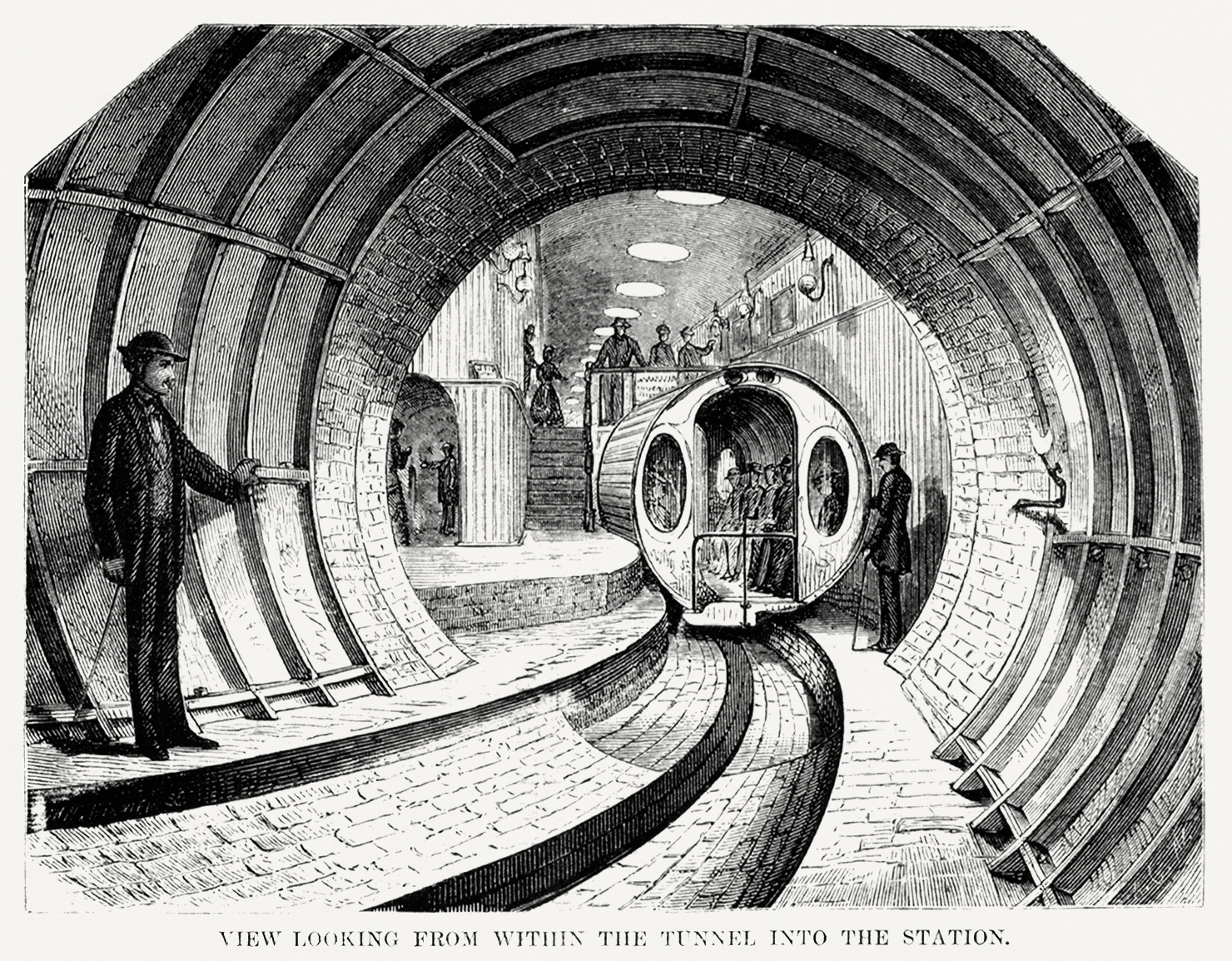
Эксперименты А. Бича с тоннельным транспортом, Нью-Йорк, 1870-е годы

## Предыстория

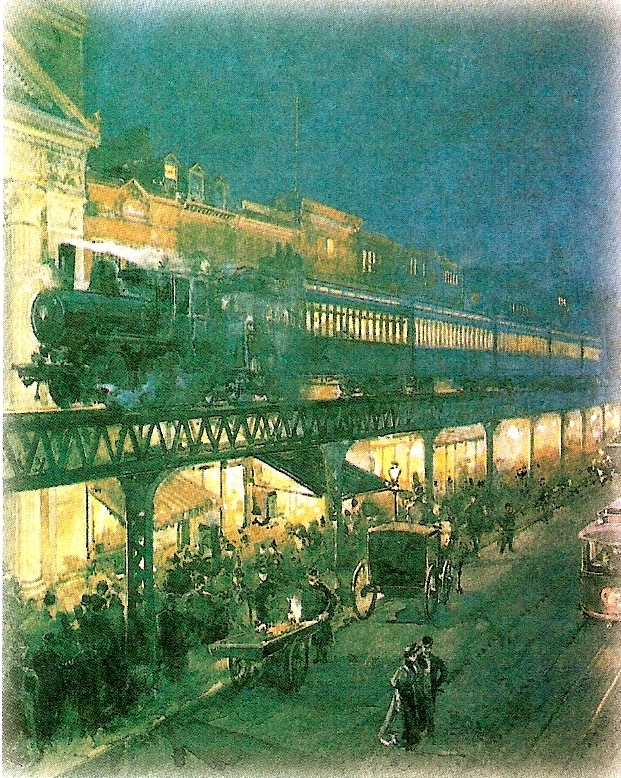
Паровоз над улицами Нижнего Манхэттена на картине конца XIX века

Со второй половины XIX века на территории современного Нью-Йорка действовали две компании, которые эксплуатировали паровые железнодорожные линии, эстакадные либо наземные (официальной датой появления считается 1868 год для эстакадных линий и 1863 для наземных). Каждая из двух компаний управляла сетью из нескольких линий, расходящихся от крупной конечной станции.
- Компания Ай-ар-ти (IRT, Interborough Rapid Transit Company[en]) действовала (по современному делению) в боро Манхэттен и Бронкс. Её сеть разветвлялась от «Саут-Ферри[англ.]» — станции, располагавшейся на южной оконечности Манхэттена, на месте которой позже были построены две подземных, одна из них сегодня тоже уже закрыта[М 1].
- Компания Би-эм-ти (BMT, Brooklyn–Manhattan Transit Corporation[en], первоначально Би-ар-ти, BRT, Brooklyn Rapid Transit Company) действовала в боро Бруклин (которое до 1898 года было отдельным городом). Её сеть разветвлялась от станции «Парк-Роу[англ.]», расположенной на Манхэттене, единственной на Манхэттене в те времена станции Би-эм-ти. Поезда шли в Бруклин через Бруклинский мост, построенный в том числе для железнодорожной связи Бруклина и Манхэттена (сегодня он не является метромостом, обе станции по концам были закрыты в 1944 году)[М 2].

В сегодняшнем боро Статен-Айленд также существовала аналогичная железнодорожная сеть, но она не вошла в состав метрополитена (впрочем, сегодня единственная оставшаяся от неё линия частично интегрирована с ним и, как и он, принадлежит городу Нью-Йорку).
До метро в Нью-Йорке существовал 95-метровый тоннель — так называемая пневматическая железная дорога, подвижной состав которой приводился в движение энергией сжатого воздуха.
- Фильм студии Т. Эдисона, запечатлевший поездку на поезде по Бруклинскому мосту

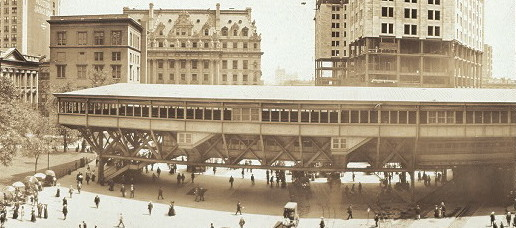
Станция «Парк-Роу»
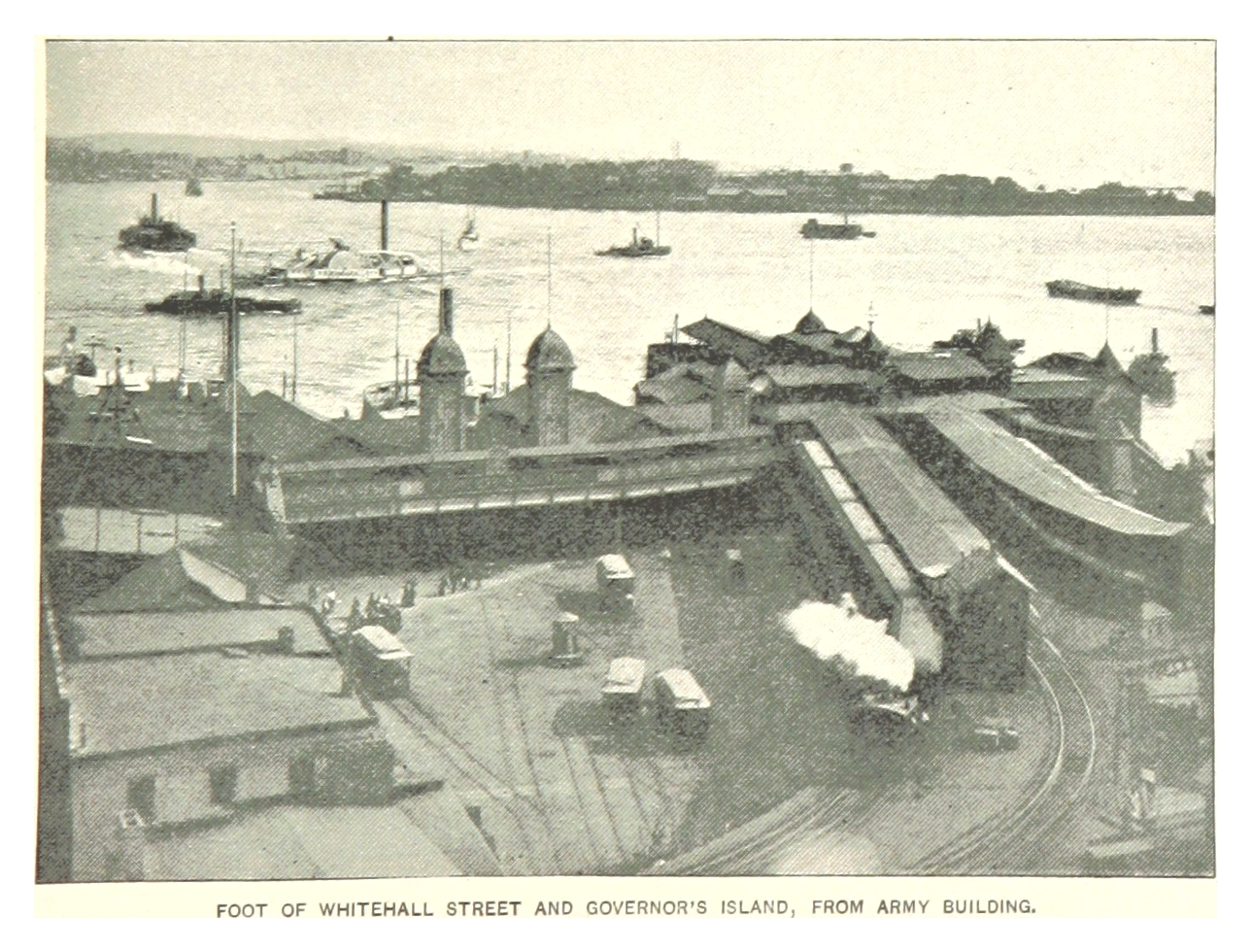
Станция «Саут-Ферри»
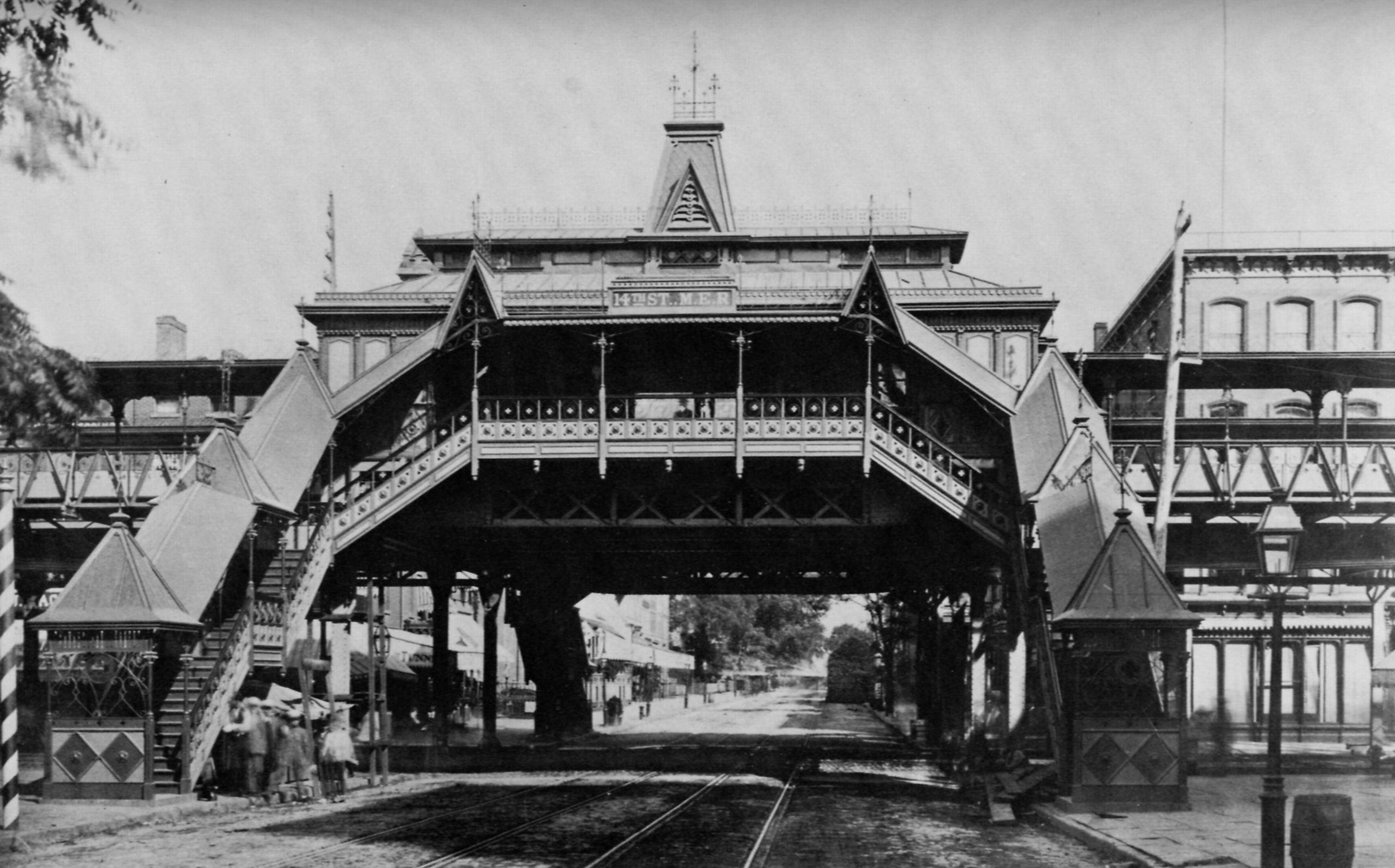
Одна из первых эстакадных станций на Манхэттене
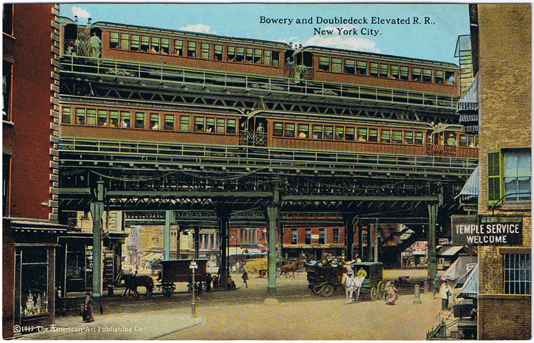
Эстакадная линия в двух уровнях
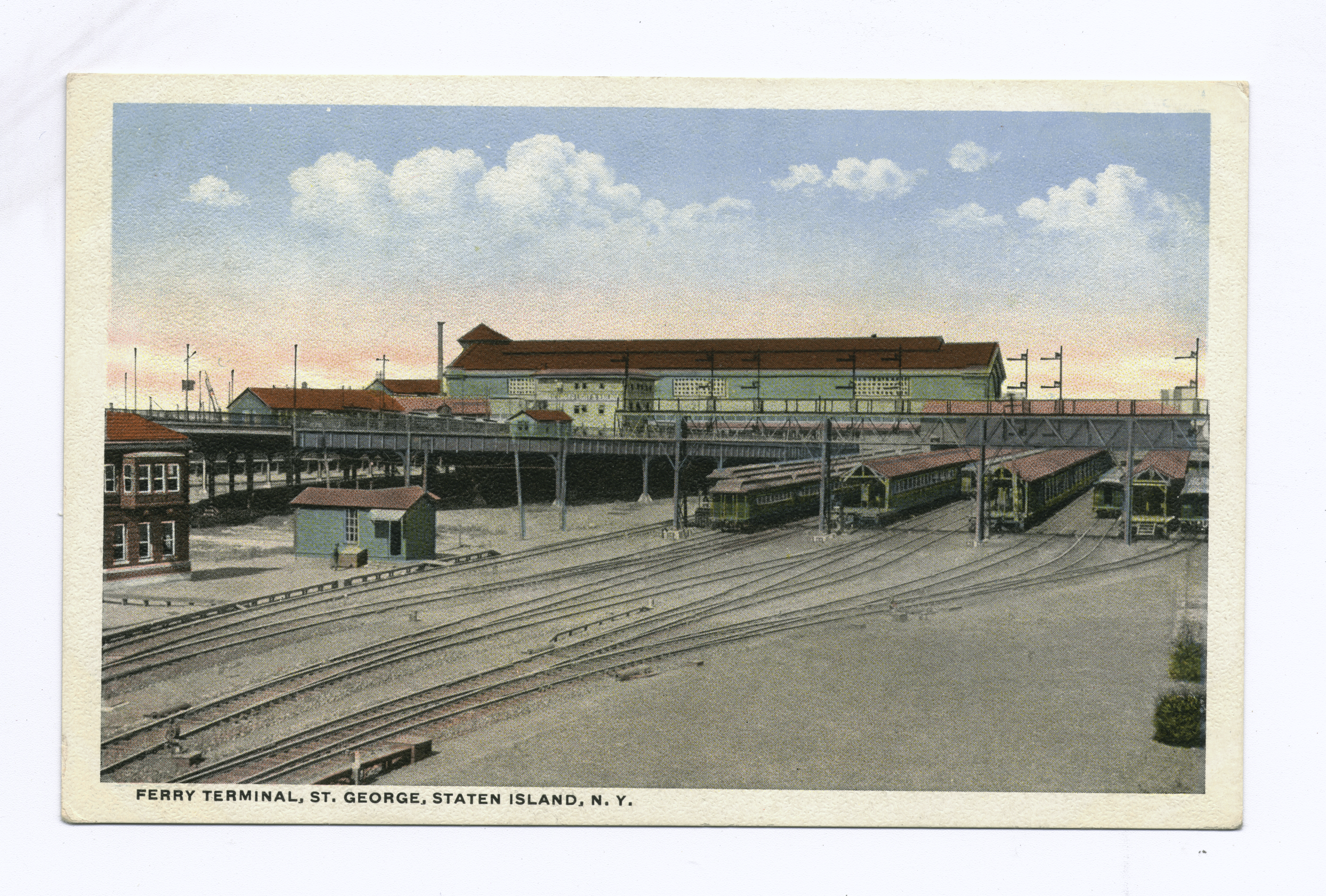
Железная дорога Статен-Айленда не вошла в состав метро

## 1904
После изобретения электрического локомотива началось строительство подземных линий, а также электрификация существующих наземных и эстакадных. Первая в Нью-Йорке подземная линия была построена на Манхэттене в 1904 году, состояла из 28 станций и управлялась компанией Ай-ар-ти. Позже эта линия была разделена на 3 разных, а 4 из её станций закрыты, среди них уникальная станция «Сити-холл».

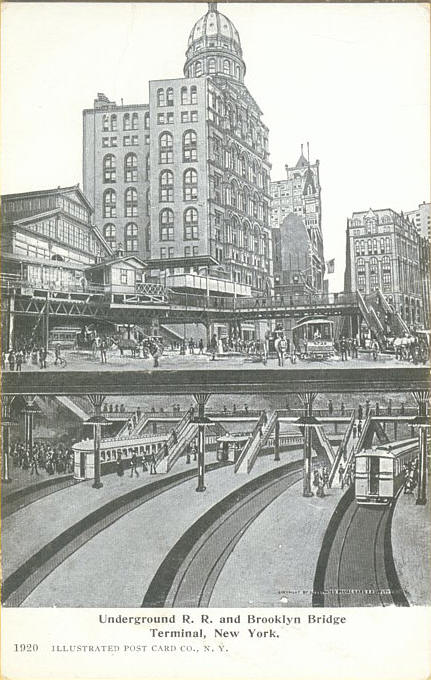
Открытка начала XX века: внизу подземная станция Ай-ар-ти «Бруклинский мост», наверху слева терминал Би-эм-ти «Парк-Роу»

| Условные обозначения |
| для дней и часов работы маршрутов (более точно указано во всплывающих подсказках при этих обозначениях): |
| --- |
| круглосуточно круглосуточно, кроме ночи круглосуточно, кроме будней днём (либо часов пик) в пиковом направлении в будни днём (и, возможно, вечером) в будни круглосуточно в часы пик в будни днём (либо в часы пик) в пиковом направлении в будни днём (либо в часы пик) в направлении, обратном пиковому в выходные ночью ночью и в выходные (и, возможно, вечером) нет движения поездов |

| Станция                            | Доступ для людей с ограниченными возможностями | Тип        | Пути у платформ | Дата открытия   | Современные маршруты либо дата закрытия | Примечания                                                             |
| ---------------------------------- | ---------------------------------------------- | ---------- | --------------- | --------------- | --- | ---------------------------------------------------------------------- |
| Линия начиналась                   |                                                |            |                 |                 | |                                                                        |
| 145-я улица                        |                                                | подземная  | лок.            | 27 октября 1904 | 1 — круглосуточно · 1 — круглосуточно |                                                                        |
| 137-я улица                        |                                                | подземная  | лок.            | 27 октября 1904 | 1 — круглосуточно · 1 — круглосуточно |                                                                        |
| Манхэттен-стрит                    |                                                | эстакадная | лок.            | 27 октября 1904 | 1 — круглосуточно · 1 — круглосуточно | единственная на линии эстакадная станция на мосту, пересекающем долину |
| 116-я улица                        |                                                | подземная  | лок.            | 27 октября 1904 | 1 — круглосуточно · 1 — круглосуточно |                                                                        |
| 110-я улица                        |                                                | подземная  | лок.            | 27 октября 1904 | 1 — круглосуточно · 1 — круглосуточно |                                                                        |
| 103-я улица                        |                                                | подземная  | лок.            | 27 октября 1904 | 1 — круглосуточно · 1 — круглосуточно |                                                                        |
| 96-я улица                         |                                                | подземная  | все             | 27 октября 1904 | 1 — круглосуточно · 1 — круглосуточно · 2 — круглосуточно · 2 — круглосуточно · 3 — круглосуточно · 3 — круглосуточно |                                                                        |
| 91-я улица                         |                                                | подземная  | лок.            | 27 октября 1904 | 2 февраля 1959 |                                                                        |
| 86-я улица                         |                                                | подземная  | лок.            | 27 октября 1904 | 1 — круглосуточно · 1 — круглосуточно · 2 — ночью · 2 — ночью |                                                                        |
| 79-я улица                         |                                                | подземная  | лок.            | 27 октября 1904 | 1 — круглосуточно · 1 — круглосуточно · 2 — ночью · 2 — ночью |                                                                        |
| 72-я улица                         |                                                | подземная  | все             | 27 октября 1904 | 1 — круглосуточно · 1 — круглосуточно · 2 — круглосуточно · 2 — круглосуточно · 3 — круглосуточно · 3 — круглосуточно |                                                                        |
| 66-я улица                         |                                                | подземная  | лок.            | 27 октября 1904 | 1 — круглосуточно · 1 — круглосуточно · 2 — ночью · 2 — ночью |                                                                        |
| 59-я улица — Колумбус-Серкл        |                                                | подземная  | лок.            | 27 октября 1904 | 1 — круглосуточно · 1 — круглосуточно · 2 — ночью · 2 — ночью |                                                                        |
| 50-я улица                         |                                                | подземная  | лок.            | 27 октября 1904 | 1 — круглосуточно · 1 — круглосуточно · 2 — ночью · 2 — ночью |                                                                        |
| 34-я улица — Пенсильванский вокзал |                                                | подземная  | все             | 3 июня 1917     | 1 — круглосуточно · 1 — круглосуточно · 2 — круглосуточно · 2 — круглосуточно · 3 — круглосуточно · 3 — круглосуточно |                                                                        |
| Таймс-сквер                        |                                                | подземная  | лок.            | 27 октября 1904 | S (челнок 42-й улицы) — круглосуточно, кроме ночи · S (челнок 42-й улицы) — круглосуточно, кроме ночи |                                                                        |
| Центральный вокзал — 42-я улица    |                                                | подземная  | все             | 27 октября 1904 | S (челнок 42-й улицы) — круглосуточно, кроме ночи · S (челнок 42-й улицы) — круглосуточно, кроме ночи |                                                                        |
| 33-я улица                         |                                                | подземная  | лок.            | 27 октября 1904 | 4 — ночью · 4 — ночью · 6 — круглосуточно · 6 — круглосуточно · <6> — в будни днём в пиковом направлении · <6> — в будни днём в пиковом направлении                                                                                 |                                                                        |
| 28-я улица                         |                                                | подземная  | лок.            | 27 октября 1904 | 4 — ночью · 4 — ночью · 6 — круглосуточно · 6 — круглосуточно · <6> — в будни днём в пиковом направлении · <6> — в будни днём в пиковом направлении                                                                                 |                                                                        |
| 23-я улица                         |                                                | подземная  | лок.            | 27 октября 1904 | 4 — ночью · 4 — ночью · 6 — круглосуточно · 6 — круглосуточно · <6> — в будни днём в пиковом направлении · <6> — в будни днём в пиковом направлении                                                                                 |                                                                        |
| 18-я улица                         |                                                | подземная  | лок.            | 27 октября 1904 | 7 ноября 1948 |                                                                        |
| 14-я улица — Юнион-сквер           |                                                | подземная  | все             | 27 октября 1904 | 4 — круглосуточно · 4 — круглосуточно · 5 — круглосуточно, кроме ночи · 5 — круглосуточно, кроме ночи · 6 — круглосуточно · 6 — круглосуточно · <6> — в будни днём в пиковом направлении · <6> — в будни днём в пиковом направлении |                                                                        |
| Астор-Плейс                        |                                                | подземная  | лок.            | 27 октября 1904 | 4 — ночью · 4 — ночью · 6 — круглосуточно · 6 — круглосуточно · <6> — в будни днём в пиковом направлении · <6> — в будни днём в пиковом направлении                                                                                 |                                                                        |
| Бликер-стрит                       |                                                | подземная  | лок.            | 27 октября 1904 | 4 — ночью · 4 — ночью · 6 — круглосуточно · 6 — круглосуточно · <6> — в будни днём в пиковом направлении · <6> — в будни днём в пиковом направлении                                                                                 |                                                                        |
| Спринг-стрит                       |                                                | подземная  | лок.            | 27 октября 1904 | 4 — ночью · 4 — ночью · 6 — круглосуточно · 6 — круглосуточно · <6> — в будни днём в пиковом направлении · <6> — в будни днём в пиковом направлении                                                                                 |                                                                        |
| Канал-стрит                        |                                                | подземная  | лок.            | 27 октября 1904 | 4 — ночью · 4 — ночью · 6 — круглосуточно · 6 — круглосуточно · <6> — в будни днём в пиковом направлении · <6> — в будни днём в пиковом направлении                                                                                 |                                                                        |
| Уэрт-стрит                         |                                                | подземная  | лок.            | 27 октября 1904 | 1 сентября 1962 |                                                                        |
| Бруклинский мост                   |                                                | подземная  | все             | 27 октября 1904 | 4 — круглосуточно · 4 — круглосуточно · 5 — круглосуточно, кроме ночи · 5 — круглосуточно, кроме ночи · 6 — круглосуточно · 6 — круглосуточно · <6> — в будни днём в пиковом направлении · <6> — в будни днём в пиковом направлении |                                                                        |
| Сити-холл                          |                                                | подземная  | все             | 27 октября 1904 | 31 декабря 1945 |                                                                        |
| Линия заканчивалась                |                                                |            |                 |                 | |                                                                        |

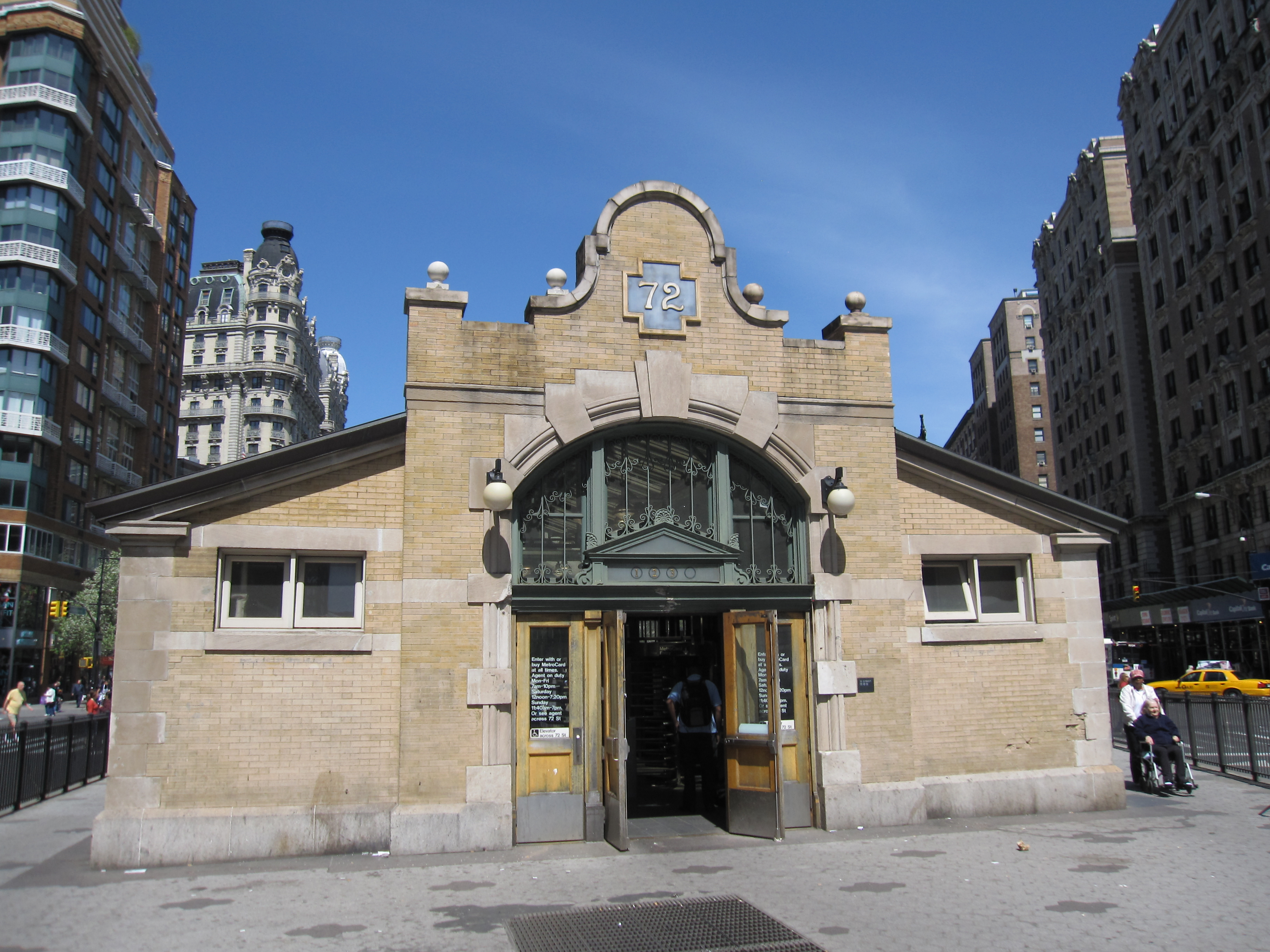
Вход на станцию «72-я улица»
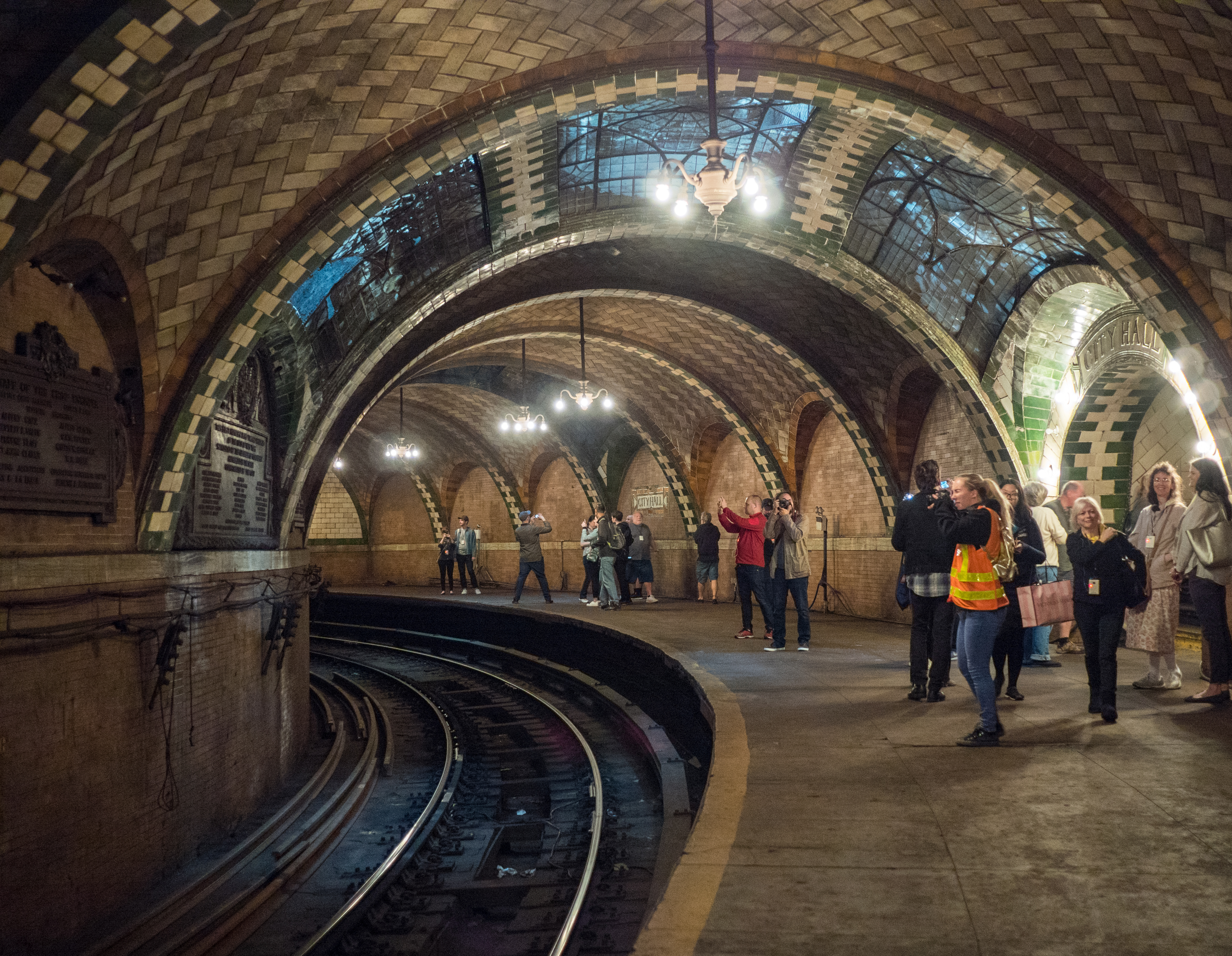
Станция «Сити-холл» во время экскурсии
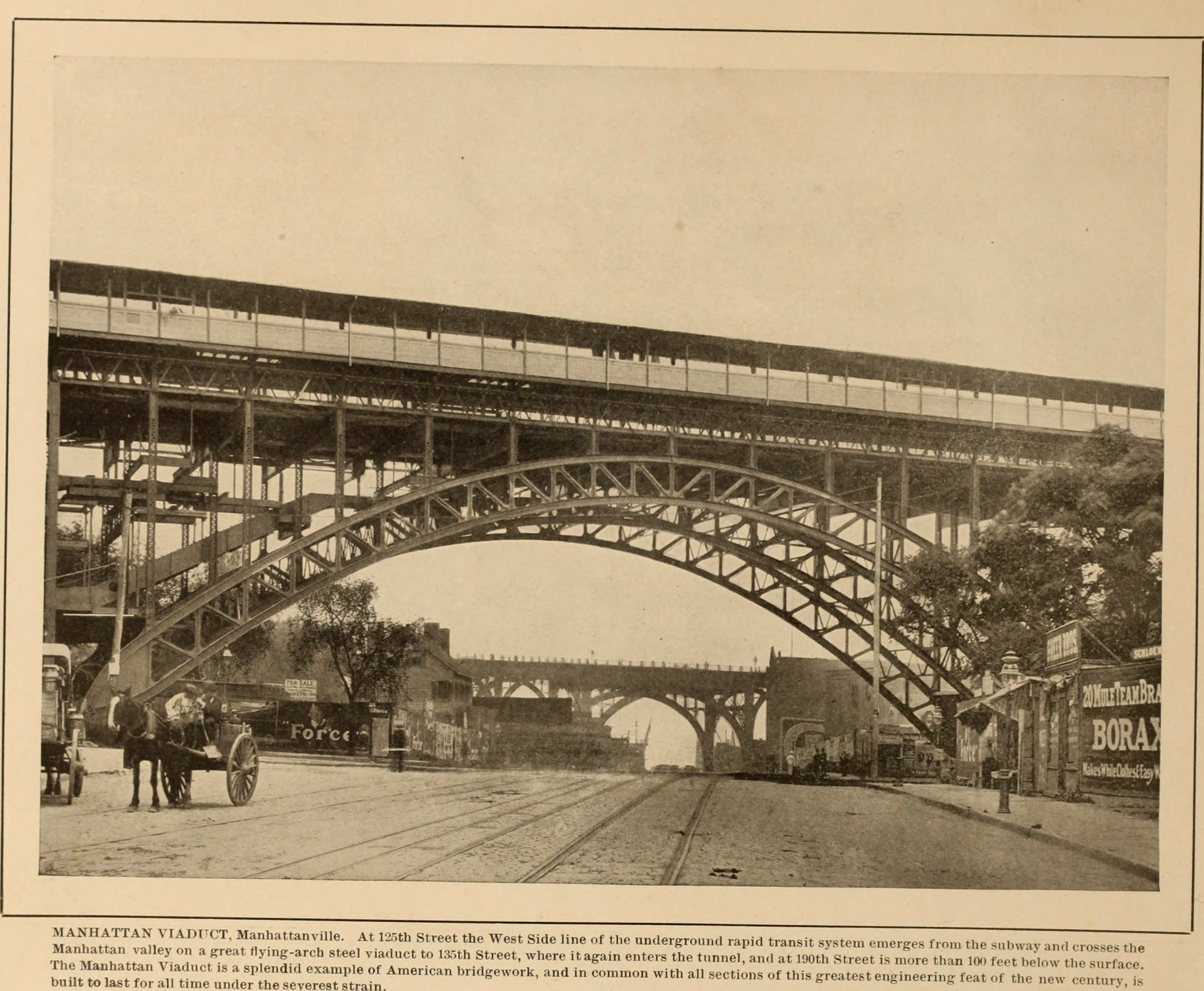
Станция «Манхэттен-стрит» (ныне «125-я улица») вскоре после открытия
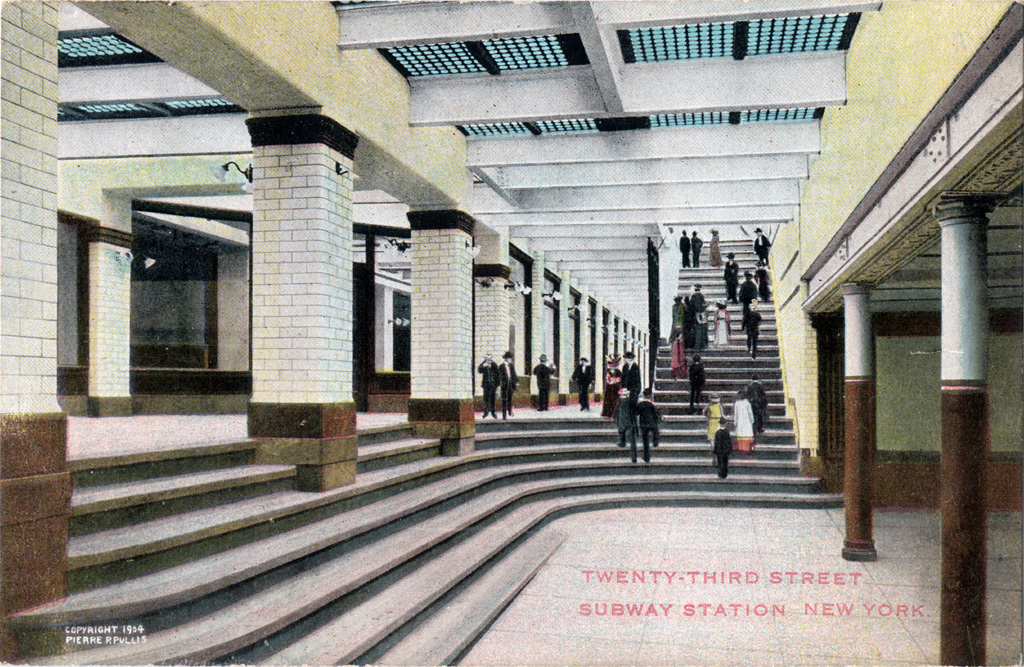
Станция «23-я улица» на открытке 1904 года
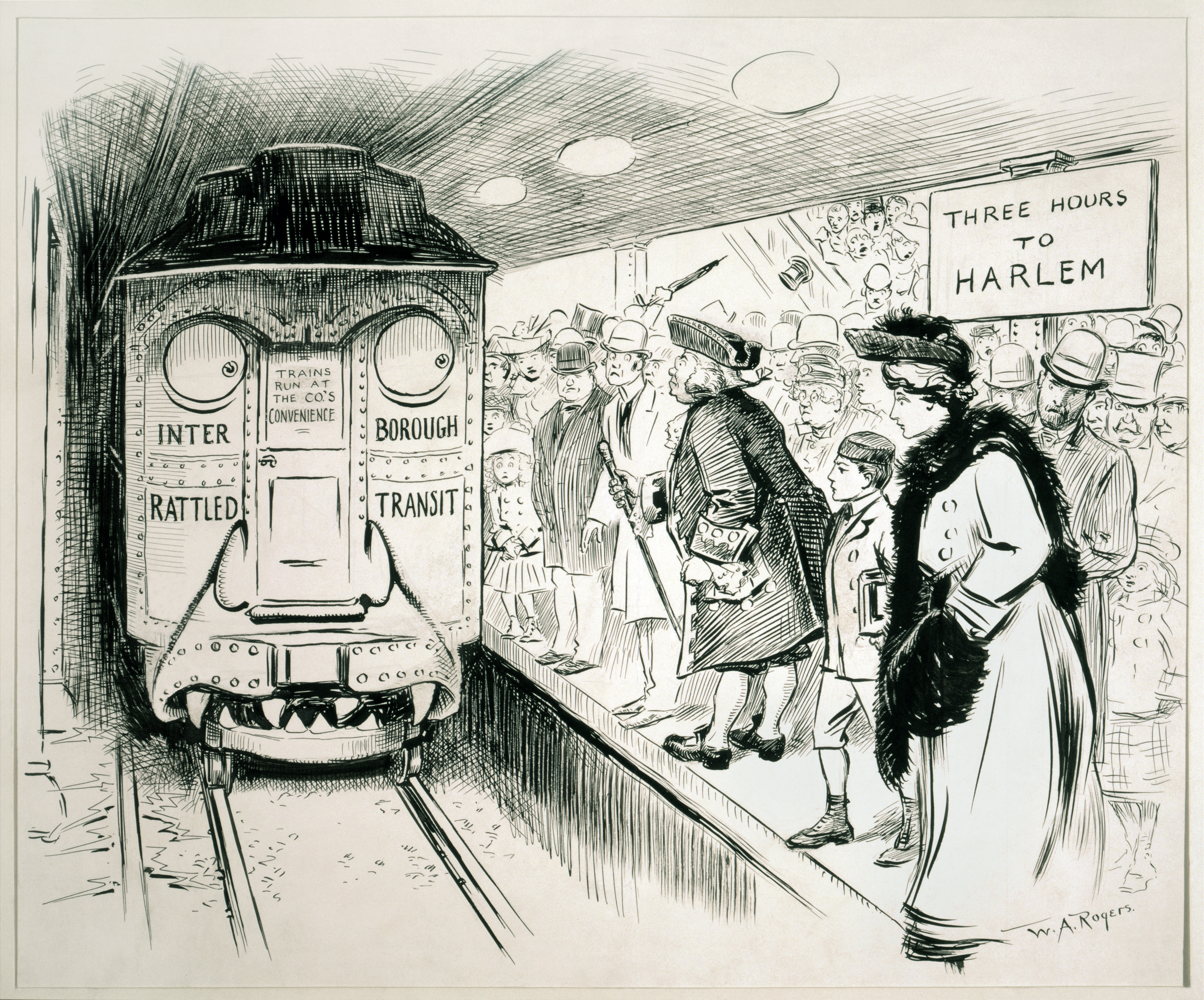
Карикатура 1905 года на первую подземную линию
- Поезд, составленный из исторических вагонов Ай-ар-ти

## 1913
В 1913 году были заключены контракты, так называемые Dual Contracts, между городом Нью-Йорком и обеими компаниями, предусматривавшие дальнейшее строительство линий, как подземных (в основном на Манхэттене), так и эстакадных (ближе к окраинам города). В некоторых местах согласно контрактам были также проложены дополнительные пути для экспресс-поездов на существующих двухпутных линиях, а в Бруклине также проложены эстакадные либо заглублённые (в выемке) линии на месте существующих наземных для устранения железнодорожных переездов. Финансирование строительства производилось компаниями и городом совместно, а затем каждая из компаний арендовала и эксплуатировала линии, построенные для неё. Более половины станций, существующих сегодня, были построены по этим контрактам.
В результате строительства новых линий прекратилось территориальное разделение между двумя компаниями, началась конкуренция между ними, появились линии Ай-ар-ти в Бруклине и Би-эм-ти на Манхэттене. В боро Куинс, где прежде практически не было внутригородских железнодорожных линий, были сооружены две эстакадных линии для совместного обслуживания поездами обеих компаний; туда же было продлено из Бруклина несколько линий Би-эм-ти.
В контракты были включены и станции Ай-ар-ти, построенные до их подписания: 28 станций первой подземной линии и несколько участков (подземных и эстакадных), продливших её в обе стороны. Рассматривалось (но не состоялось) также заключение контракта с компанией Эйч-энд-эм (H&M, Hudson & Manhattan Railroad), построившей в 1908—12 годах подземную систему, связывающую Манхэттен со штатом Нью-Джерси на другом берегу Гудзона и известную сегодня как PATH.

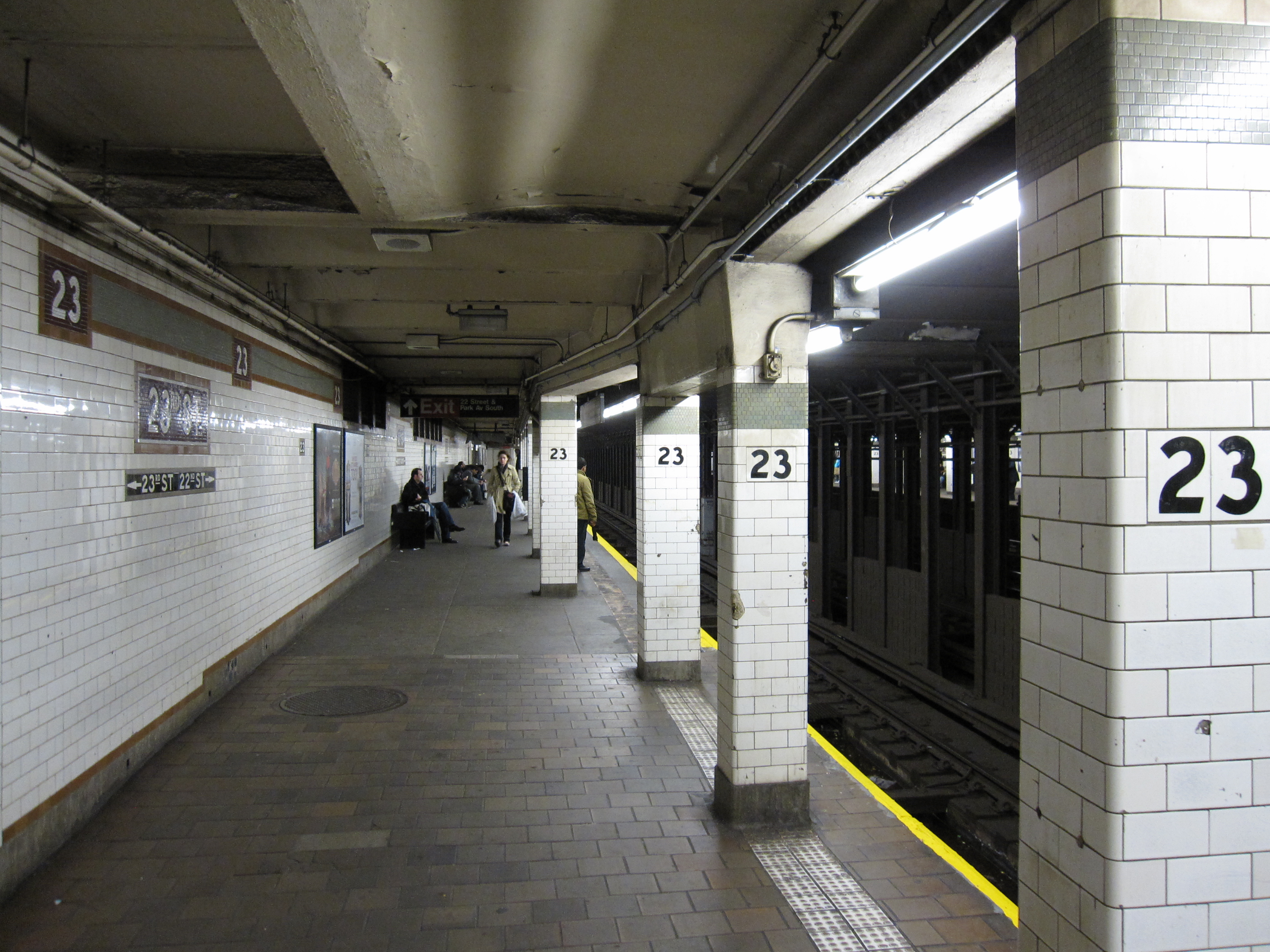
Станция первой подземной линии Ай-ар-ти
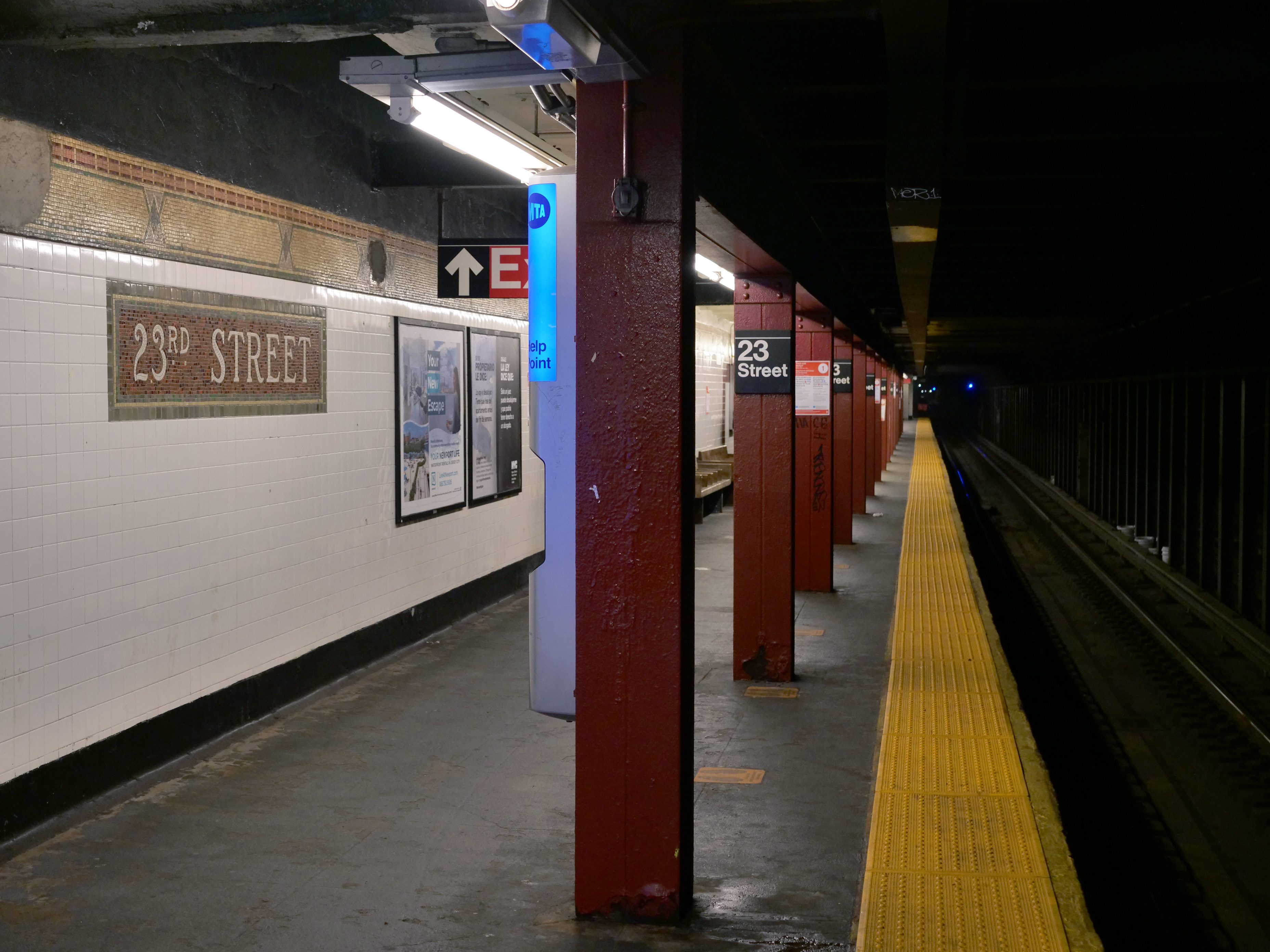
Подземная станция Ай-ар-ти периода Dual Contracts
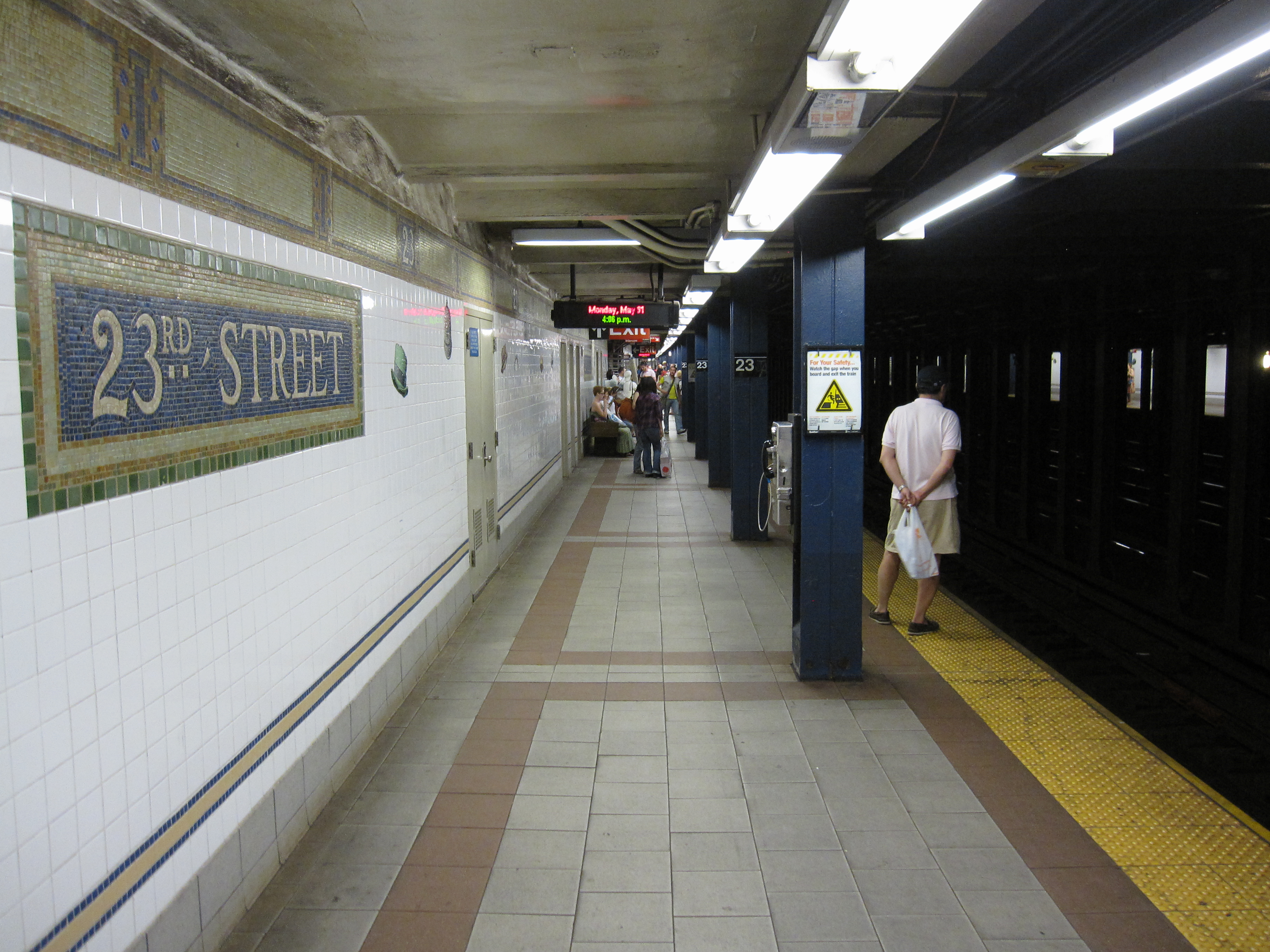
Подземная станция Би-эм-ти периода Dual Contracts
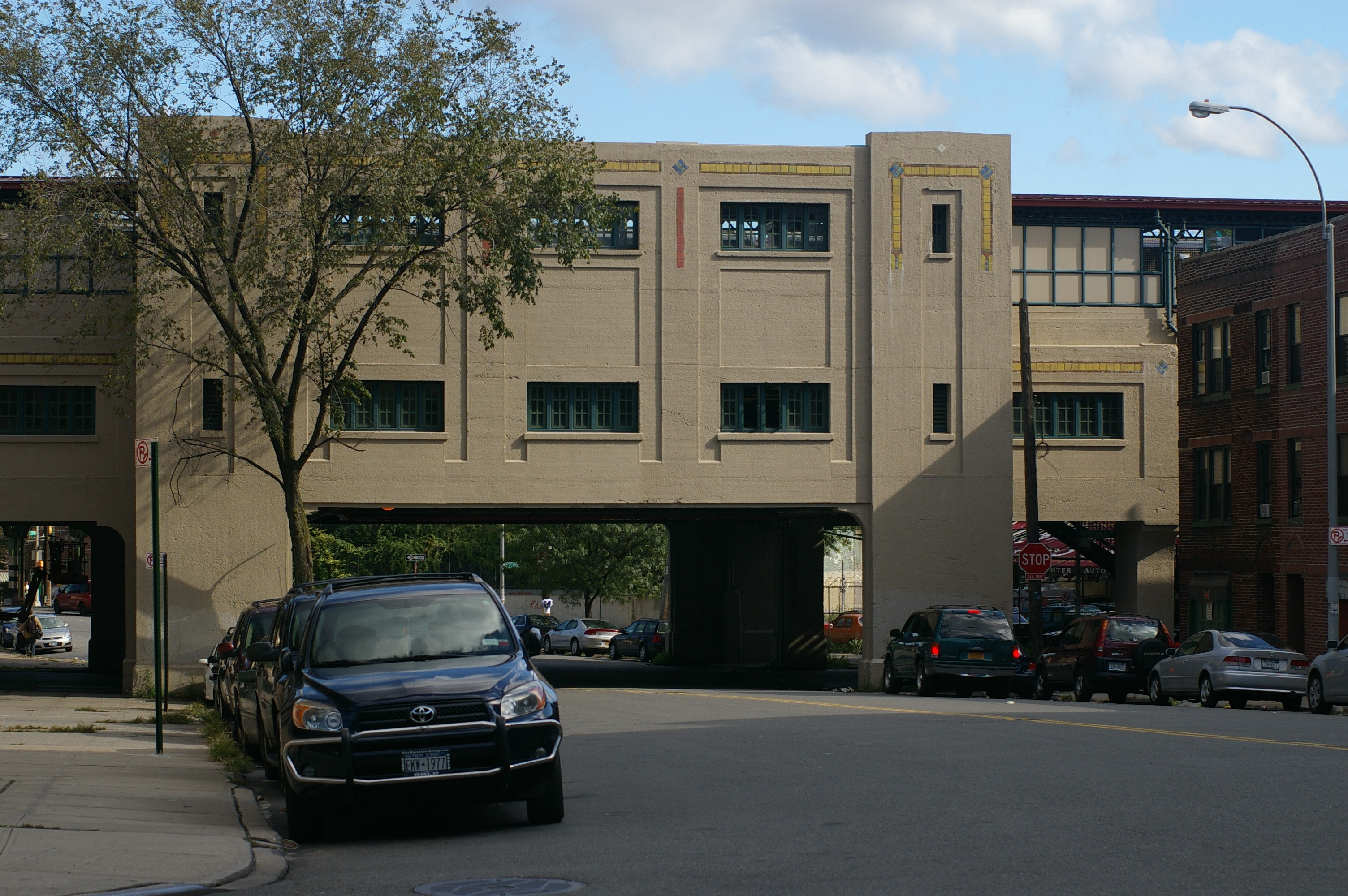
Эстакадная станция Ай-ар-ти периода Dual Contracts
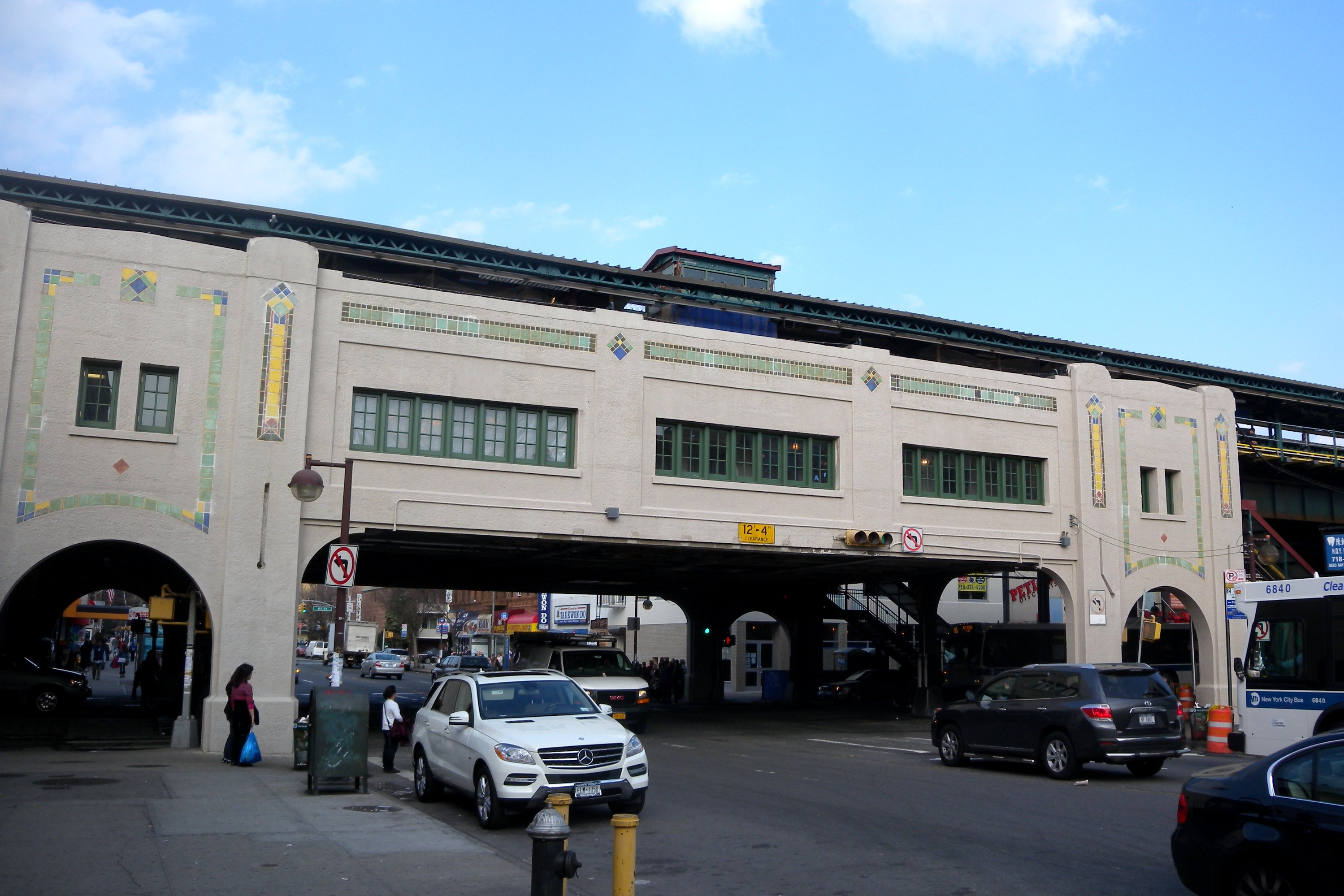
Эстакадная станция Би-эм-ти периода Dual Contracts
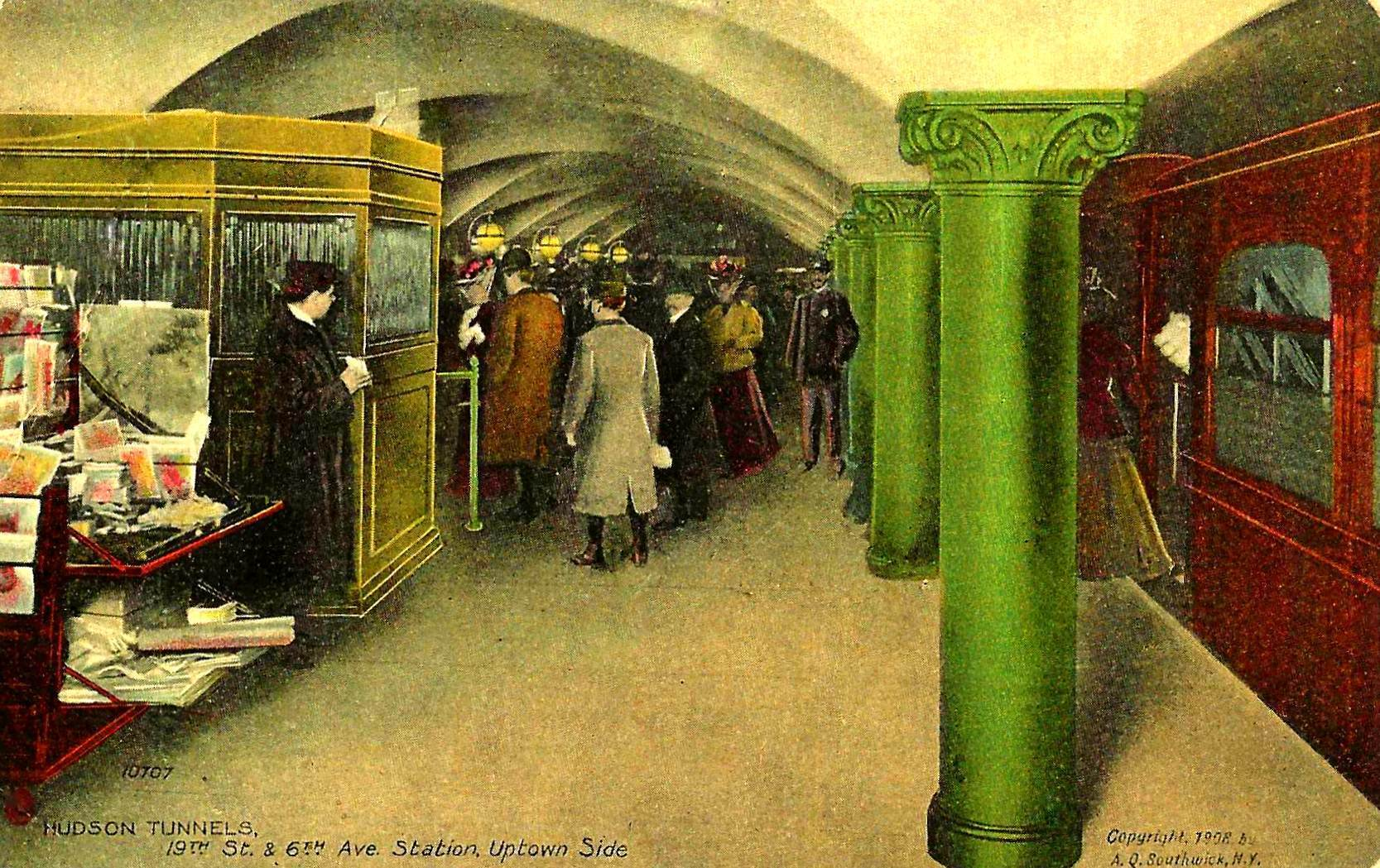
Система PATH не вошла в состав метро

## 1932
В 1931 году строительство, предусмотренное Dual Contracts, было завершено. До конца существования компаний Ай-ар-ти и Би-эм-ти больше ни одной их станции не было построено.
В 1932 году была открыта первая линия компании Ай-эн-ди (Independent Subway System; аббревиатура IND была введена позже). Эта компания принадлежала городу, её задачей было конкурировать с первыми двумя. Почти все её станции были подземными. Сеть Ай-эн-ди покрывала все боро, кроме Статен-Айленда (как и сети Ай-ар-ти и Би-эм-ти вместе), и отличалась тем, что была спланирована заранее. Её маршруты имели обозначения в виде букв, а в оформлении станций был использован цвет, чтобы облегчить пассажирам ориентацию.
В 1938 году на Шестой авеню Манхэттена, где под старой эстакадной линией строилась подземная линия Ай-эн-ди (в большинстве случаев подземные и эстакадные линии проходили по разным улицам), эстакадная линия была выкуплена городом у владельцев и снесена. Позже на Манхэттене и в Бронксе будут снесены все эстакадные линии, построенные до Dual Contracts.

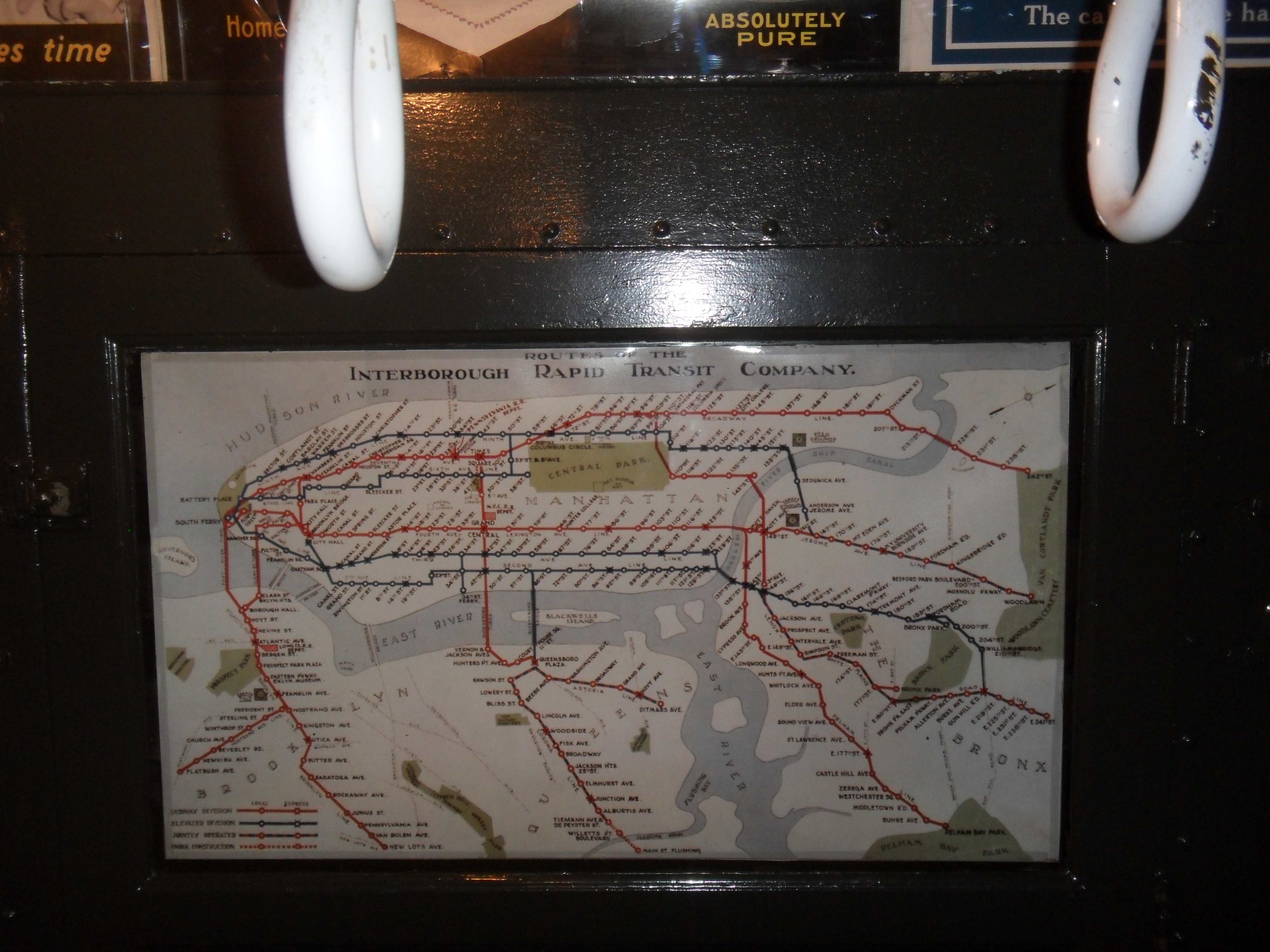
Карта сети Ай-ар-ти в старом вагоне в музее. На этой карте север справа
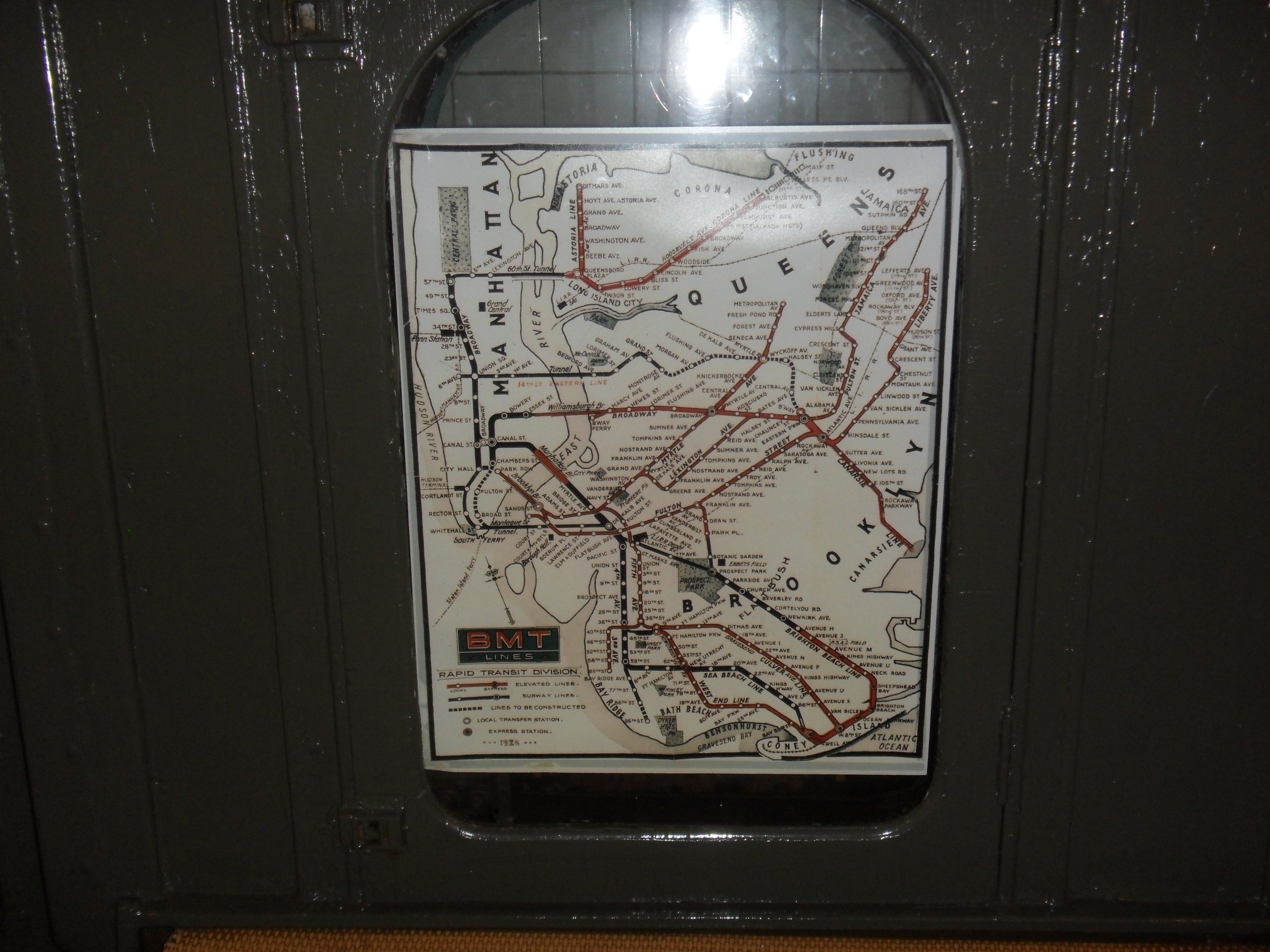
Карта сети Би-эм-ти в старом вагоне в музее
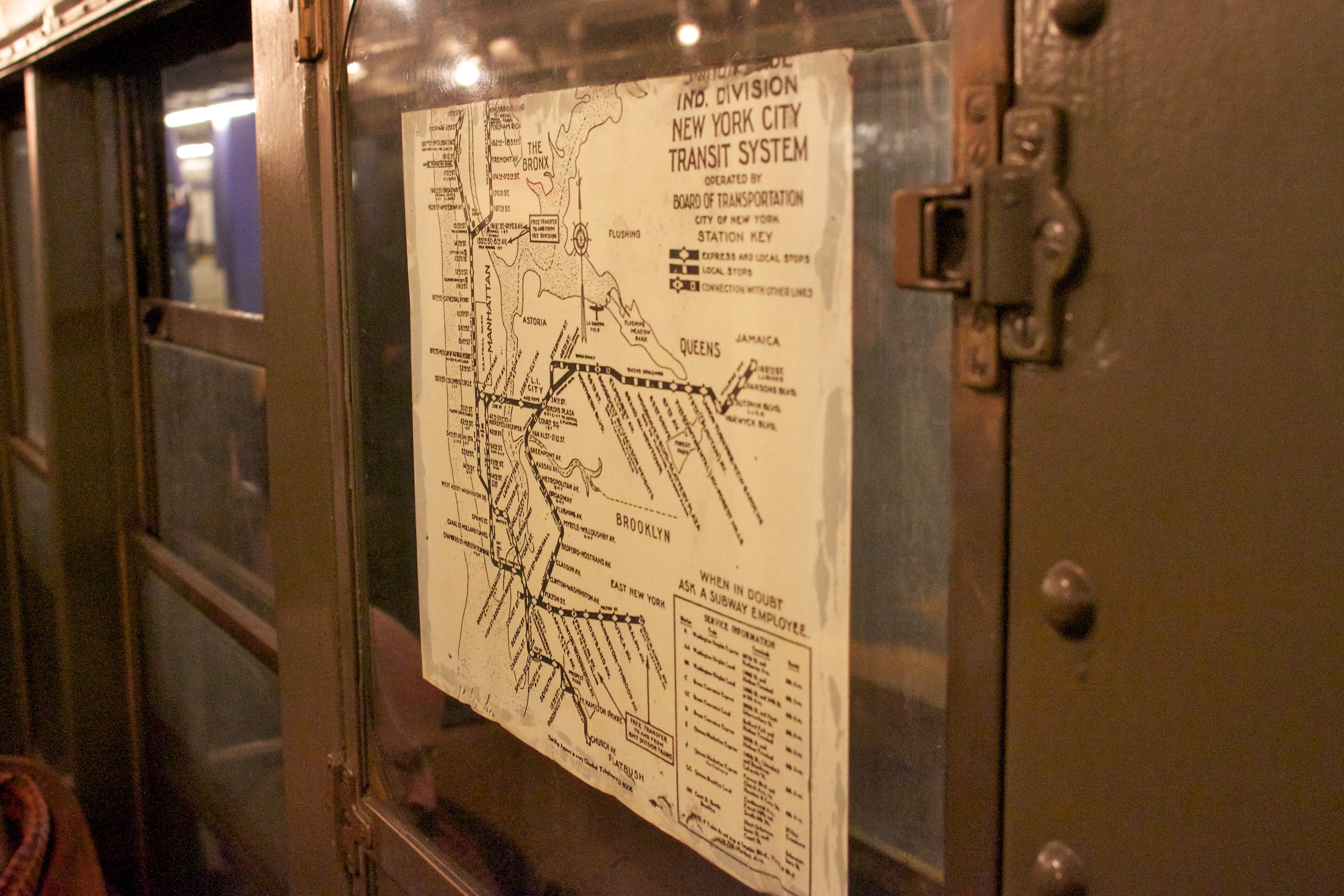
Карта сети Ай-эн-ди в старом вагоне в музее
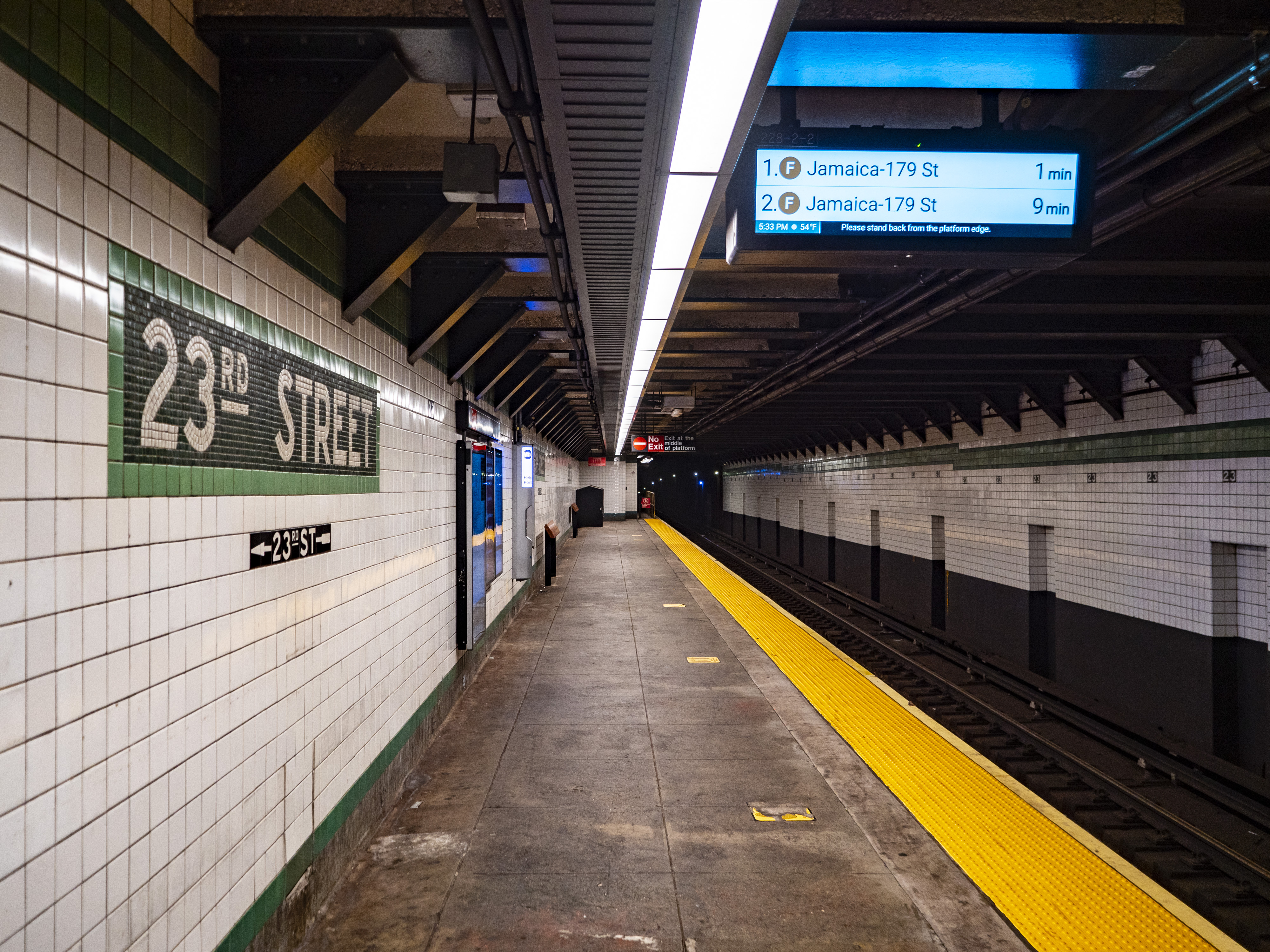
Станция сети Ай-эн-ди. Цвет плиток на стене…
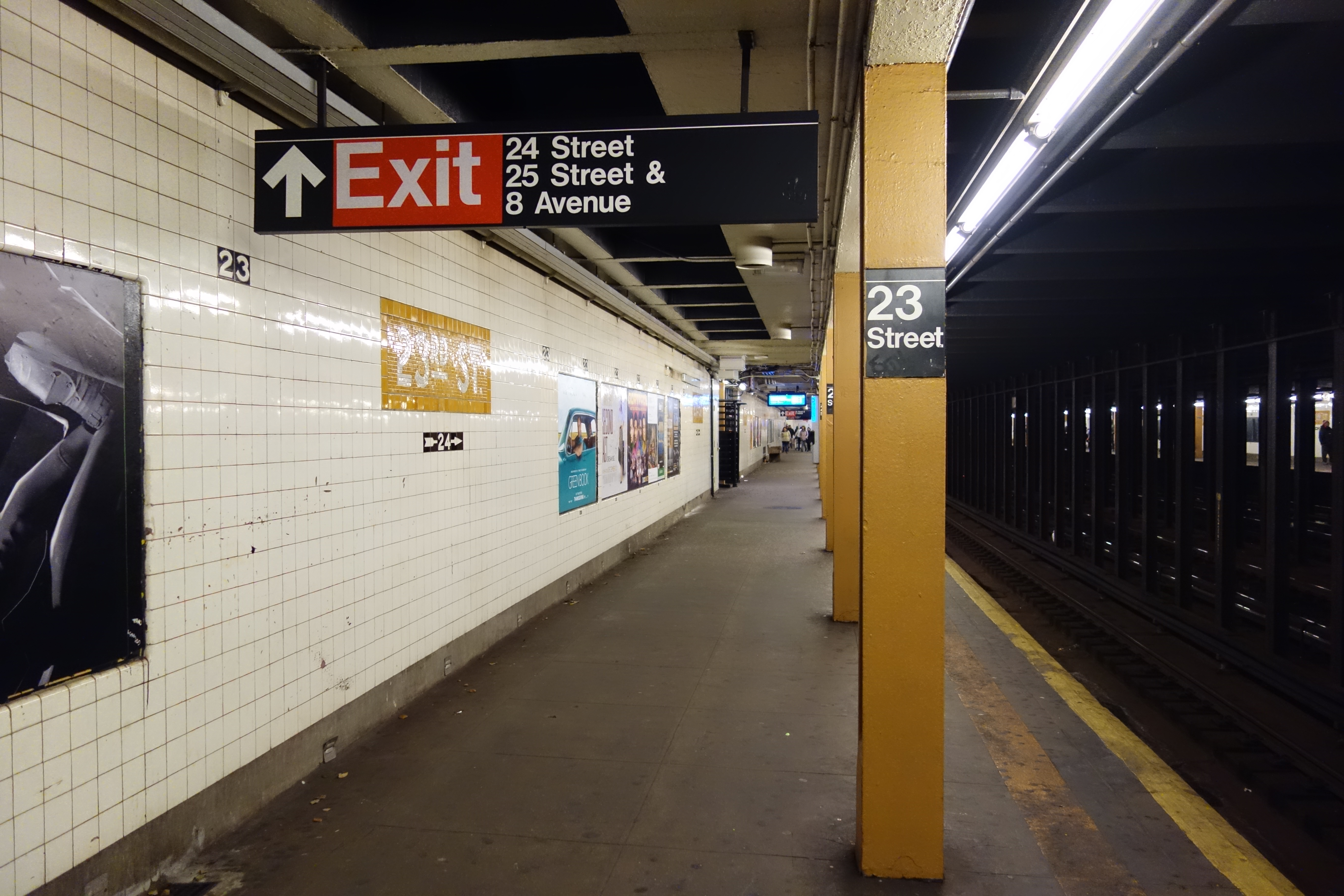
…сообщает пассажиру[англ.], какой участок линии он проезжает
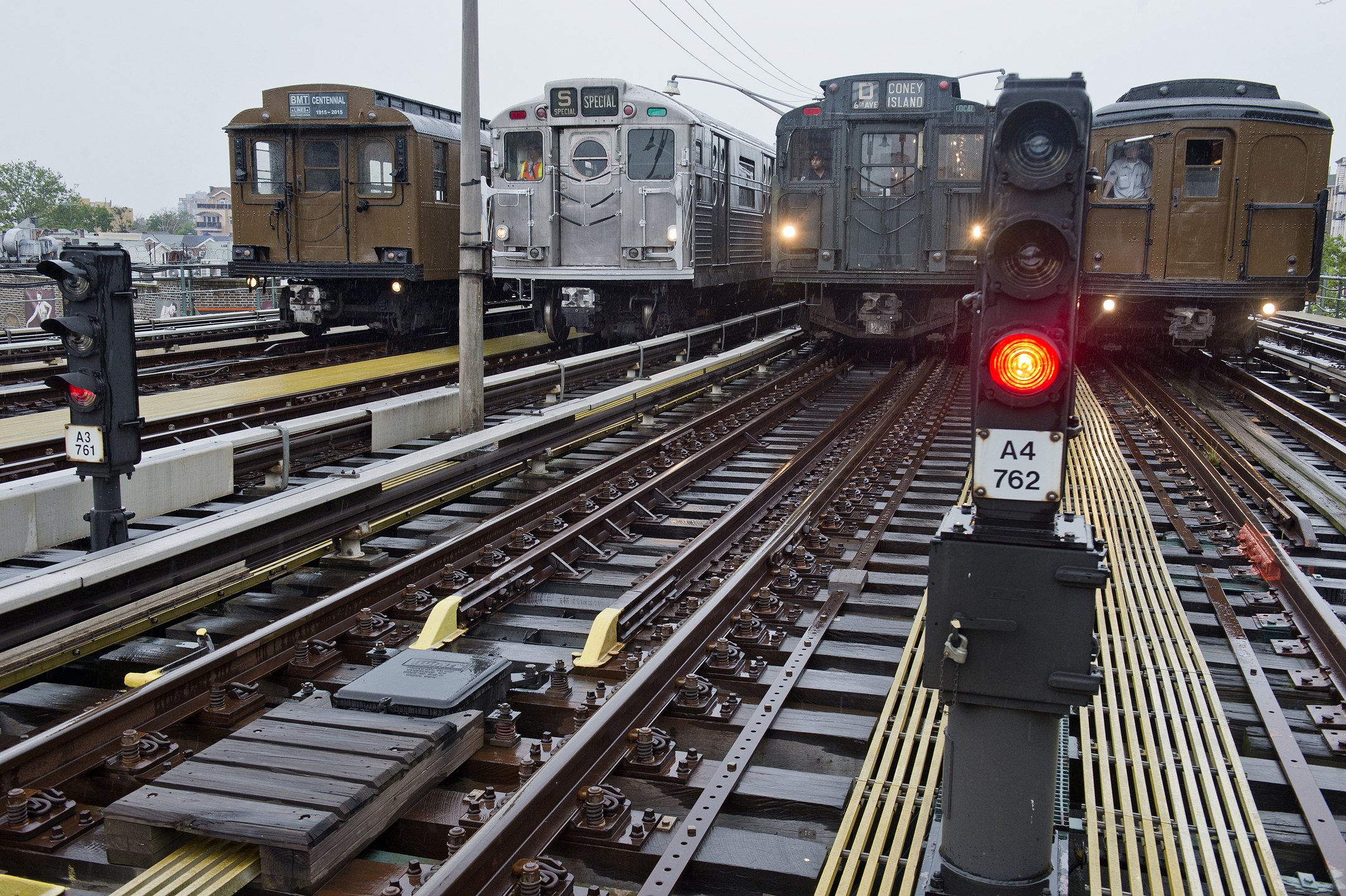
Исторические вагоны Ай-эн-ди и Би-эм-ти

## 1940
В июне 1940 года город скупил компании Ай-ар-ти и Би-эм-ти. На этот момент в трёх сетях вместе насчитывалось более 600 станций.
Был отменён претенциозный план компании Ай-эн-ди (Second System), предусматривавший сооружение 100 миль новых линий. Из запланированных станций были открыты только те, строительство которых уже было начато:
- 5 станций на линии Шестой авеню в декабре 1940 года;
- 5 станций на линии Фултон-стрит в 1946—48 годах, их открытие задержалось из-за вступления США во Вторую мировую войну, когда возникли перебои с поставками стройматериалов.

Начался массовый снос эстакадных линий (преимущественно построенных до Dual Contracts и дублировавших более новые подземные линии, и преимущественно на Манхэттене). Некоторые подземные станции также были закрыты, например из-за того что было увеличено число вагонов в поезде, у станций удлинялись платформы и некоторые станции оказались слишком близко друг к другу. В оставшиеся месяцы 1940 года было закрыто около 80 станций Ай-ар-ти и Би-эм-ти, после 1940 года до наших дней ещё около 110.
| 219-я улица (1917) |  |
|                    |  |

| Ган-Хилл-роуд (1917) |  |
|                      |  |
|                      |  |

| Берк-авеню (1917) |  |
|                   |  |

| Аллертон-авеню (1917) |  |
|                       |  |

| Пелем-Паркуэй (1917) |  |
|                      |  |

| Бронкс-парк-Ист (1917) |  |
|                        |  |

| Ист 180-я улица (1917) |  |
|                        |  |

| Уэст-Фармс-сквер — Ист-Тремонт-авеню (1904) |  |
|                                             |  |

| 174-я улица (1904) |  |
|                    |  |

| Фримен-стрит (1904) |  |
|                     |  |

| Симпсон-стрит (1904) |  |
|                      |  |

| Интервейл-авеню (1904) |  |
|                        |  |

| Проспект-авеню (1904) |  |
|                       |  |

| Джексон-авеню (1904) |  |
|                      |  |

| Третья авеню — 149-я улица (1905) |  |
|                                   |  |

| 149-я улица — Гранд-Конкорс (1905) |  |
|                                    |  |

|  |  |  |
|  |  |  |
|  |  |  |

|  |
|  |
|  |
|  |
|  |

|  |
|  |
|  |
|  |
|  |

|  |  |  |
|  |  |  |
|  |  |  |

|  |
|  |
|  |
|  |
|  |

| Куинсборо-Плаза (1916) |
|                        |
|                        |

|  |  |
|  |  |

| 219-я улица (1917) |  |
|                    |  |

| Ган-Хилл-роуд (1917) |  |
|                      |  |
|                      |  |

| Берк-авеню (1917) |  |
|                   |  |

| Аллертон-авеню (1917) |  |
|                       |  |

| Пелем-Паркуэй (1917) |  |
|                      |  |

| Бронкс-парк-Ист (1917) |  |
|                        |  |

| Ист 180-я улица (1917) |  |
|                        |  |

| Уэст-Фармс-сквер — Ист-Тремонт-авеню (1904) |  |
|                                             |  |

| 174-я улица (1904) |  |
|                    |  |

| Фримен-стрит (1904) |  |
|                     |  |

| Симпсон-стрит (1904) |  |
|                      |  |

| Интервейл-авеню (1904) |  |
|                        |  |

| Проспект-авеню (1904) |  |
|                       |  |

| Джексон-авеню (1904) |  |
|                      |  |

| Третья авеню — 149-я улица (1905) |  |
|                                   |  |

| 149-я улица — Гранд-Конкорс (1905) |  |
|                                    |  |

|  |  |  |
|  |  |  |
|  |  |  |

|  |
|  |
|  |
|  |
|  |

|  |
|  |
|  |
|  |
|  |

|  |  |  |
|  |  |  |
|  |  |  |

|  |
|  |
|  |
|  |
|  |

| Куинсборо-Плаза (1916) |
|                        |
|                        |

|  |  |
|  |  |

| ← На схемах слева и справа чёрным цветом обозначены станции, не существующие сегодня → |

Дальнейшее развитие после 1940 года было направлено на интеграцию трёх ранее почти независимых сетей. Поскольку из них только сети Би-эм-ти и Ай-эн-ди были совместимы по габаритам вагона (у Ай-ар-ти ширина вагона 2,67 м, а у Би-эм-ти и Ай-эн-ди 3,05 м, хотя ширина колеи одинаковая у всех), рельсовые соединения были созданы только между ними.

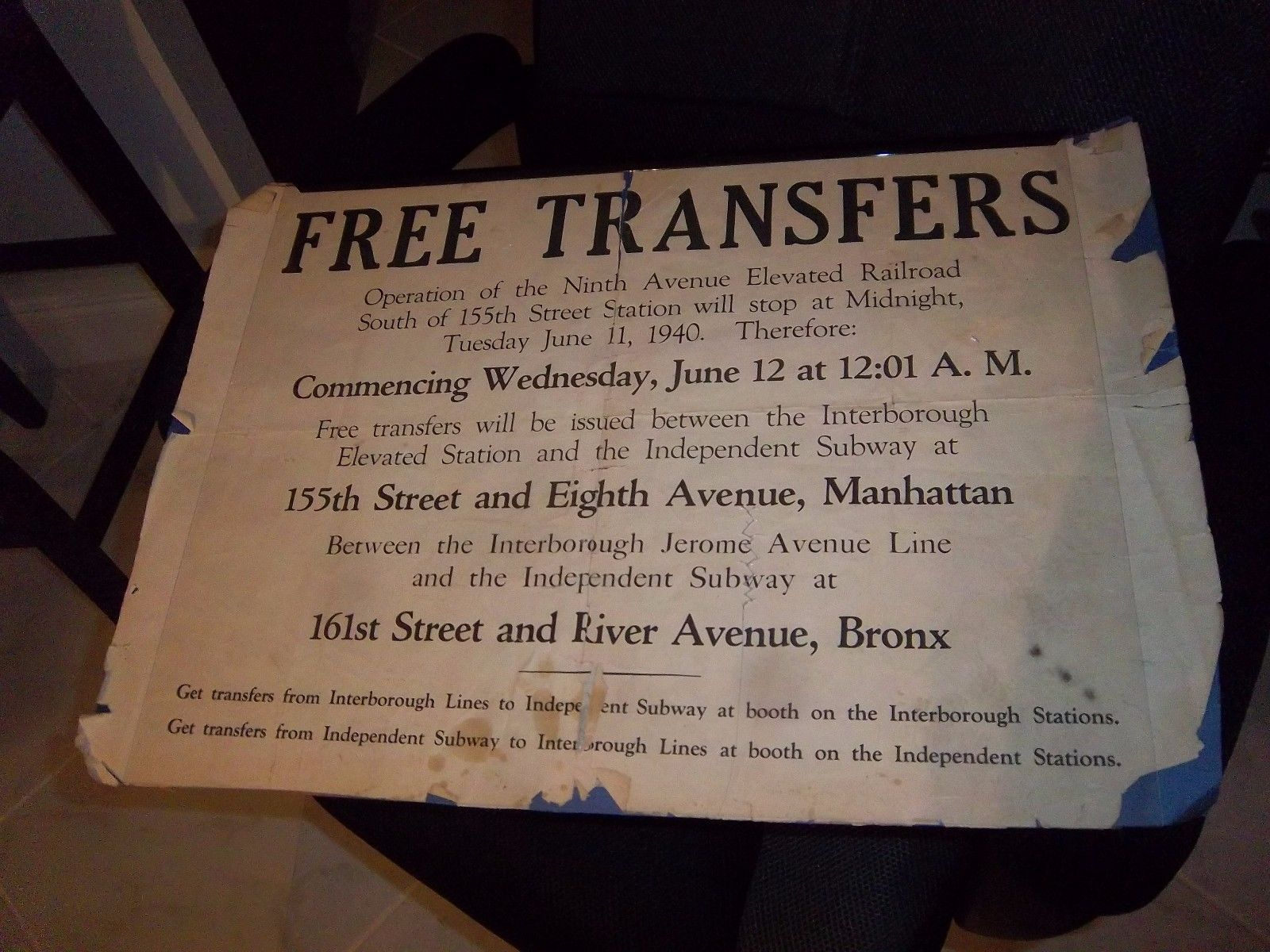
Объявление о закрытии линии Девятой авеню, 1940 год
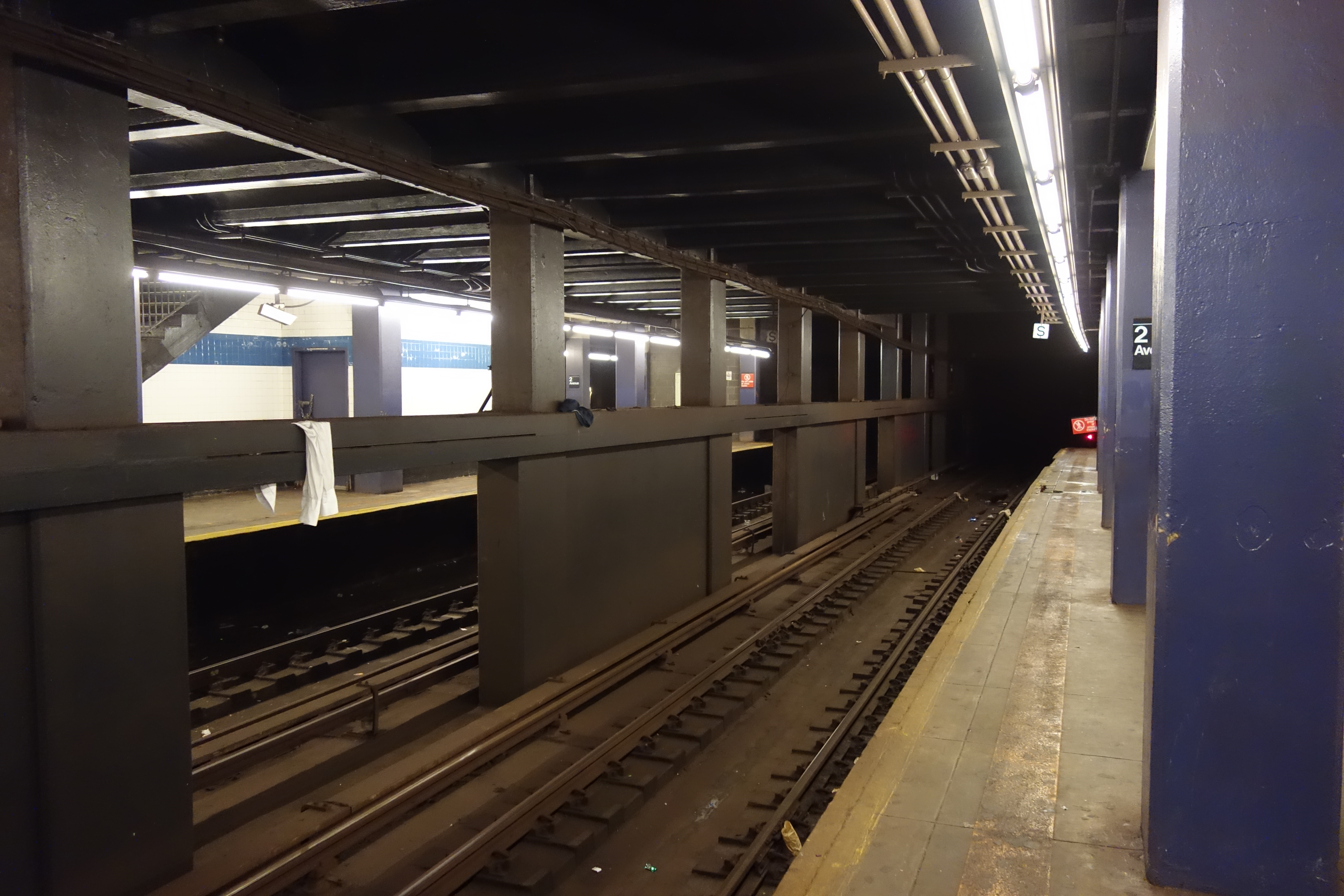
Станция «Вторая авеню». Пути, проложенные как часть будущей линии, остались тупиковыми
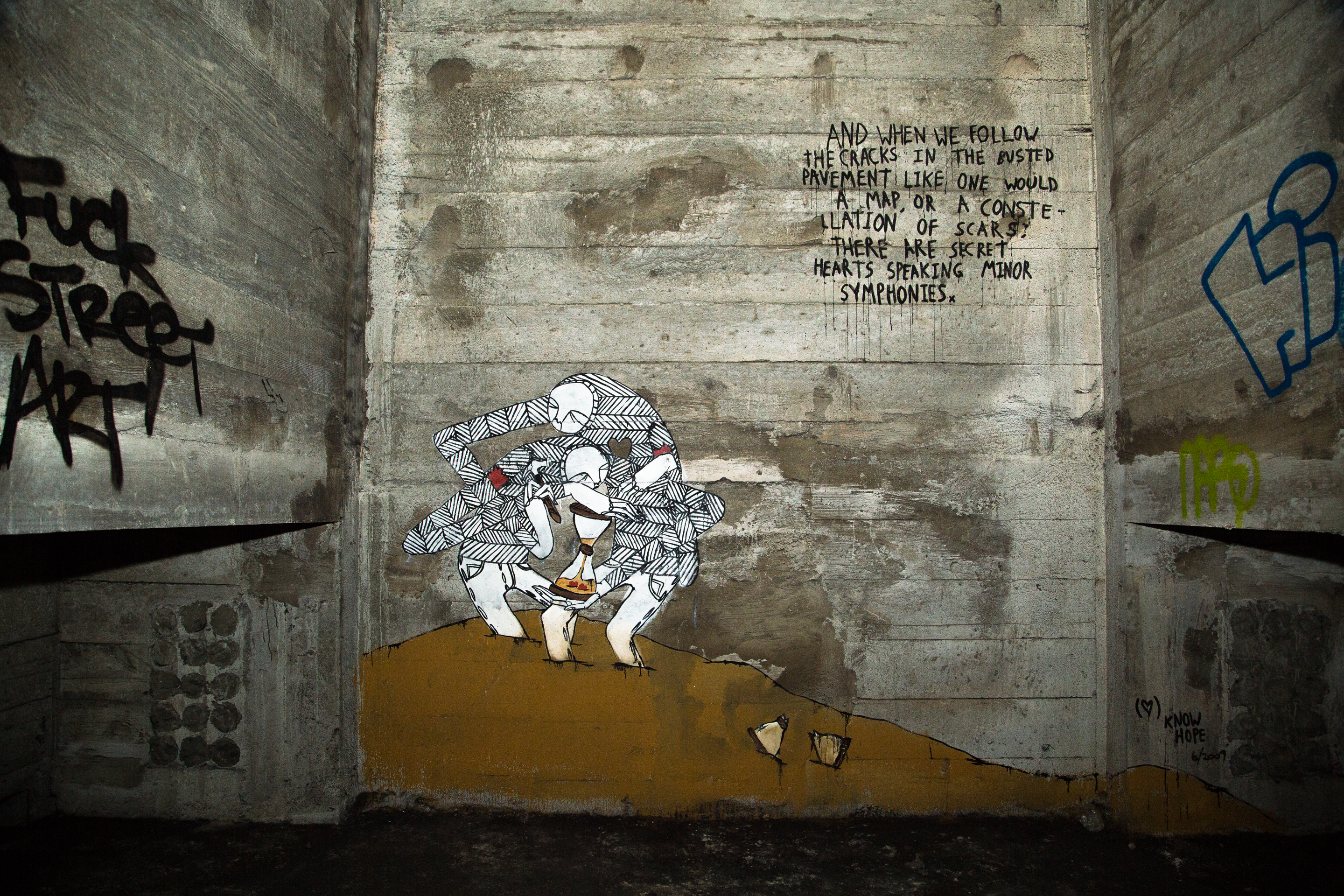
Рисунки уличных художников на одной из недостроенных станций Ай-эн-ди
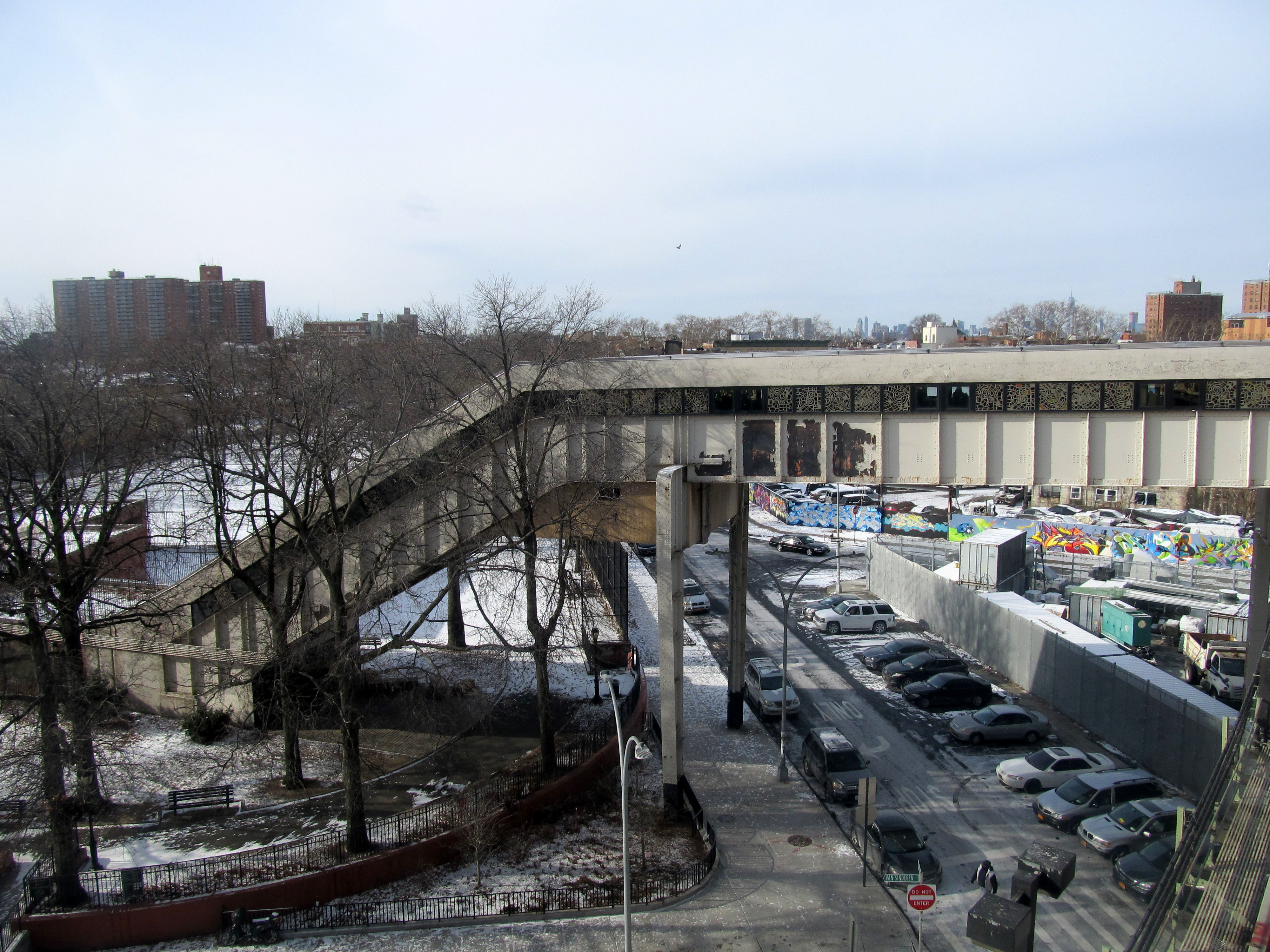
Переход между подземной и надземной частями пересадочного узла, открытый в 1948 году
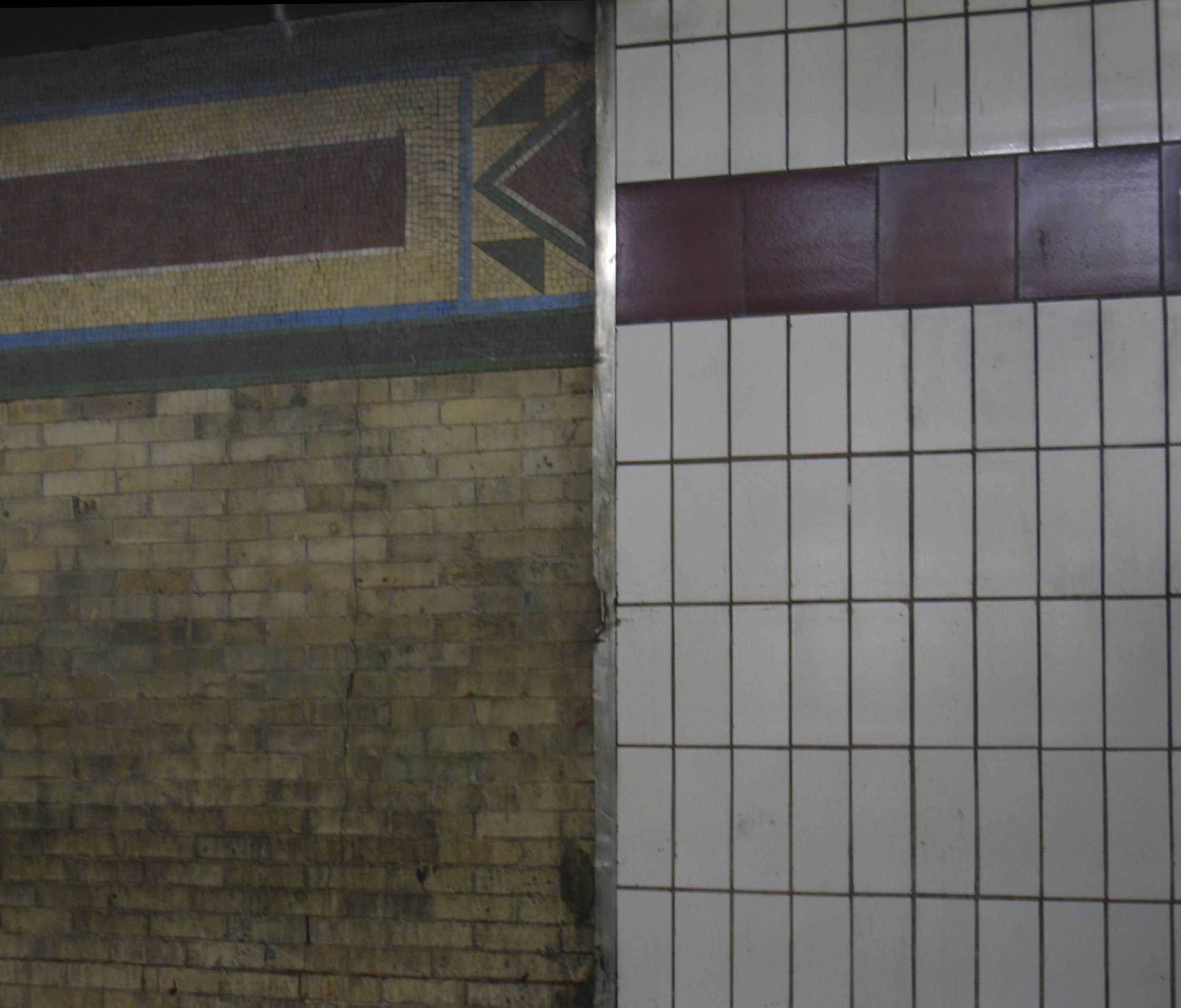
Граница старой и новой облицовки после продления платформ
- Фильм про линию Третьей авеню, снятый перед самым её сносом в 1955 году

## До 1967

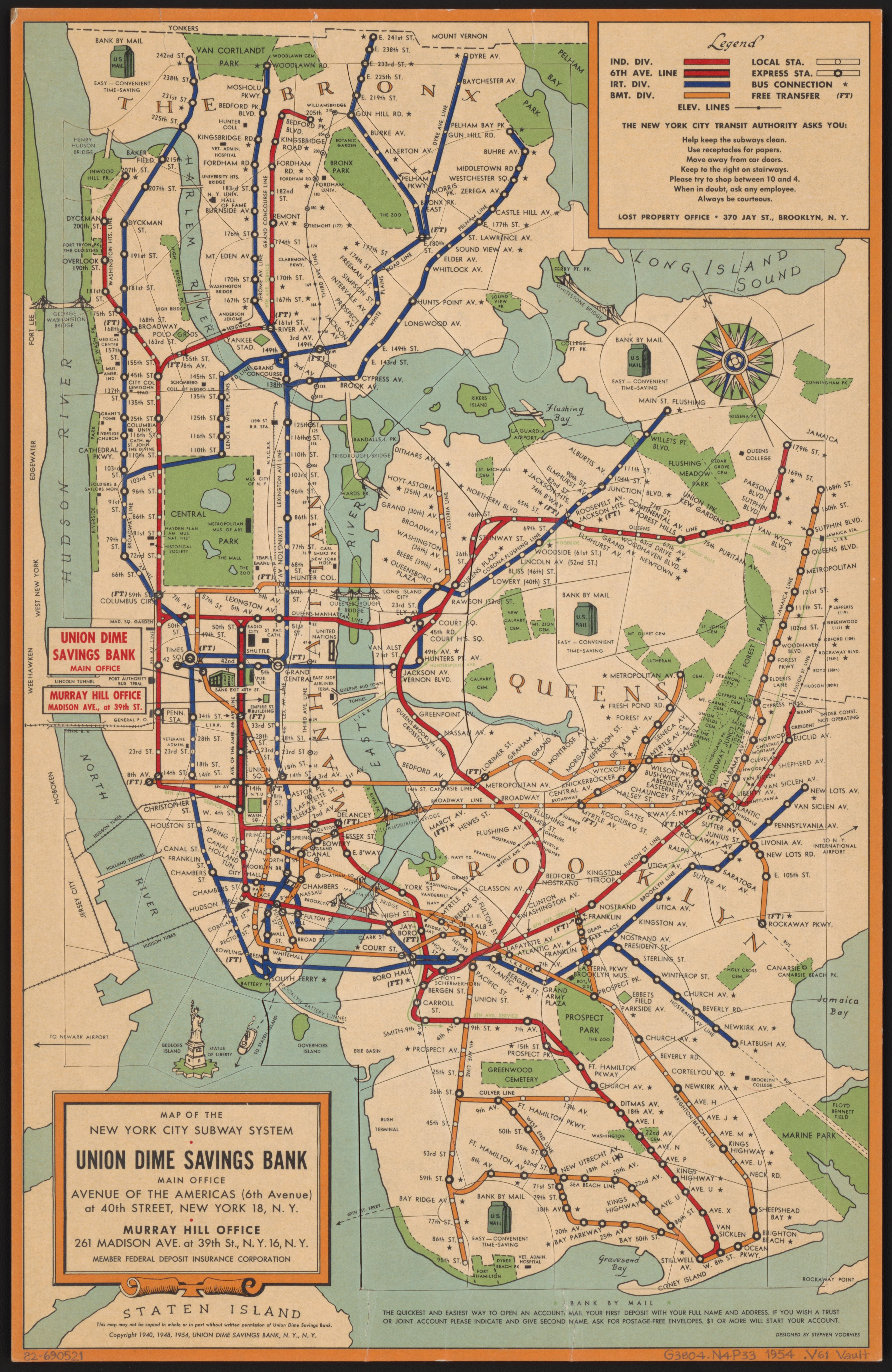
Карта объединённого метрополитена, 1954 год

Хронология, приводимая ниже, включает принципиальные изменения в конфигурации метрополитена и открытие новых станций, но не включает закрытие станций и реконструкцию станций и линий.
- 1941 — куплена у разорившейся компании линия Дайр-авеню, примерно соответствующая планировавшейся ранее линии в Бронксе. Рельсовое соединение между ней и сетью Ай-ар-ти появилось только в 1957 году.
- 1948 — во многих местах, где станции разных сетей расположены рядом, организованы бесплатные пересадки[англ.], одновременно плата за вход в метро увеличена с 5 до 10 центов. Создание бесплатных пересадок продолжается по сей день, в их числе есть пересадочный узел, созданный в 1957 году, где всего 4 платформы на 2 станциях, но одна из платформ не имела перехода на остальные до 2012 года.
- 1950 — построена станция «Джамейка — 179-я улица», для того чтобы линия Куинс-бульвара получила более оборудованную конечную станцию, ибо линия строилась в расчёте на продление и после прекращения строительства в 1940 году➤ конечной оказалась станция, не приспособленная для этого.
- 1954 — в Бруклине часть эстакадной линии Калвер подключена к более новой подземной линии Ай-эн-ди как её продолжение. Оставшаяся часть эстакадной линии превращена в челнок, который действовал до 1975 года.
- 1955 — соединение Тоннеля 60-й улицы[англ.] между сетями Би-эм-ти и Ай-эн-ди, поезда с линии Бродвея на Манхэттене (относящейся к сети Би-эм-ти) смогли попадать в Куинс на линию Куинс-бульвара (относящуюся к сети Ай-эн-ди).
- 1956 — находящаяся в Куинсе часть эстакадной линии Фултон-стрит подключена к более новой подземной линии Ай-эн-ди, проходящей в Бруклине и не доходящей до границы с Куинсом, как её продолжение. На соединительном участке построена станция «Грант-авеню». Оставшаяся часть эстакадной линии снесена.
- 1956 — куплена у Железной дороги Лонг-Айленда линия Рокавей, примерно соответствующая планировавшейся ранее линии в Куинсе. Открыто рельсовое соединение между ней и сохранившимся участком бывшей эстакадной линии Фултон-стрит. В 1959 году на этой линии построена станция «Акуидакт-Рейстрак», имеющая только платформу северного направления.

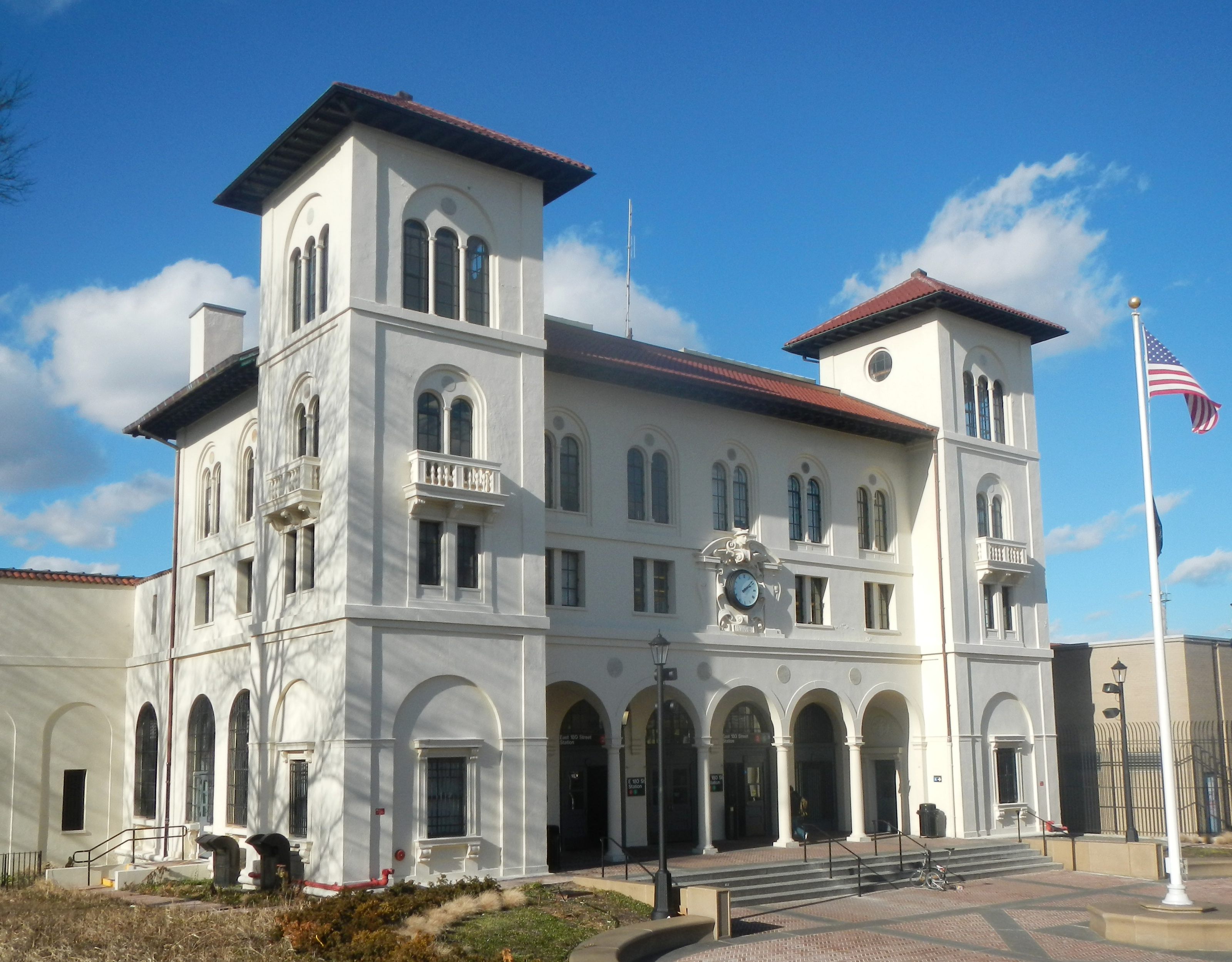
Бывшее административное здание железной дороги, преобразованной в линию Дайр-авеню
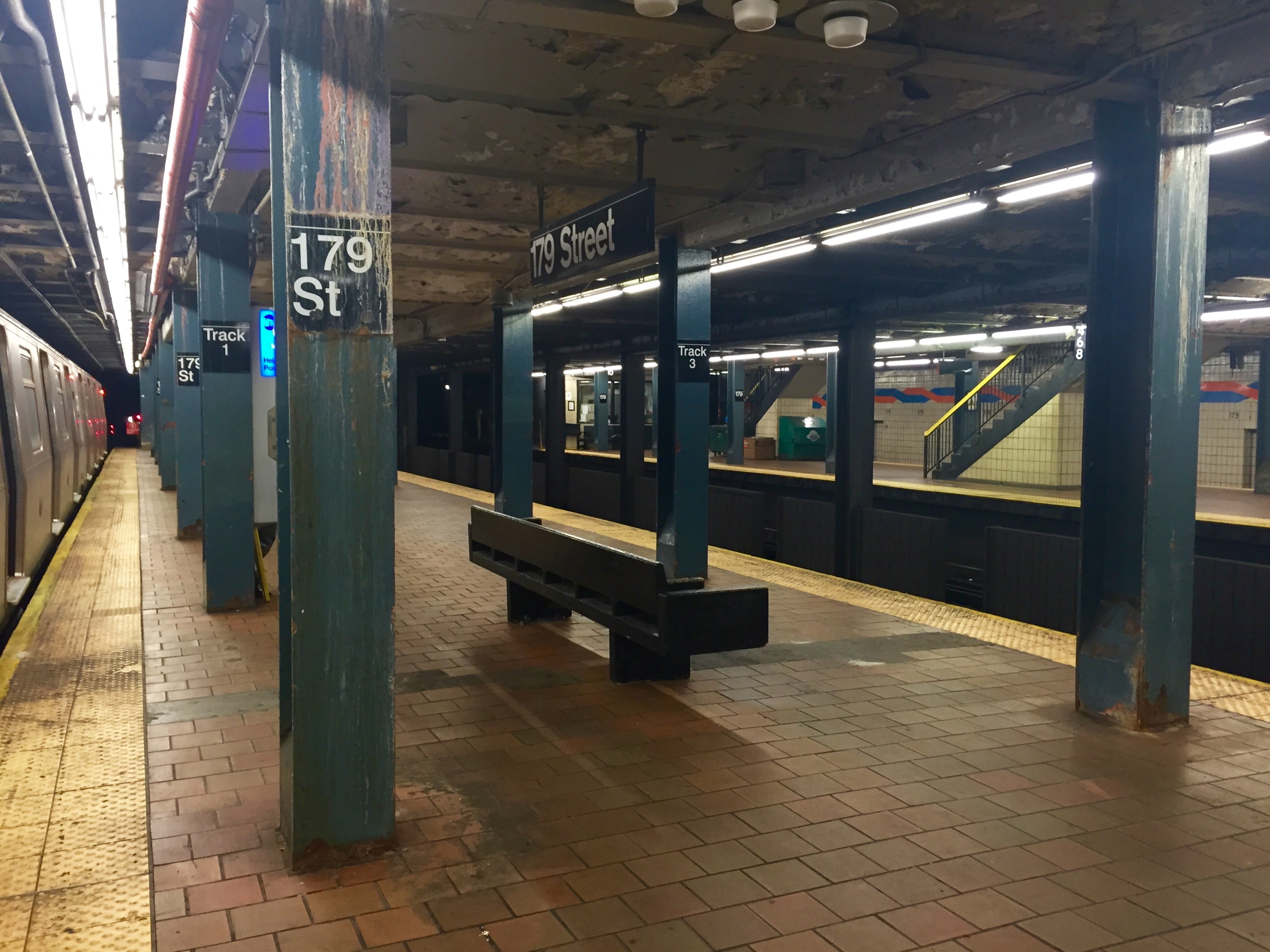
Станция «Джамейка — 179-я улица»
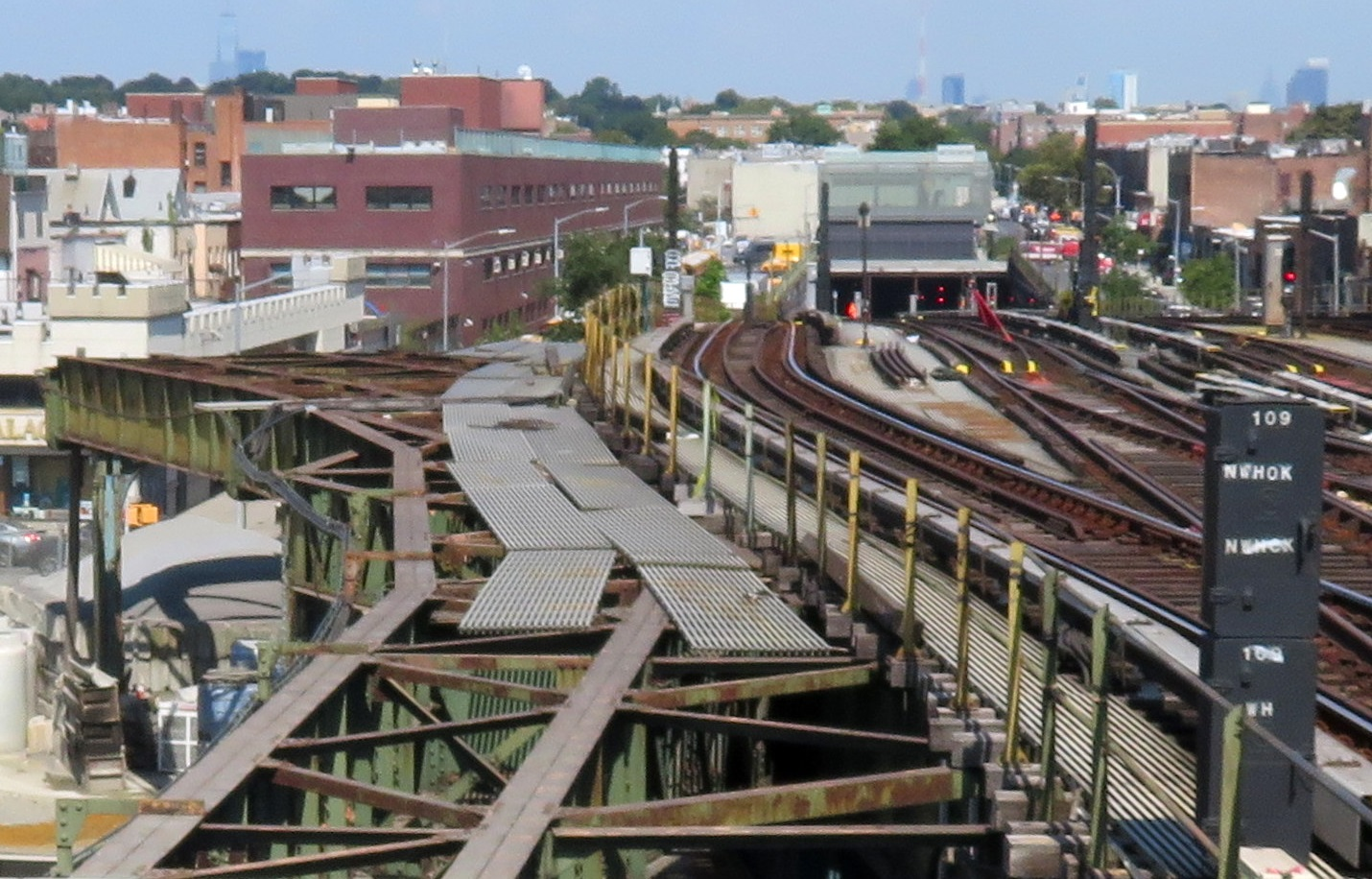
Линия Калвер: слева остатки эстакадного участка, справа новые пути, уходящие в тоннель
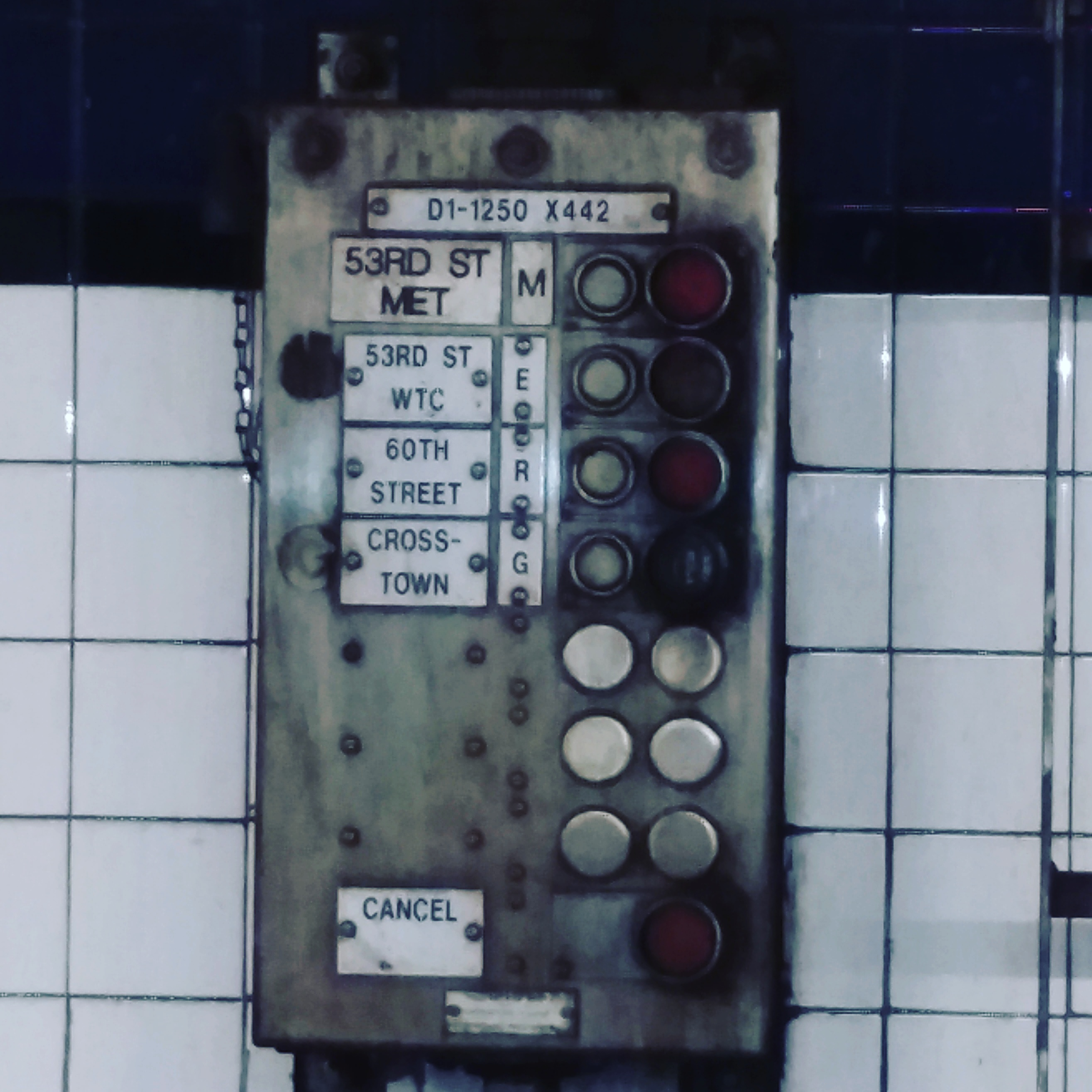
Кнопки для переключения стрелок. Кнопка, подписанная 60th Street, переводит поезд из сети Ай-эн-ди в сеть Би-эм-ти
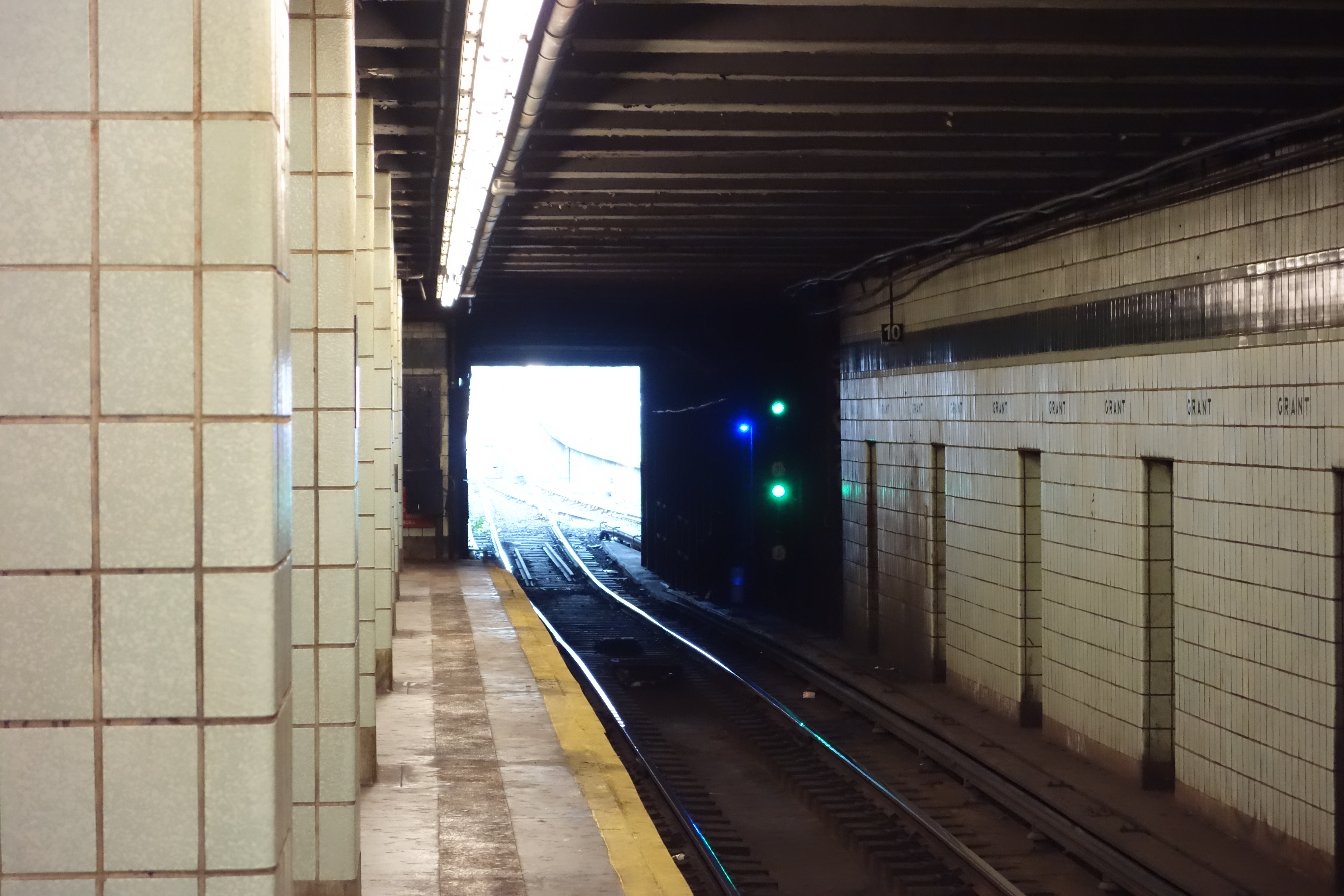
Станция «Грант-авеню»
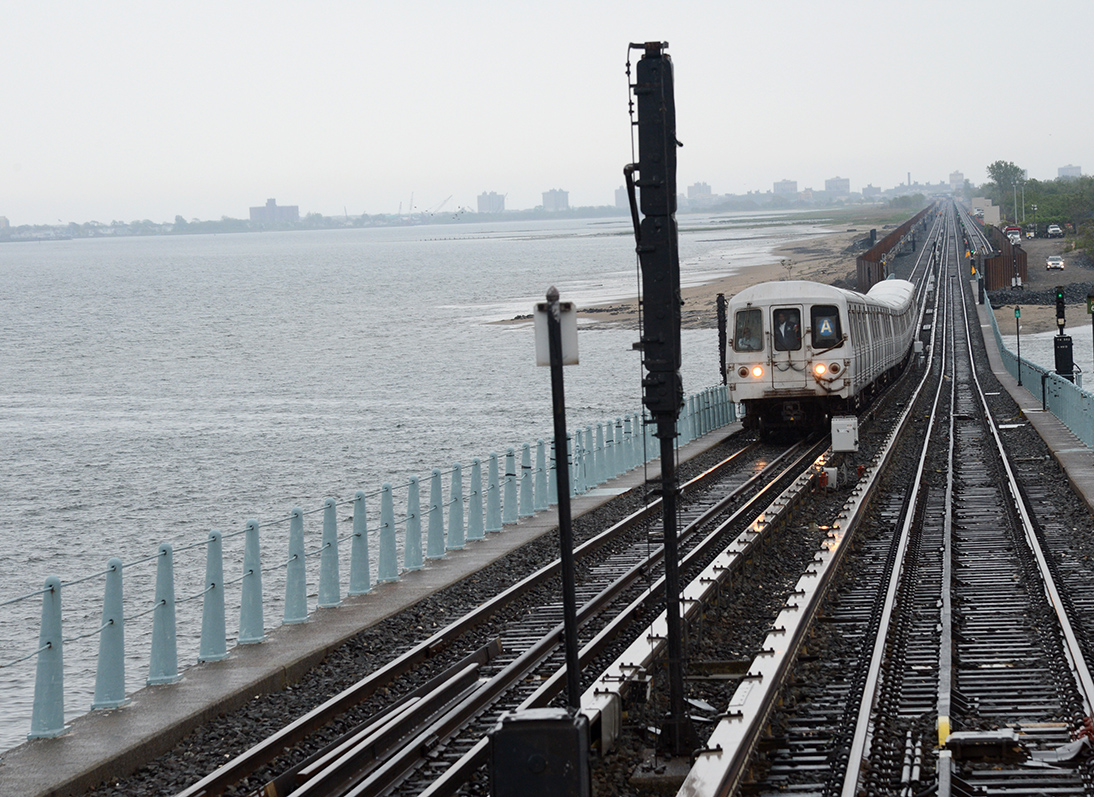
Мост через залив — часть линии Рокавей

## 1967—68
|  |
|  |
|  |
|  |
|  |

|  |  |  |
|  |  |  |
|  |  |  |

|  |
|  |
|  |
|  |
|  |

|  |
|  |
|  |
|  |
|  |

|  |
|  |
|  |
|  |
|  |

|  |  |  |
|  |  |  |
|  |  |  |

|  |
|  |
|  |
|  |
|  |

|  |
|  |
|  |
|  |
|  |

В 1967—68 годах было произведено несколько кардинальных изменений на линии Шестой авеню (Манхэттен, сеть Ай-эн-ди), позволивших увеличить её пропускную способность, а главное — окончательно превратить бывшие сети Ай-эн-ди и Би-эм-ти в единую сеть.
В центральной части линии были проложены экспресс-пути. Единственный на линии участок, где остановки есть только у локальных поездов, был построен в 1940 году без экспресс-путей, что делало невозможным сквозное движение экспресс-поездов по линии.
В южной части линии было построено соединение Кристи-стрит — две новых ветки, соединившие эту линию с линиями Би-эм-ти в Бруклине:
- ветка, отходящая от локальных путей линии, подключена перед Вильямсбургским мостом к линии Нассо-стрит (Би-эм-ти);
- ветка, отходящая от экспресс-путей, подключена к путям Би-эм-ти перед Манхэттенским мостом. Через этот мост проходят две пары путей, одна по его южной стороне и одна по северной, и конфигурация их продолжений со стороны Манхэттена была изменена:
  - новая ветка со станцией «Гранд-стрит» подключена к северной стороне моста;
  - линия Бродвея (Би-эм-ти) переключена с северной стороны моста на южную;
  - ответвление от линии Нассо-стрит (Би-эм-ти) к южной стороне моста ликвидировано.

После этого была перестроена система маршрутов поездов, она приняла вид, близкий к сегодняшнему: бывшие сети Ай-эн-ди и Би-эм-ти стали функционировать как единая сеть с общими маршрутами.
Кроме того, в северной части линии была добавлена ветка со станцией «57-я улица». Позже эта ветка будет продлеваться на восток как линия 63-й улицы, где будет создано ещё одно рельсовое соединение между сетями Ай-эн-ди и Би-эм-ти.
В те же годы был опубликован проект развития метрополитена под названием Program for Action, предусматривавший строительство 50 миль новых линий. Из пунктов этого проекта были реализованы через 20 лет линии 63-й улицы и Арчер-авеню.

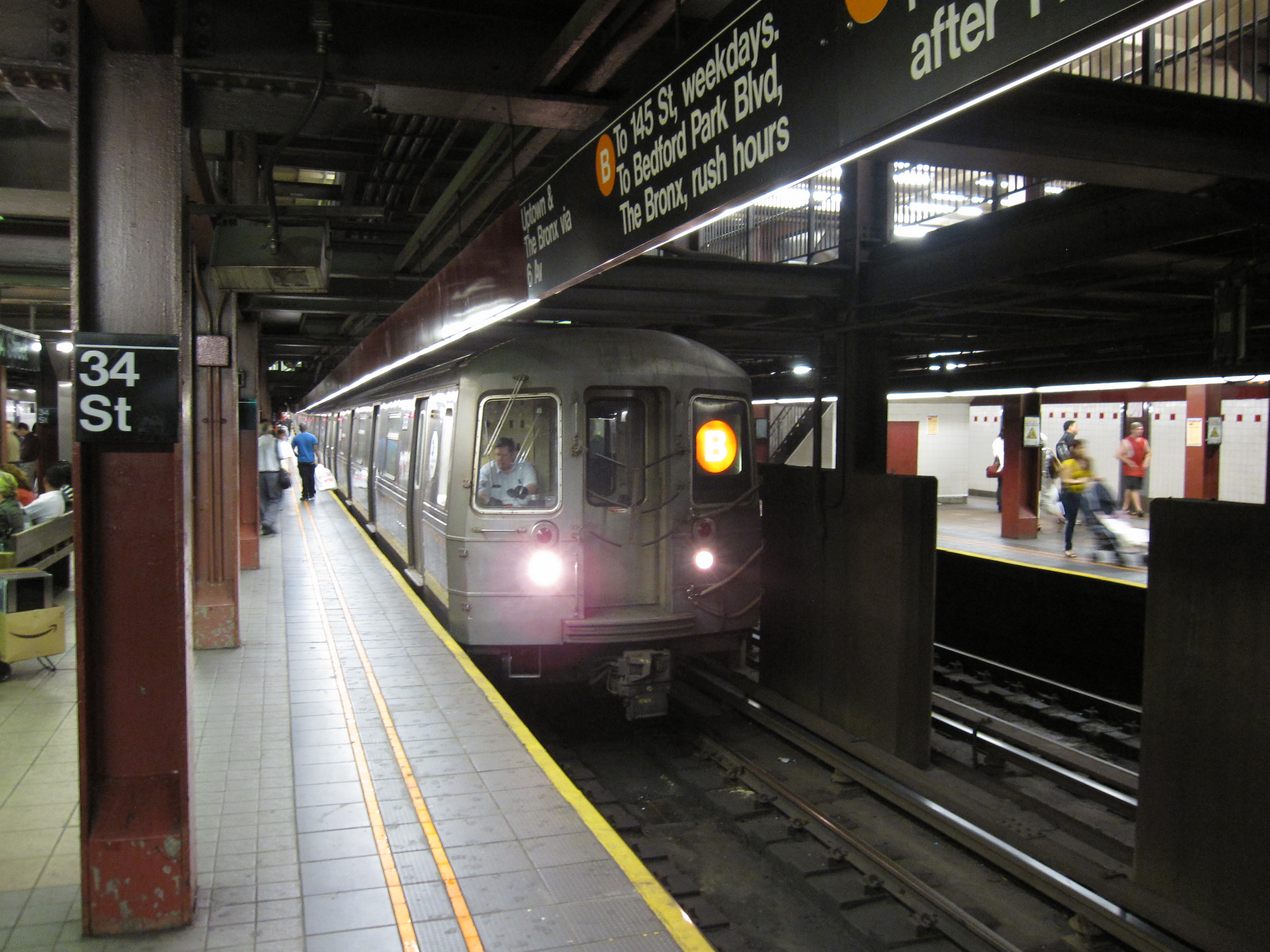
Экспресс-поезд на линии Шестой авеню
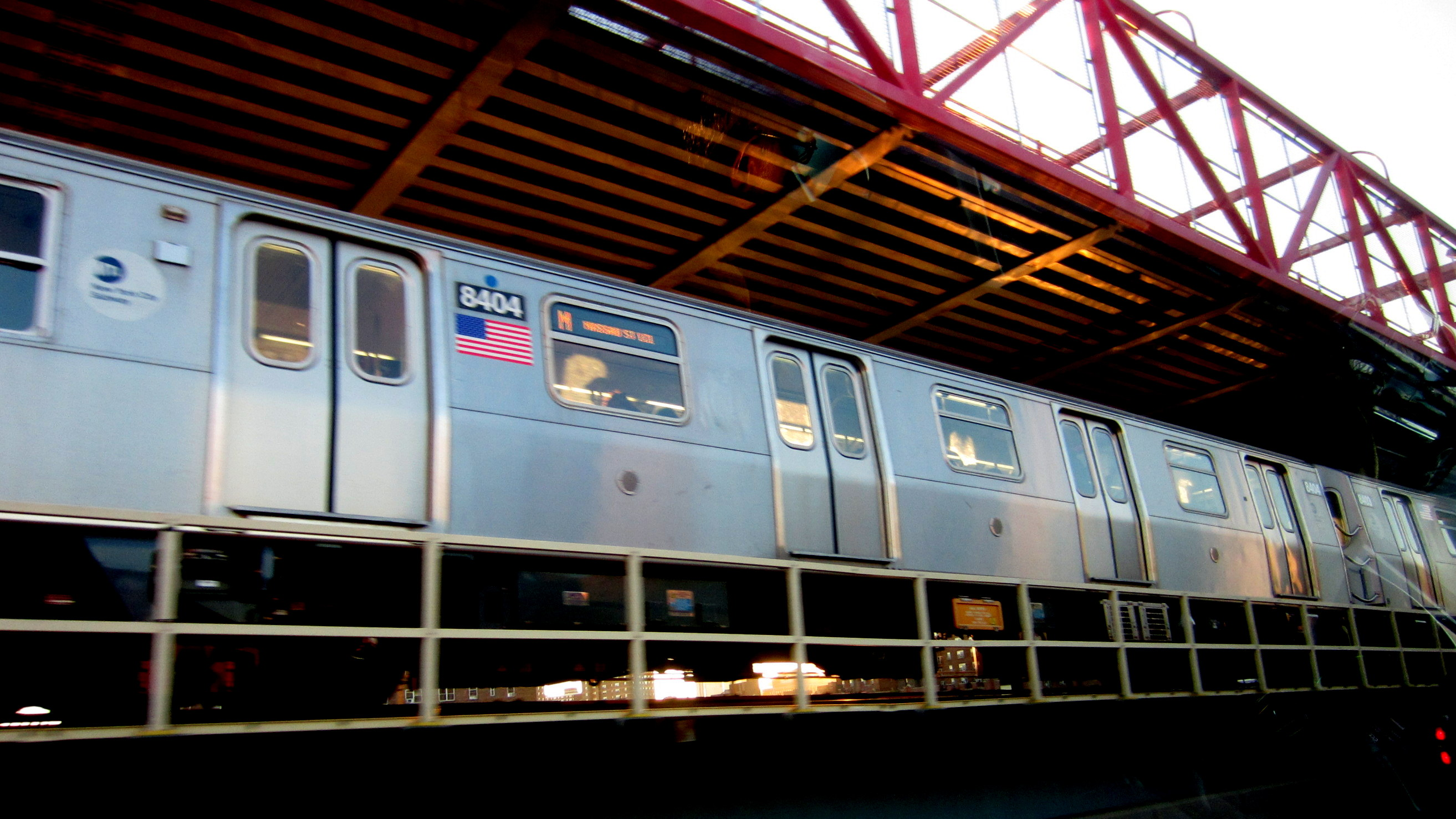
Поезд маршрута M, использующего соединение Кристи-стрит, на Вильямсбургском мосту
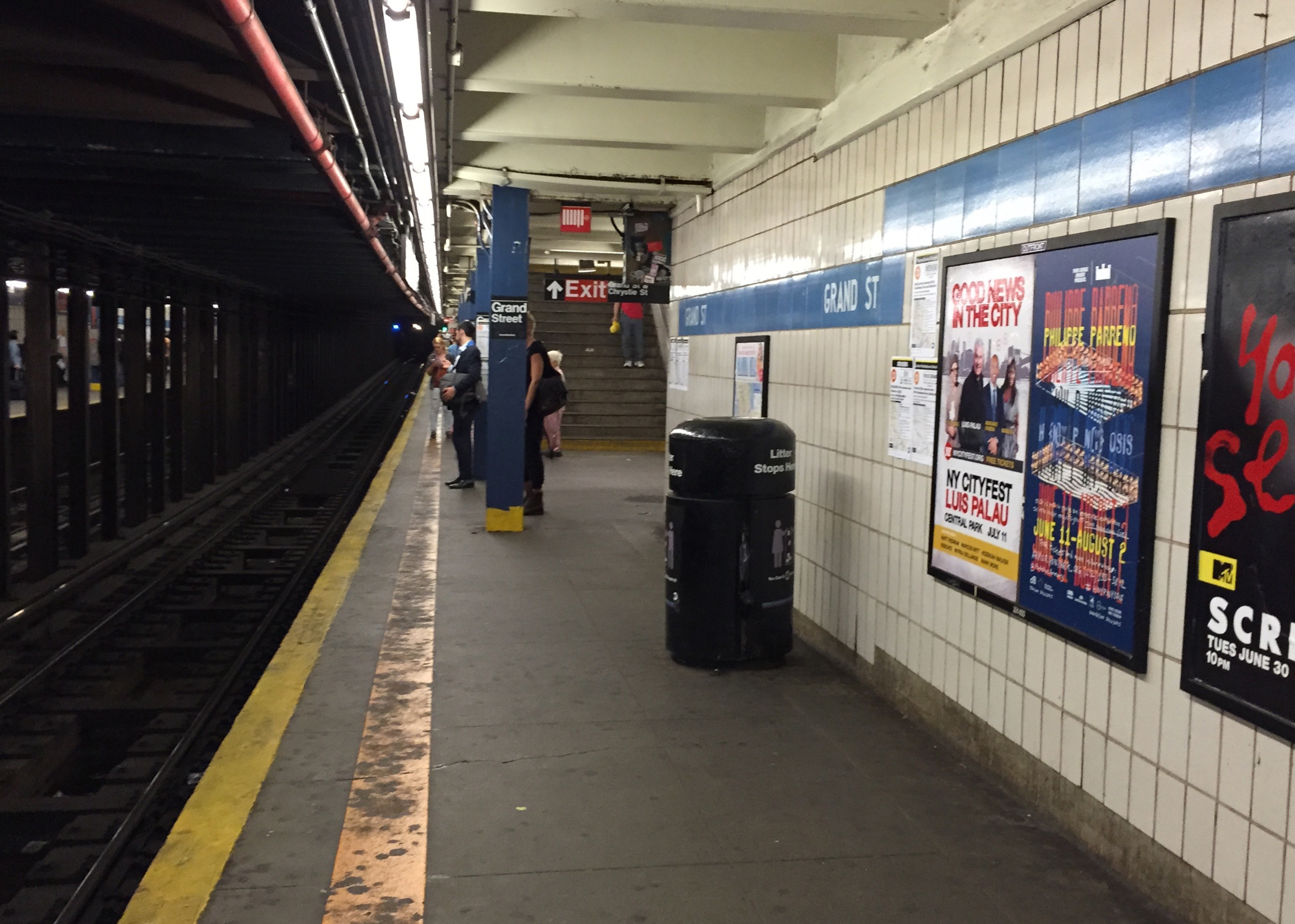
Станция «Гранд-стрит»
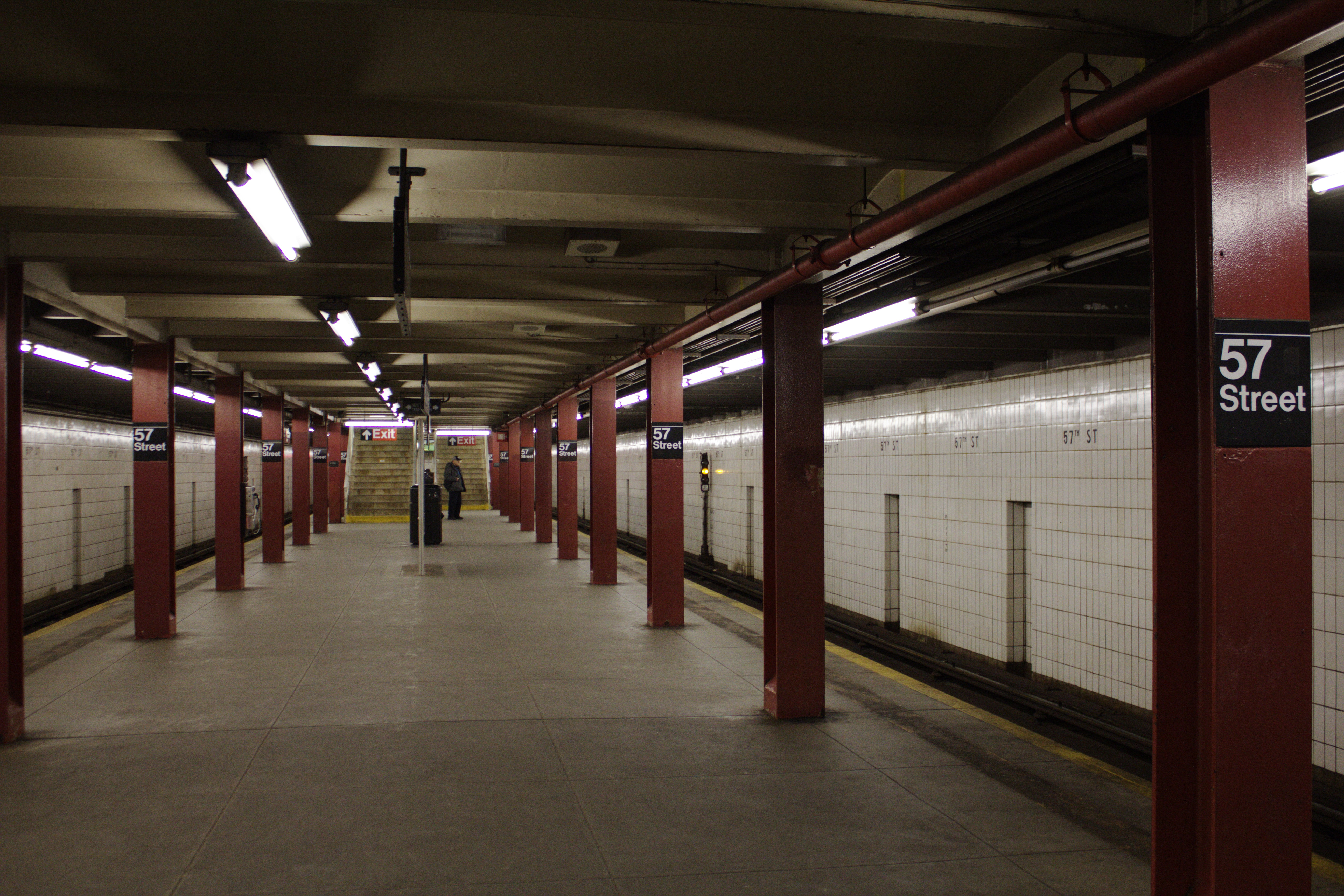
Станция «57-я улица»
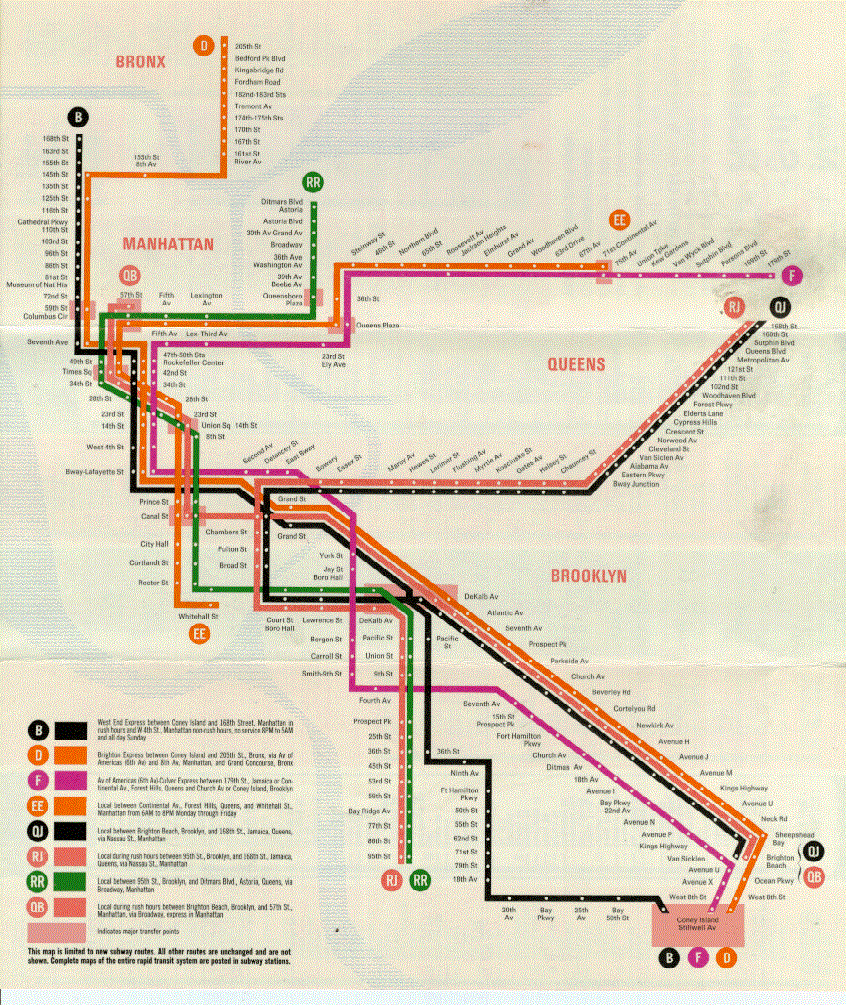
Страница из брошюры 1967 года, разъясняющей изменения в маршрутах в связи с созданием соединения Кристи-стрит
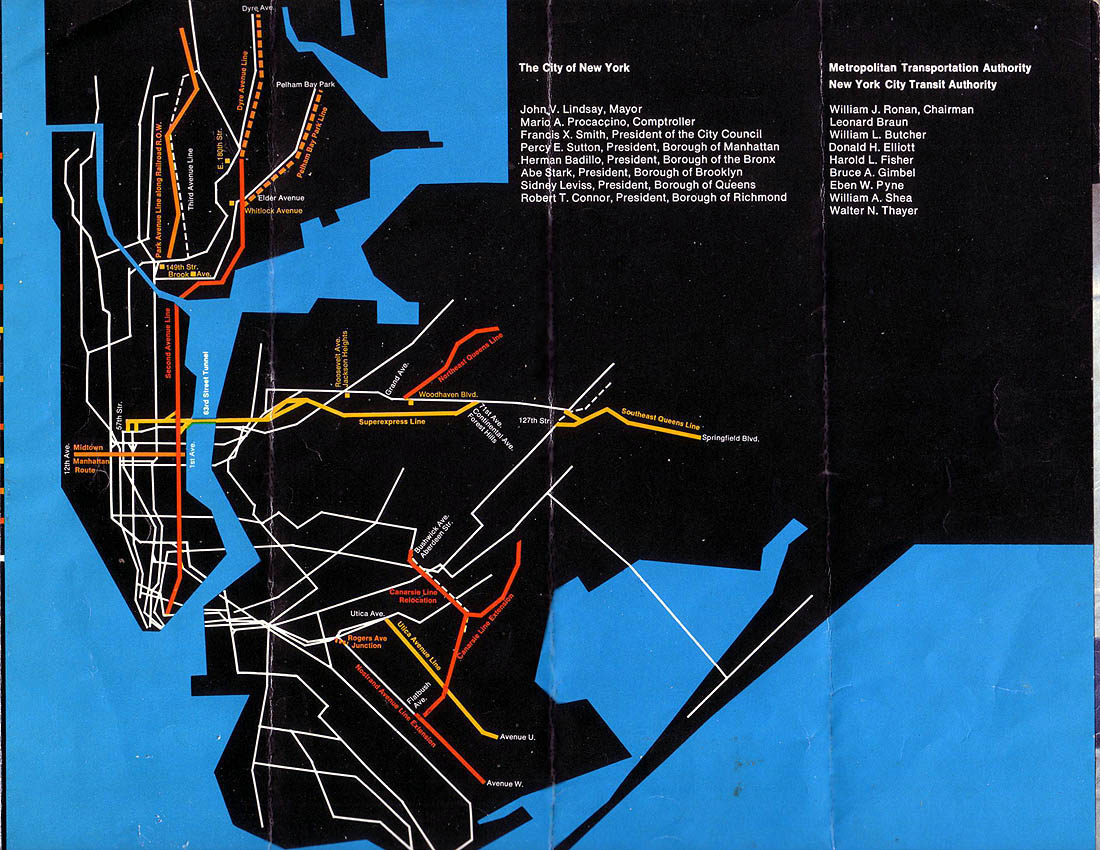
Страница из брошюры 1969 года с картой, включающей планируемые линии

## После 1968
Ниже приводится продолжение хронологии вплоть до наших дней.
- 1968 — станция «Гарлем — 148-я улица». Станция была построена на территории депо как замена для станции «145-я улица», когда все станции подвергались продлению платформ, а на станции «145-я улица» это было невозможно. Станция «145-я улица» должна была быть закрыта, однако после протестов местных жителей закрытие было отменено.
- 1971 — Железная дорога Статен-Айленда приобретена городом, хотя частью метрополитена она может считаться лишь по некоторым параметрам.
- 1988—89 — линии Арчер-авеню и 63-й улицы. Каждая из линий представляет собой фактически пару линий, частично совпадающих по трассе, из которых одна является продолжением сети Би-эм-ти, а другая — Ай-эн-ди. На всех 4 линиях вместе 6 станций, из них сегодня 3 имеют пути и платформы обеих сетей (остальные только Ай-эн-ди), а на линиях 63-й улицы есть также рельсовое соединение между сетями.
- 2001 — восточный конец линии 63-й улицы (Ай-эн-ди) присоединён к линии Куинс-бульвара, линия перестала быть тупиковой.
- 2009 — новая станция «Саут-Ферри» (взамен старой кольцевой, которая вмещала только 5 из 10 вагонов поезда). С 2013 по 2017 год новая станция была на реставрации после затопления во время урагана «Сэнди», а старая временно возвращена в строй.
- 2015 — станция «34-я улица — Хадсон-Ярдс» — линия продлена в новый район Манхэттена. Рассматривалось сооружение промежуточной станции, а также продление линии на юг к пересадочному узлу «14-я улица / Восьмая авеню» и далее через Гудзон в штат Нью-Джерси, но финансирование было получено только на одну станцию.
- 2017 — линия Второй авеню — открыты три первых станции от линии, проект которой был впервые предложен в 1920 году. Линия соединена с существующей сетью через станцию «Лексингтон-авеню — 63-я улица» (линия 63-й улицы), где добавлена вторая половина, относящаяся к сети Би-эм-ти.
- 2018 — станция «ВТЦ Кортландт» (на месте разрушенной в результате терактов 11 сентября 2001 года).

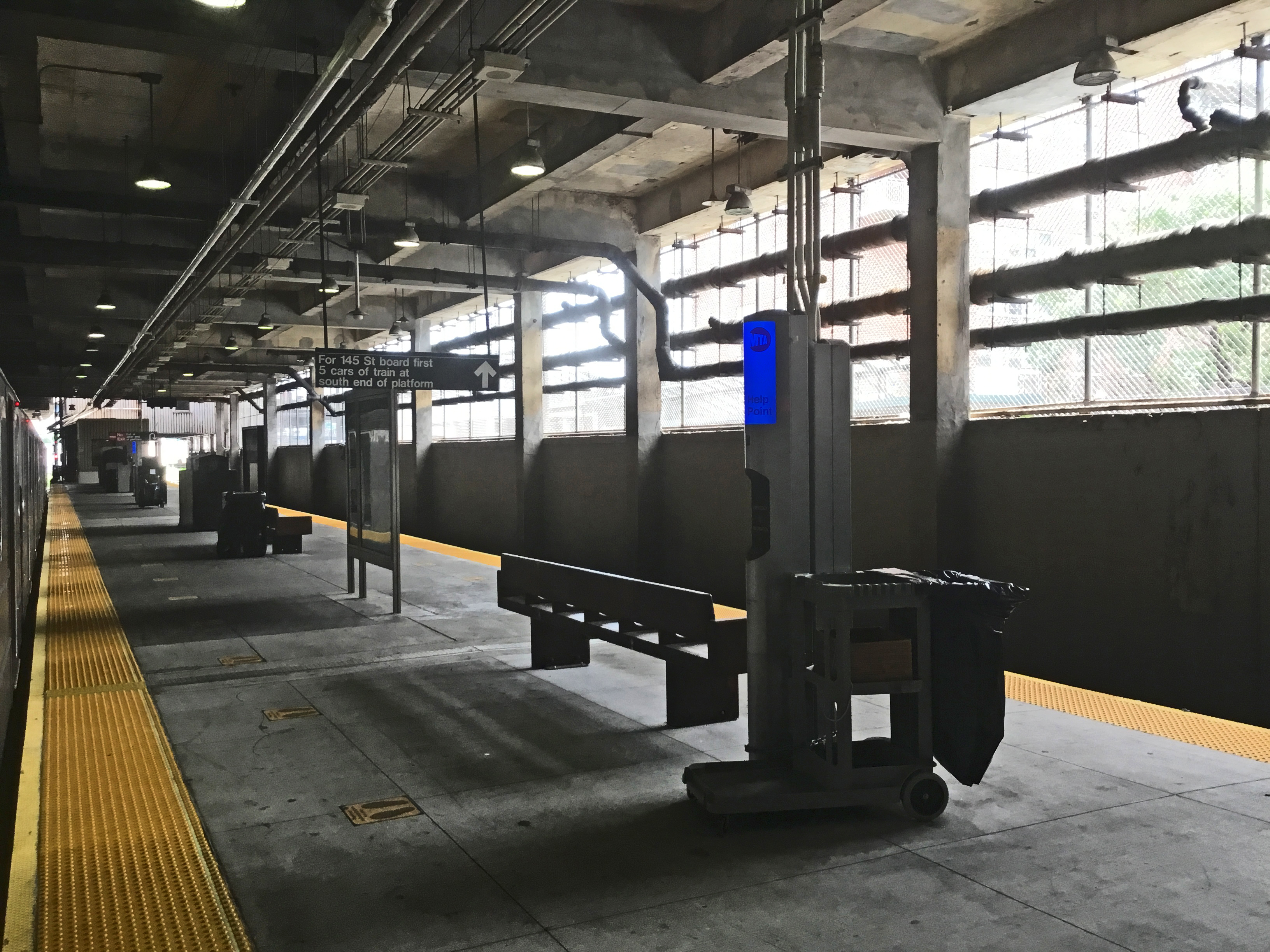
Станция «Гарлем — 148-я улица»
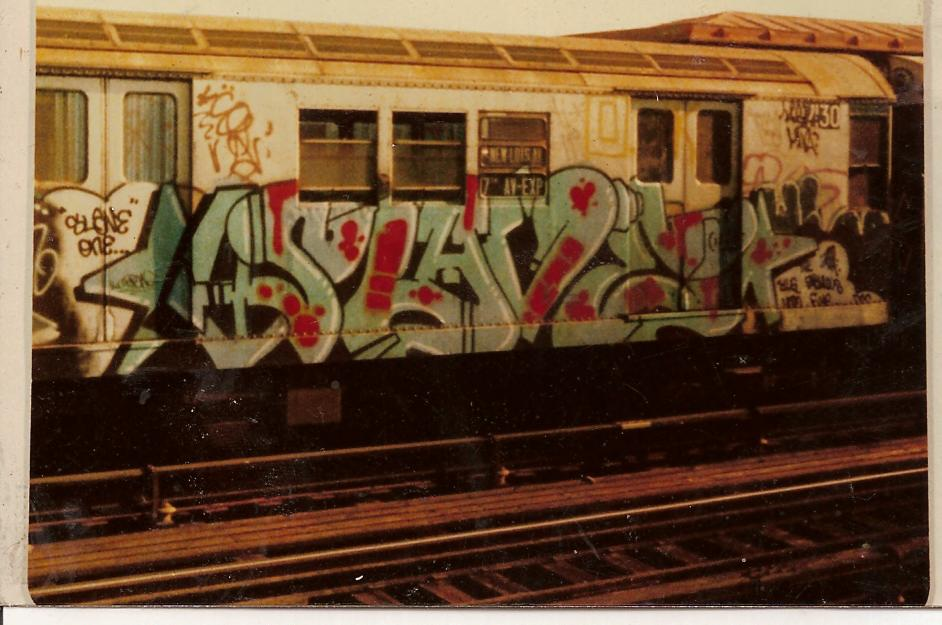
Поезд, разрисованный вандалами, 1970-е годы
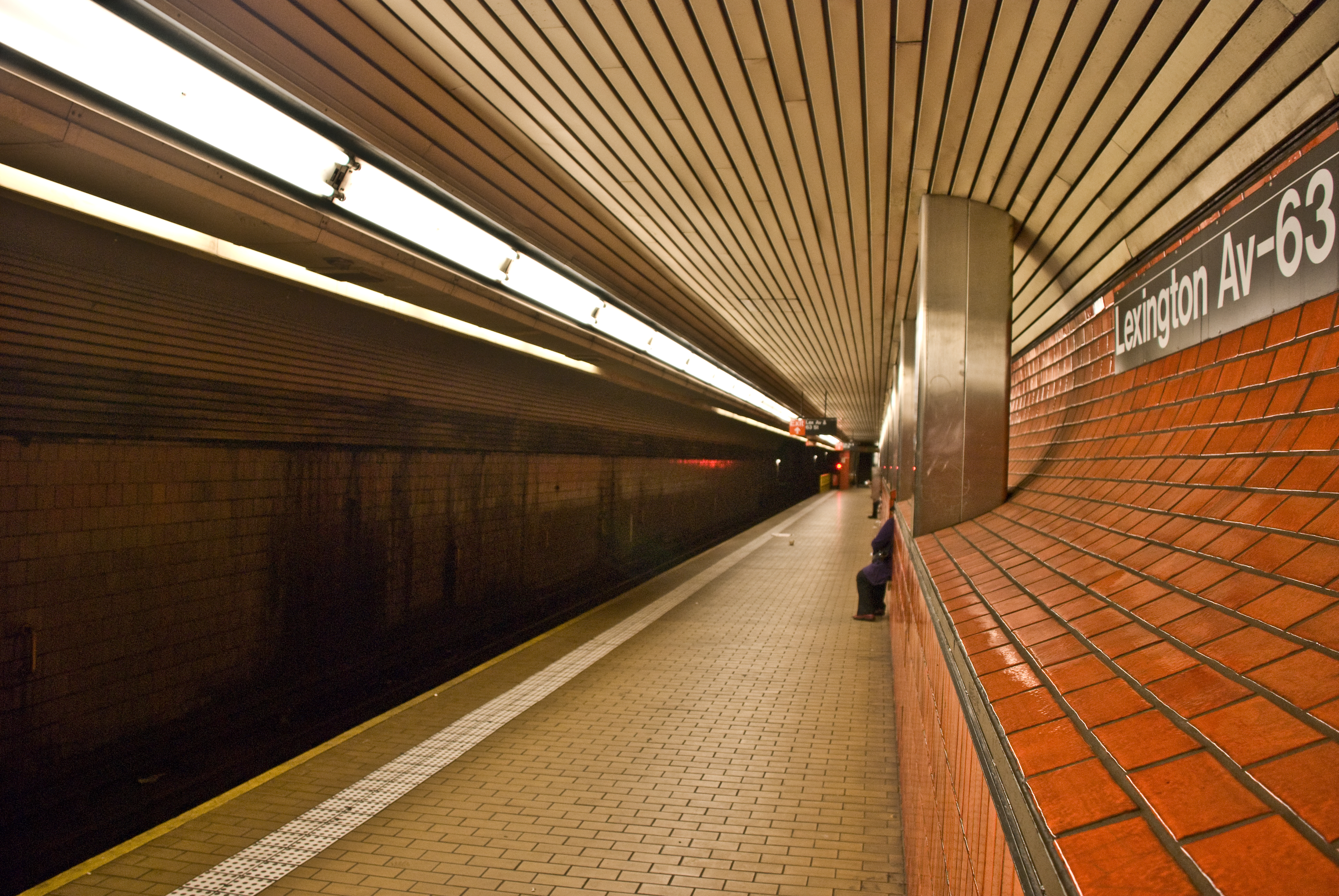
Верхний уровень станции «Лексингтон-авеню — 63-я улица» до реконструкции…
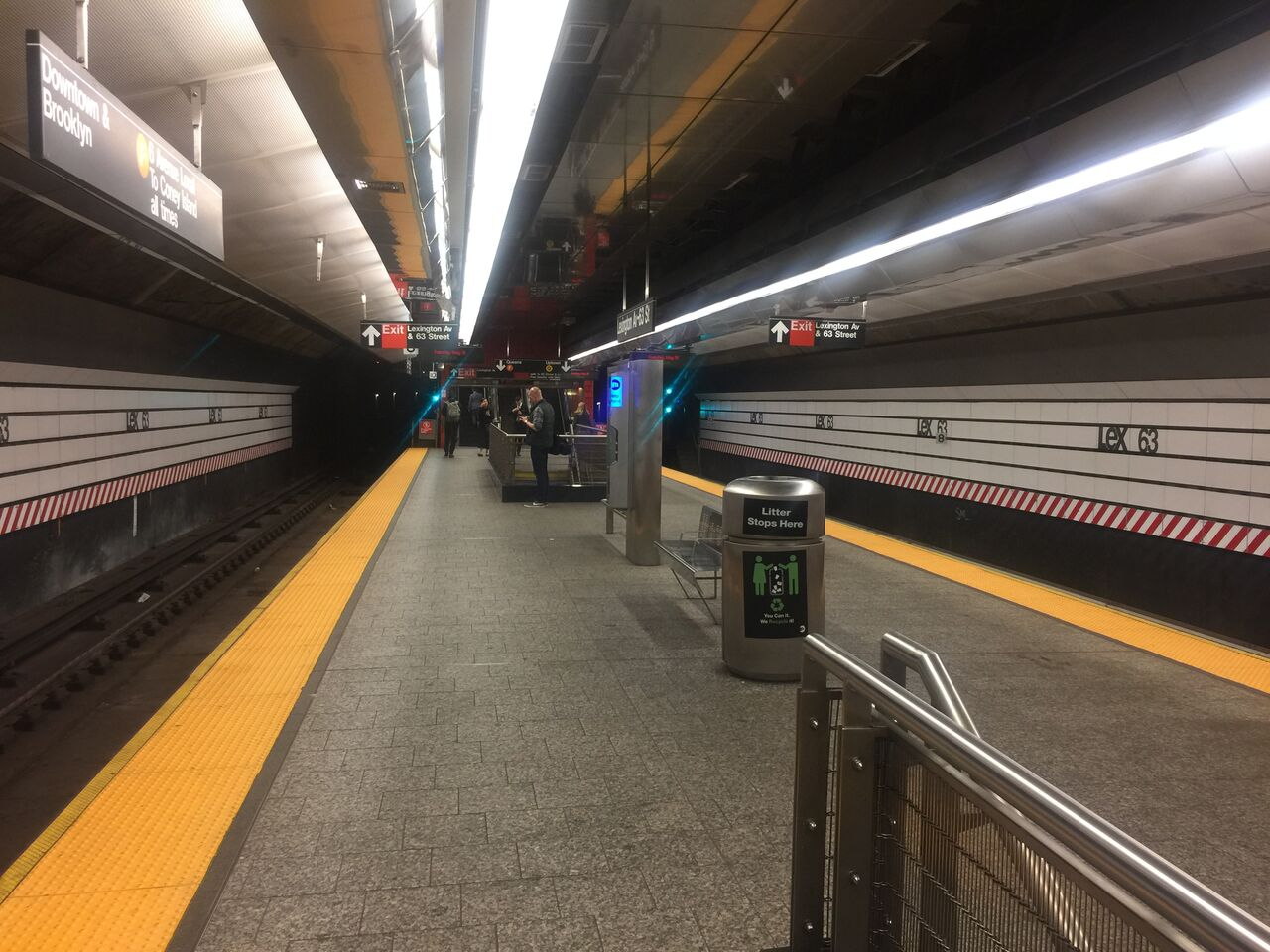
…и после реконструкции
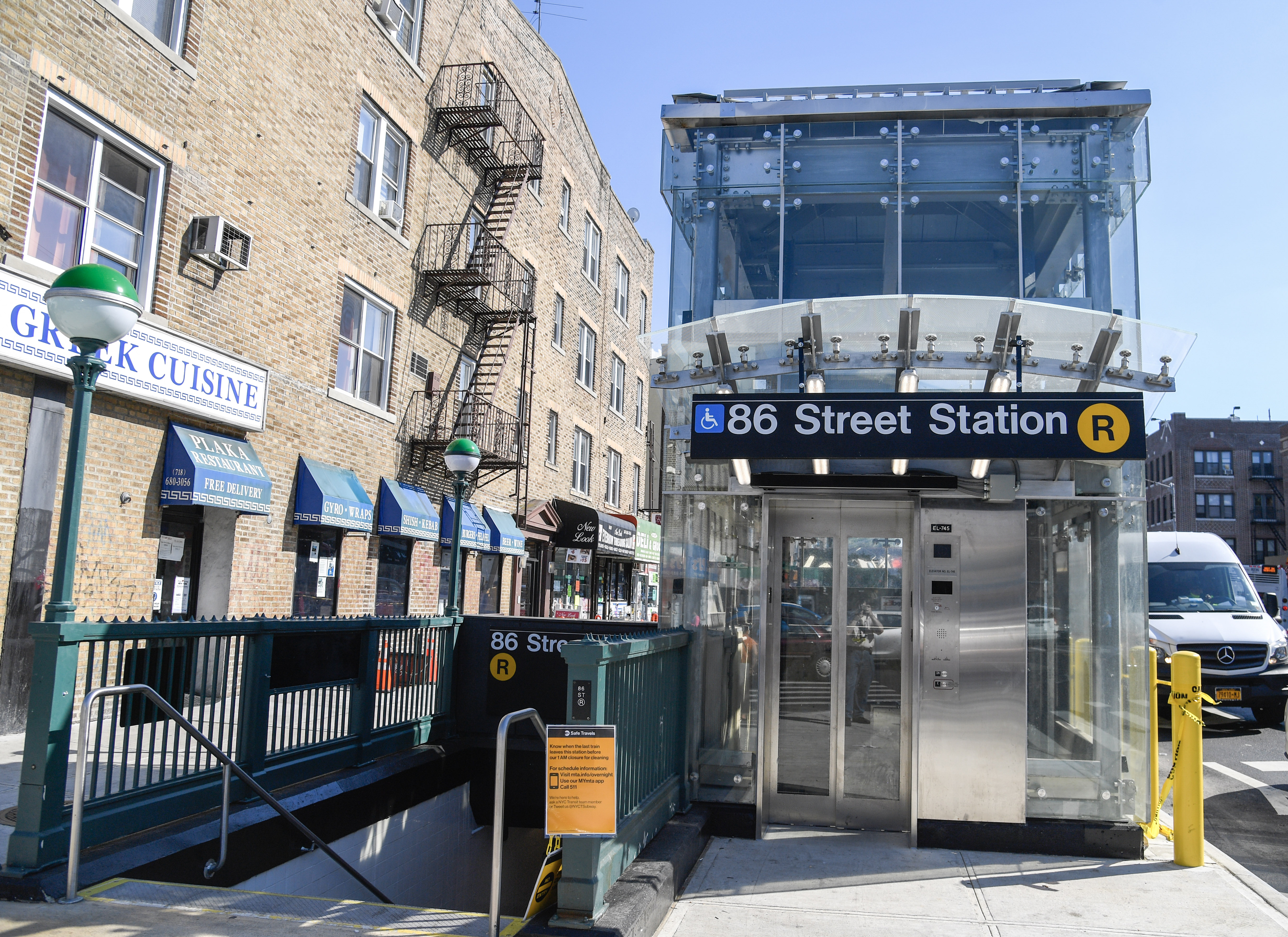
Один из множества лифтов, построенных на старых станциях
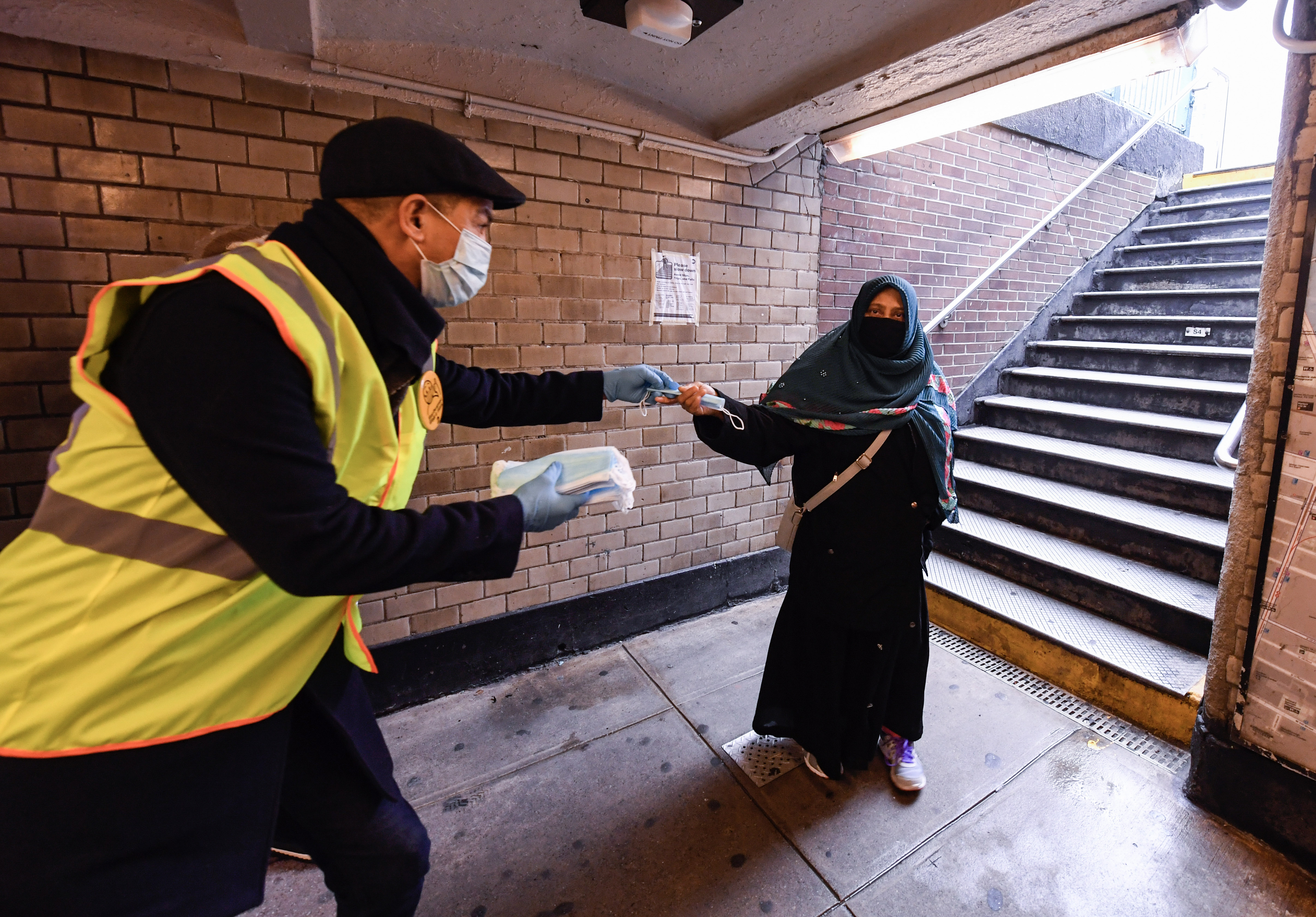
Раздача масок пассажирам во время эпидемии COVID-19

## Перспектива
Наиболее насущной проблемой считается нехватка метро в восточной части Манхэттена. Эстакадные линии Второй и Третьей авеню были снесены в 1942 и 1955 годах соответственно, а проект строительства подземной линии вместо них до сих пор остаётся проектом с 1920 года, когда только зарождалась идея создания Ай-эн-ди. Соединение Кристи-стрит проектировалось как часть подземной линии Второй авеню, в частности на станции «Гранд-стрит», открытой в 1967 году, предусмотрено её преобразование в пересадочную, однако планы были изменены. Некоторое количество тоннелей линии Второй авеню было построено в 1970-е годы, первые три станции были открыты в 2017 году, строительство следующих трёх станций получило финансирование в ноябре 2023 года, остальные 10 станций ждут своей очереди.
Кроме того, обсуждаются варианты строительства новых линий, которые бы требовали минимальных затрат, в основном за счёт использования старых железнодорожных путей. Один пример — так называемая линия Triboro RX, трасса которой делает большой полукруг через Бруклин, Куинс и Бронкс, проходя по малоиспользуемым грузовым железным дорогам. Идея была предложена в 1996 году Региональной плановой ассоциацией. В январе 2022 было опубликовано ТЭО для укороченного варианта, не проходящего через Бронкс, под названием Interborough Express. В январе 2023 было принято решение создать эту линию в легкорельсовом варианте.
Другой пример — северная половина ветки Рокавей-Бич Железной дороги Лонг-Айленда: в 1950-е годы её южная половина была преобразована в линию Рокавей, когда северная половина ещё действовала; в 1960-е северная половина была заброшена.
Обсуждается также продление линий на одну-две станции в тех районах, где это наиболее необходимо, например к аэропорту «Ла-Гуардия» или в сторону боро Статен-Айленд, где действует Железная дорога Статен-Айленда, не соединённая с метрополитеном.

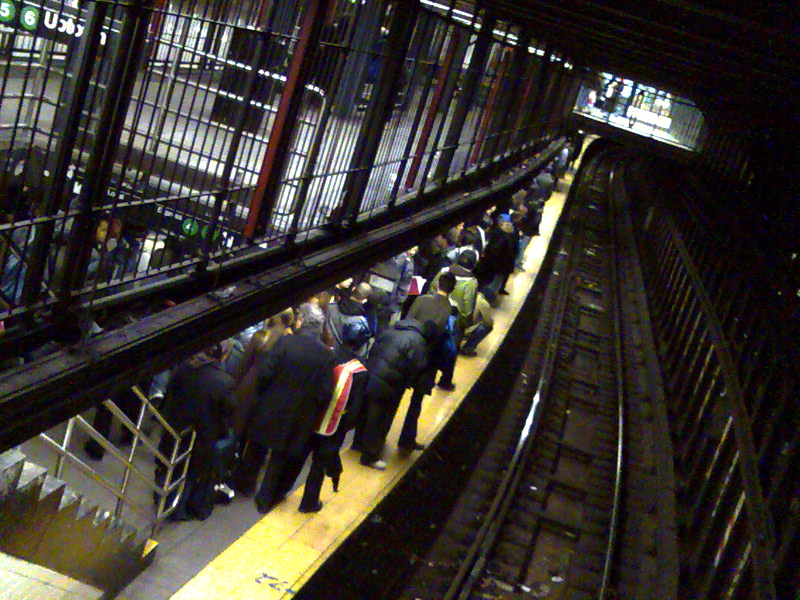
Час пик на линии Лексингтон
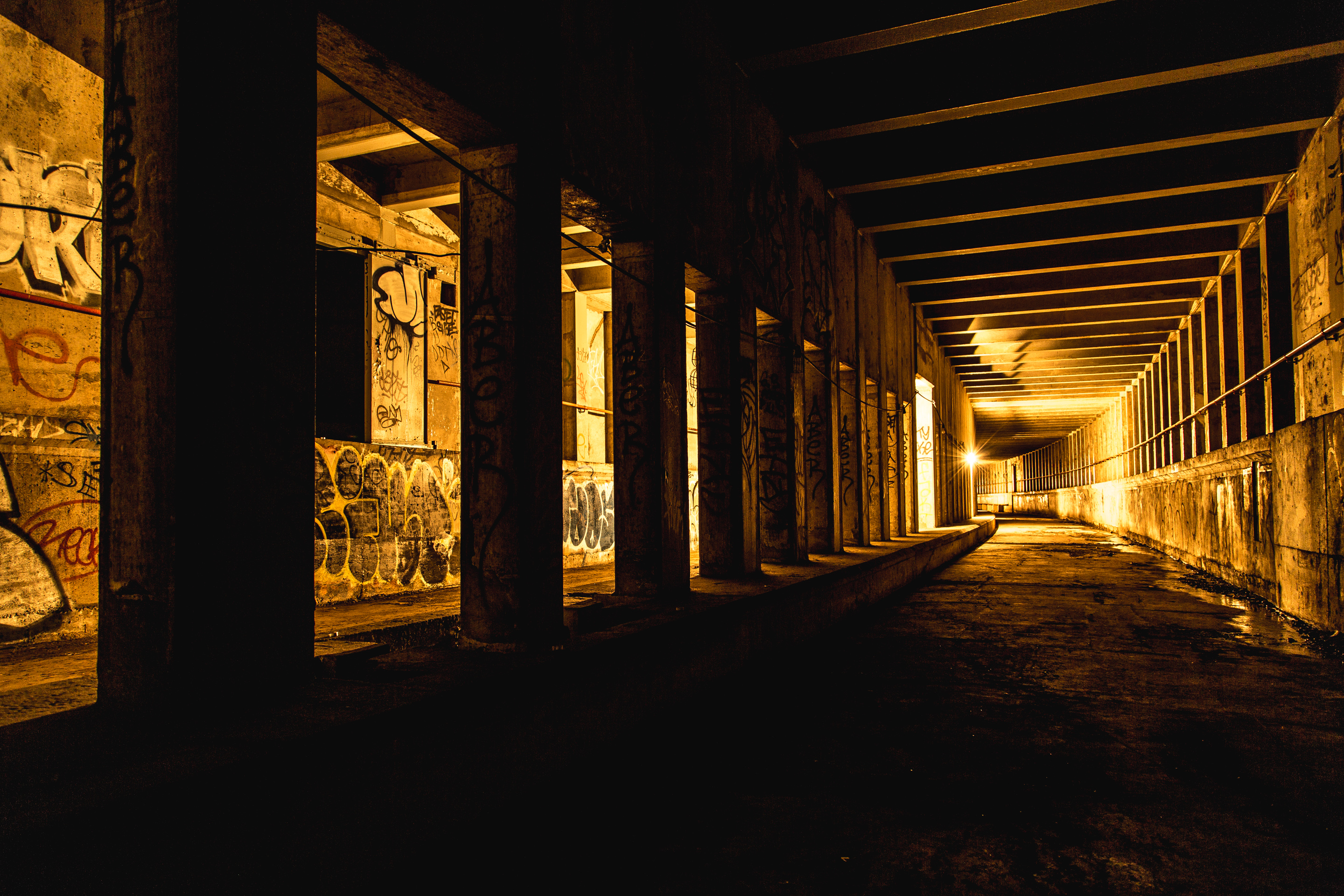
Участок линии Второй авеню, построенный в 1970-х годах и заброшенный…
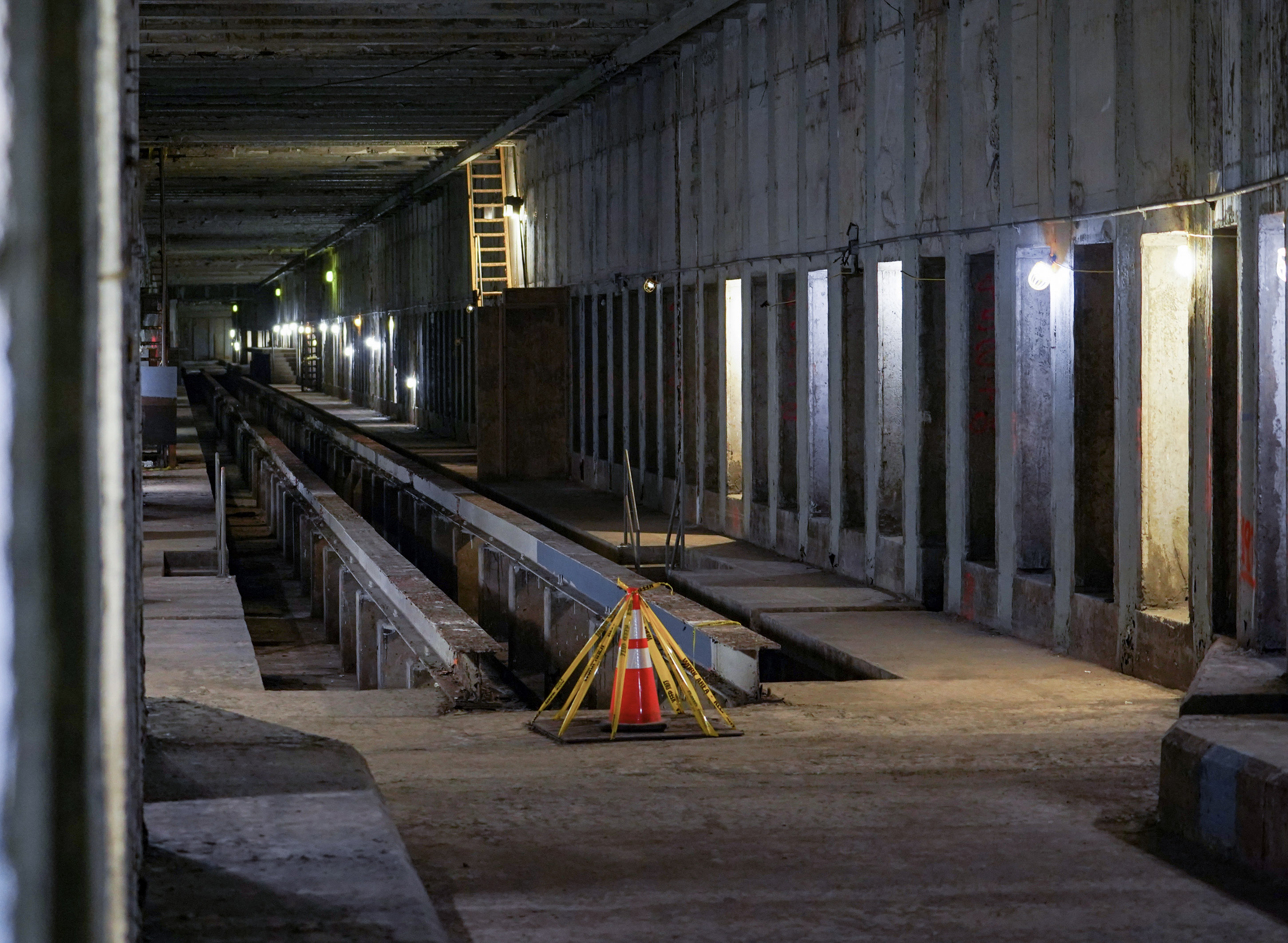
…и её участок, построенный в 1970-х годах, который войдёт в состав второй очереди
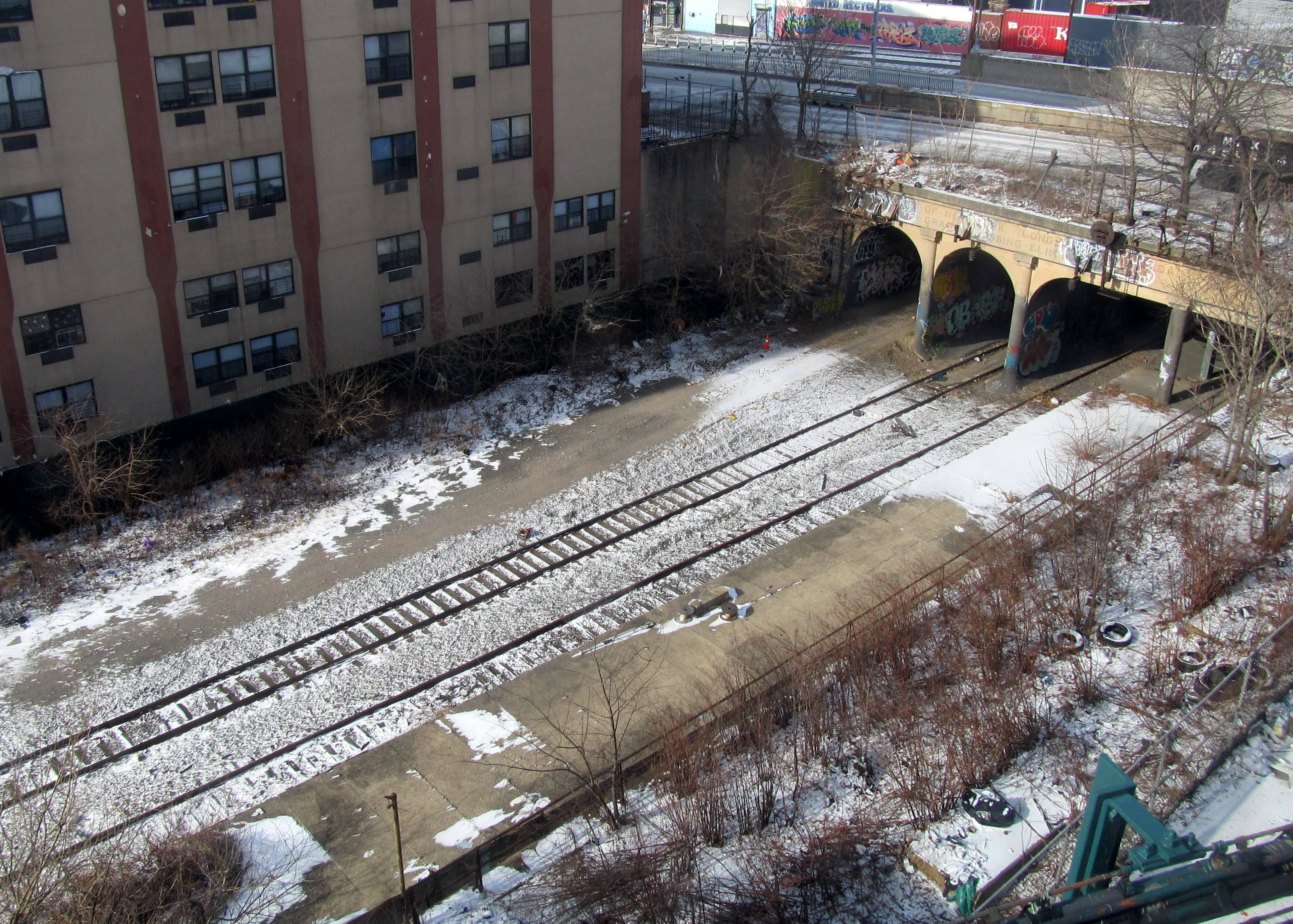
Закрытая платформа на ветке, которая может войти в линию Triboro RX
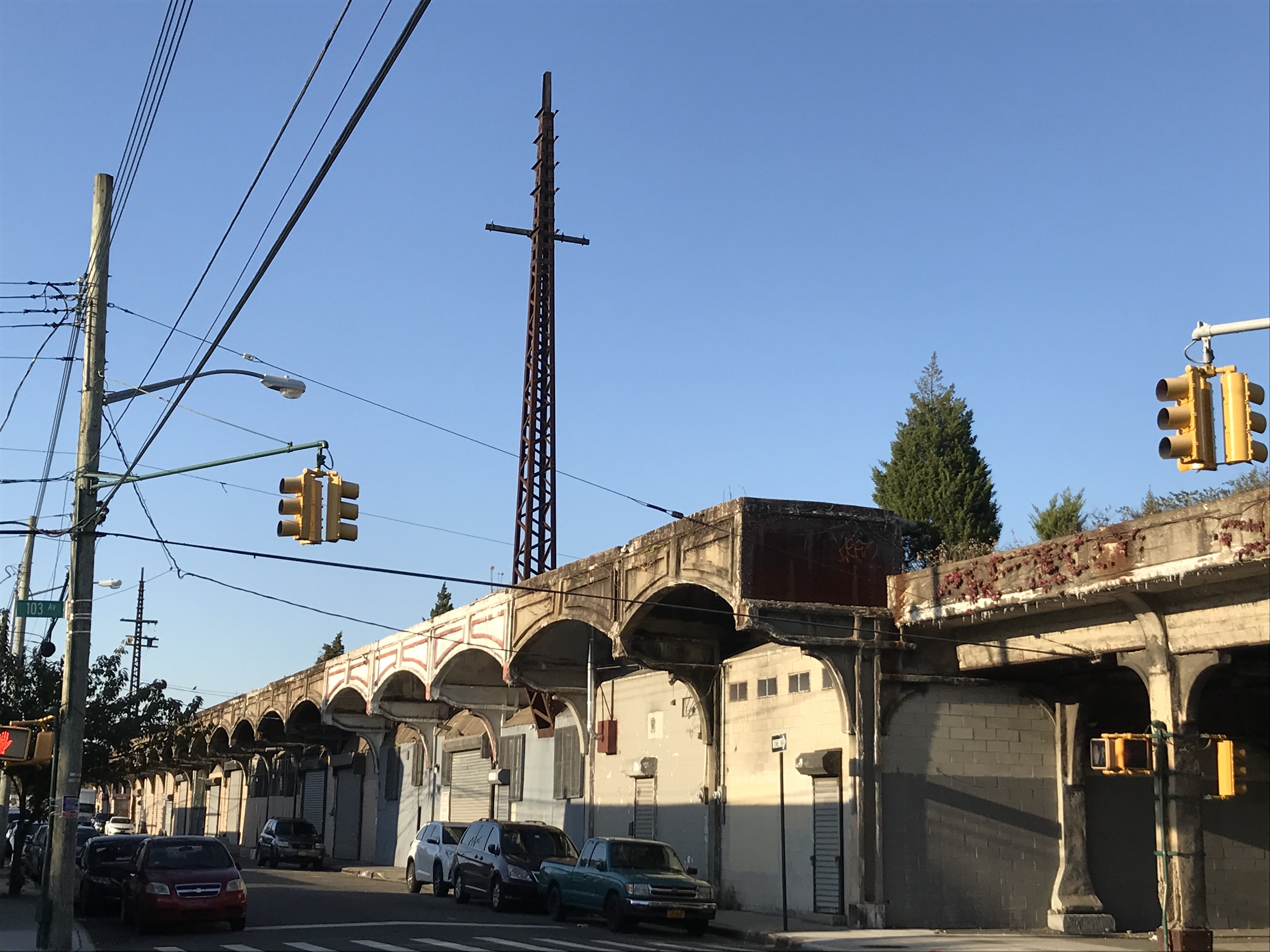
Заброшенная станция на северной половине ветки Рокавей-Бич
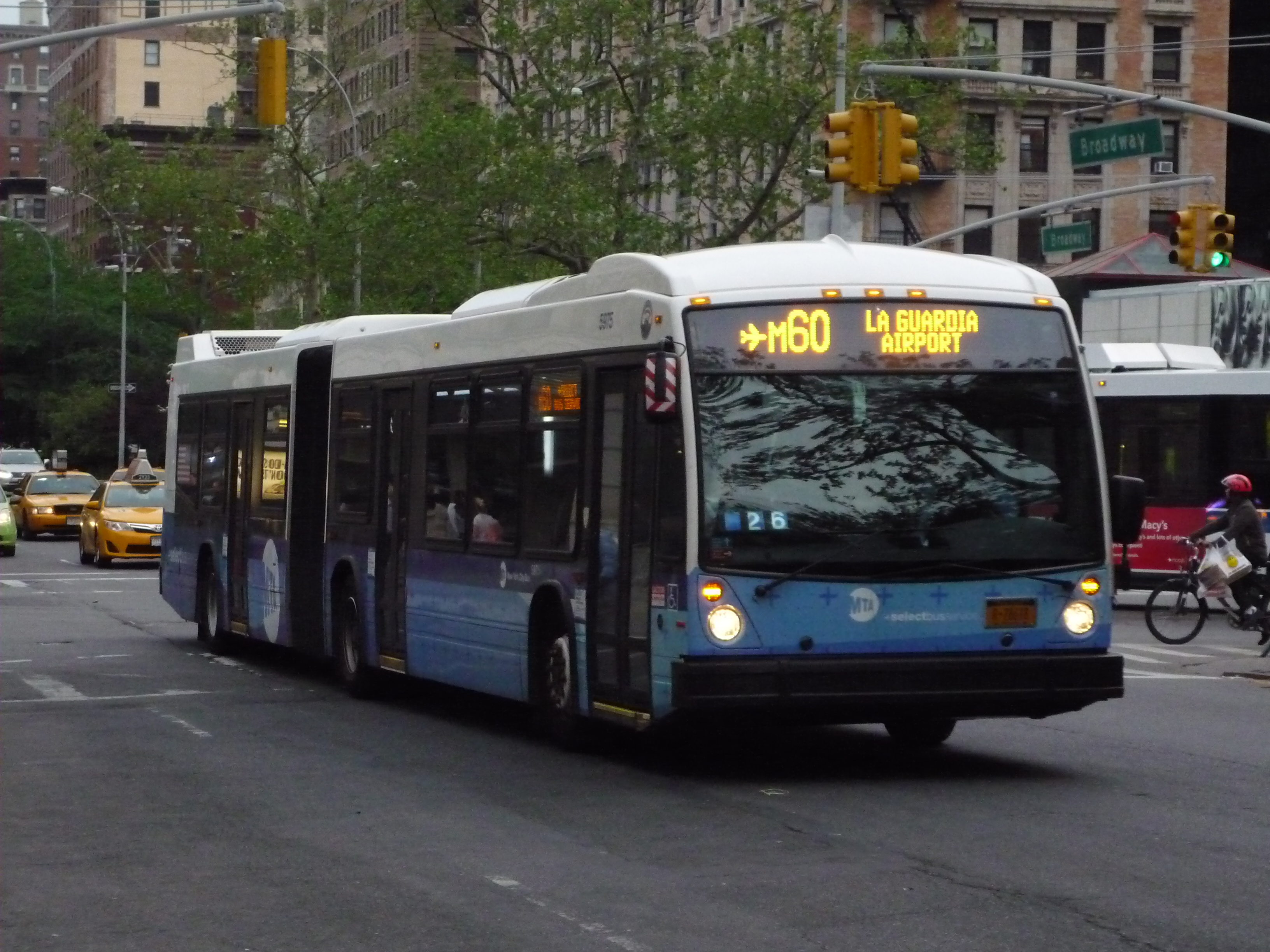
Автобус, идущий в аэропорт «Ла-Гуардия»

## Некоторые из станций, реконструированных после 2000 года
Этот раздел иллюстрирует реконструкцию станций, ведущуюся в последние годы.

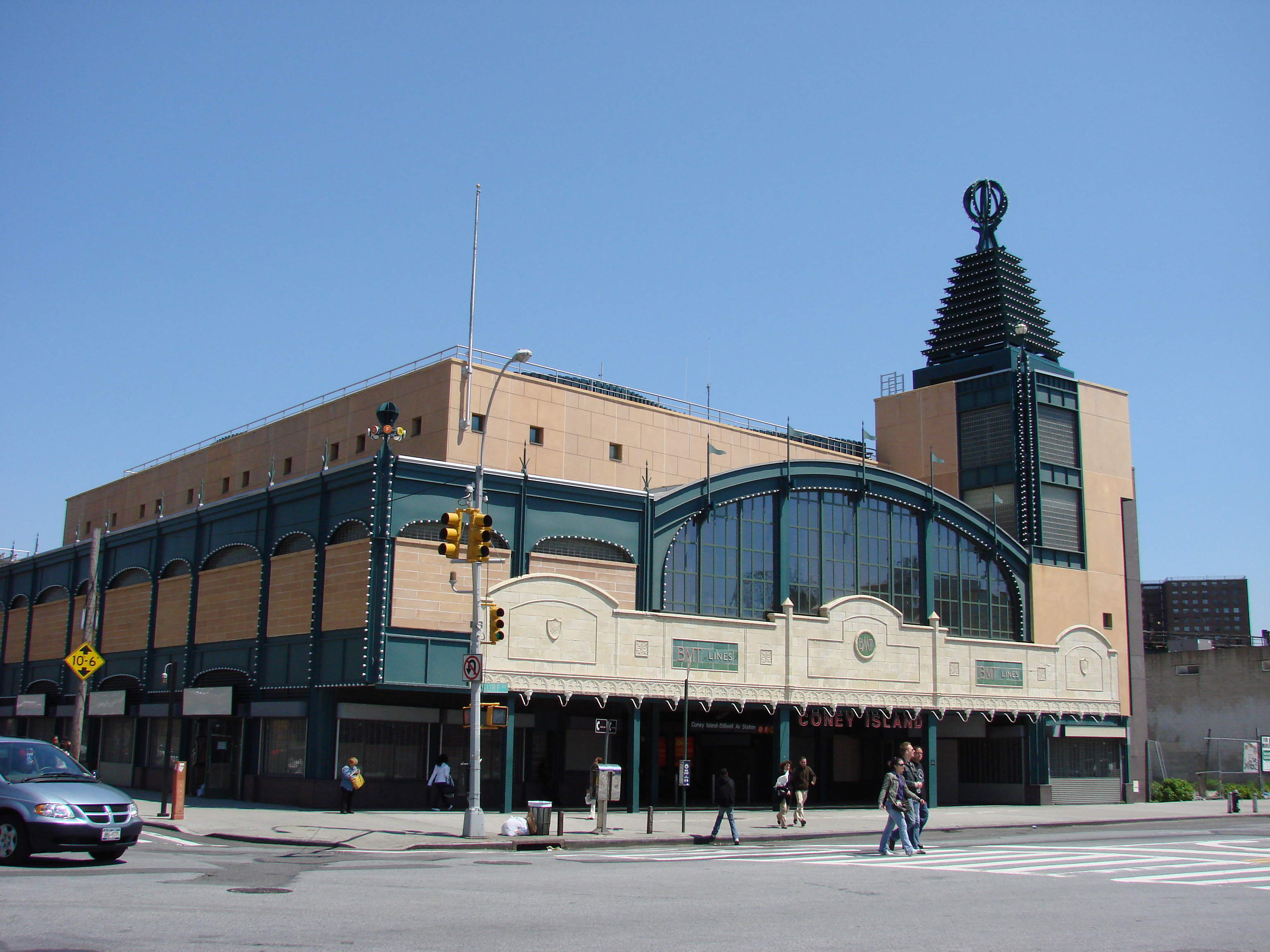
Эстакадный терминал, 2004 год
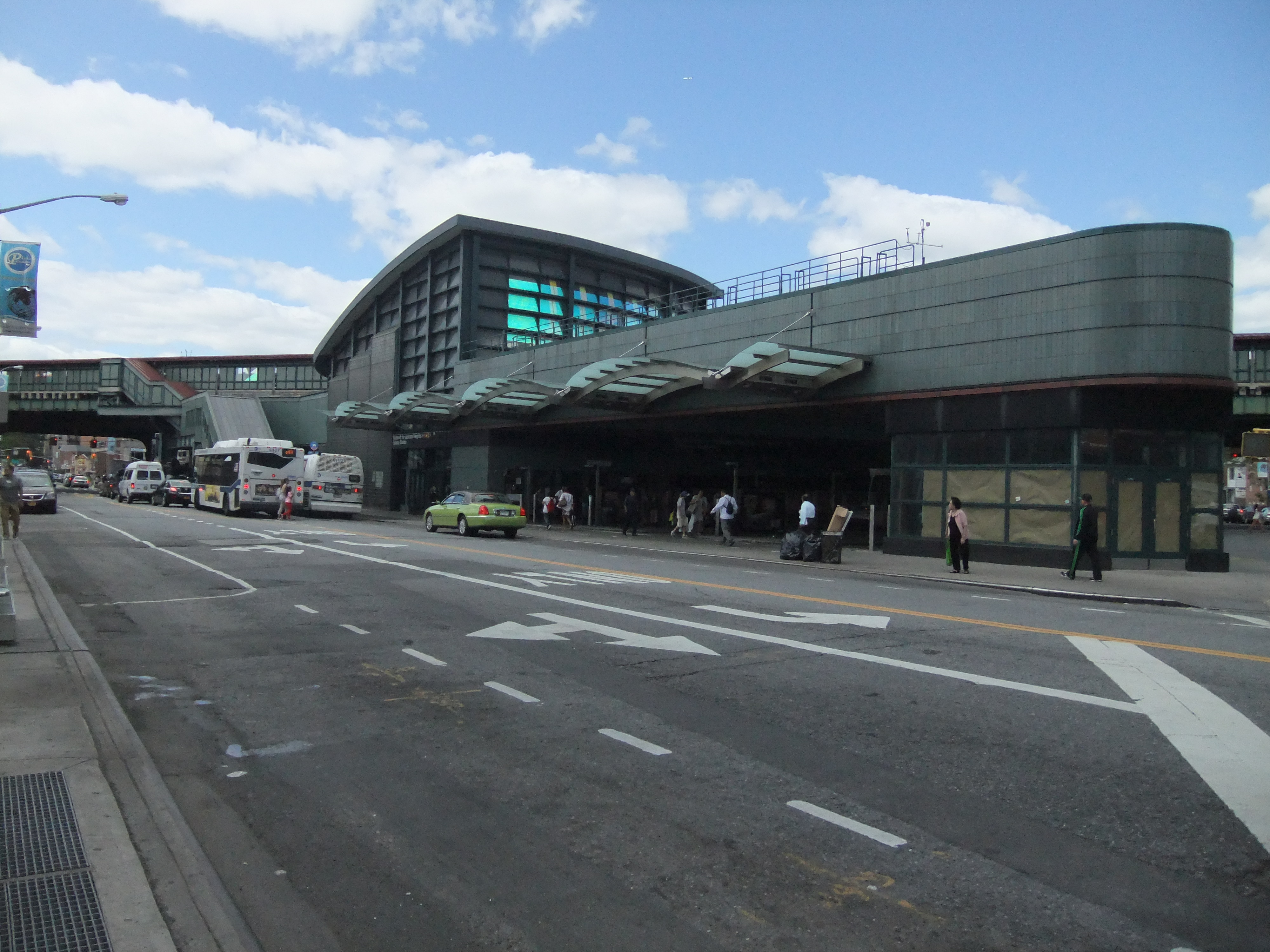
Пересадка между подземной и эстакадной станциями, 2005 год
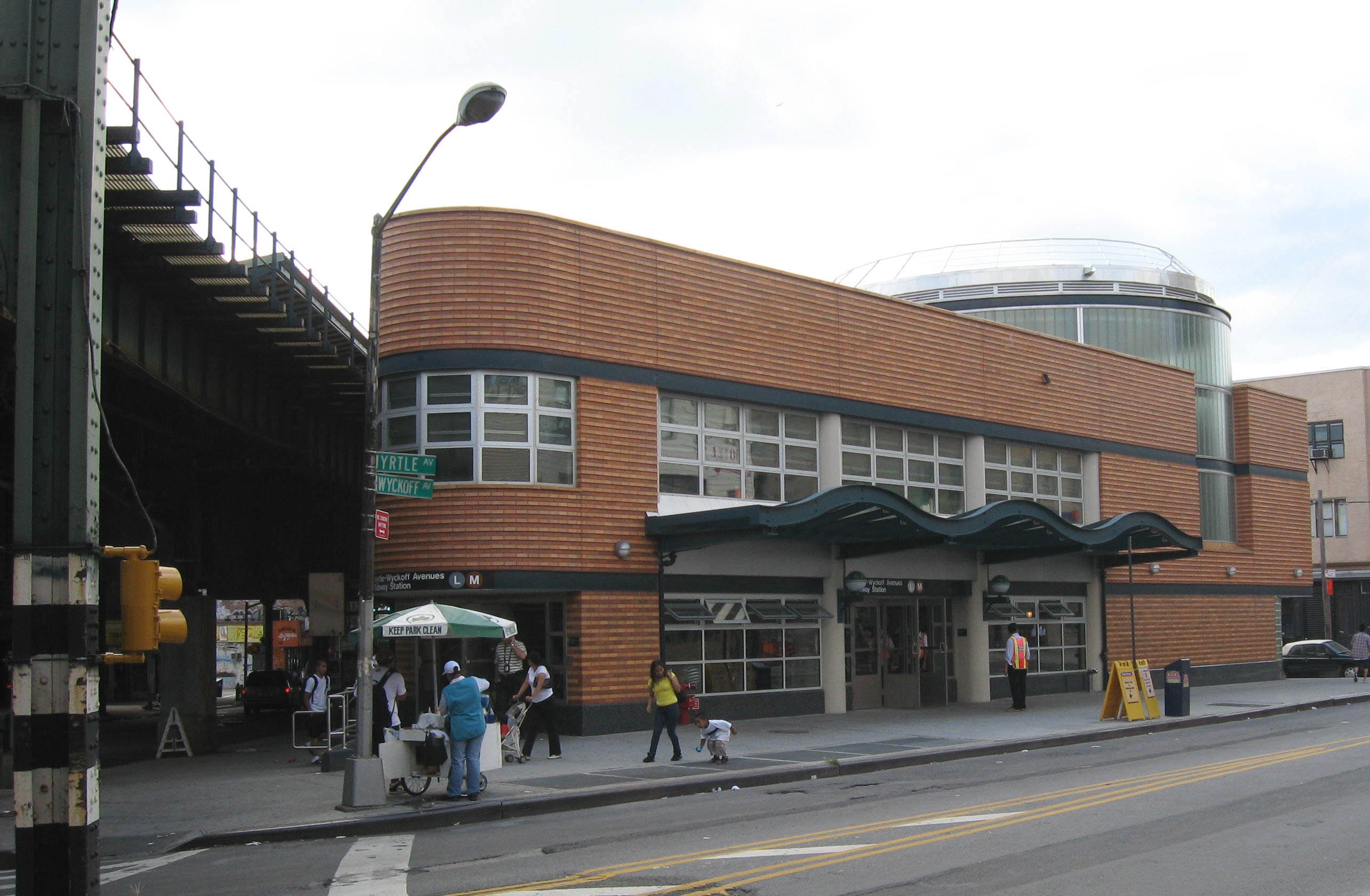
Пересадка между подземной и эстакадной станциями, 2008 год
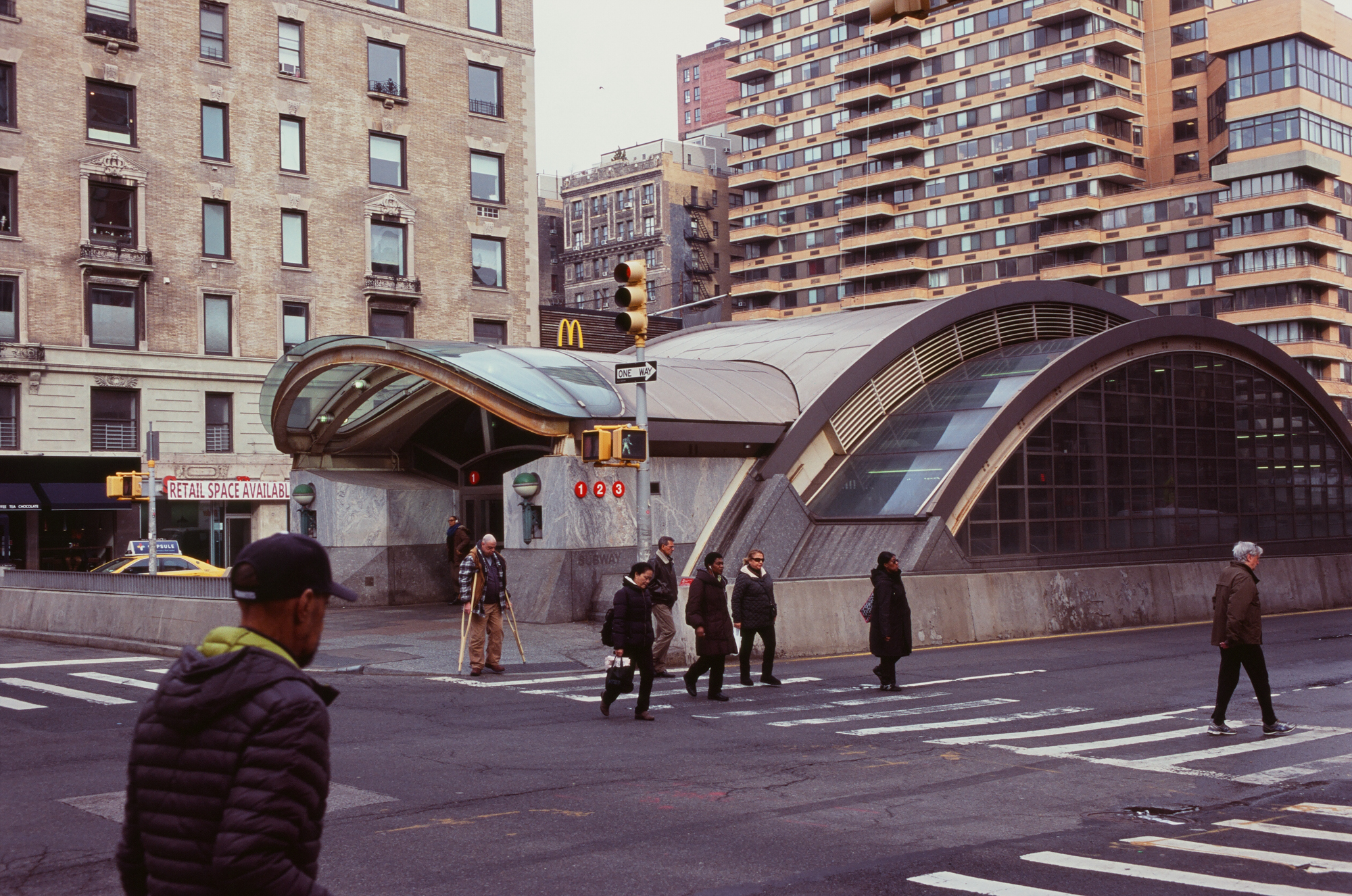
Вход на подземную станцию, 2010 год
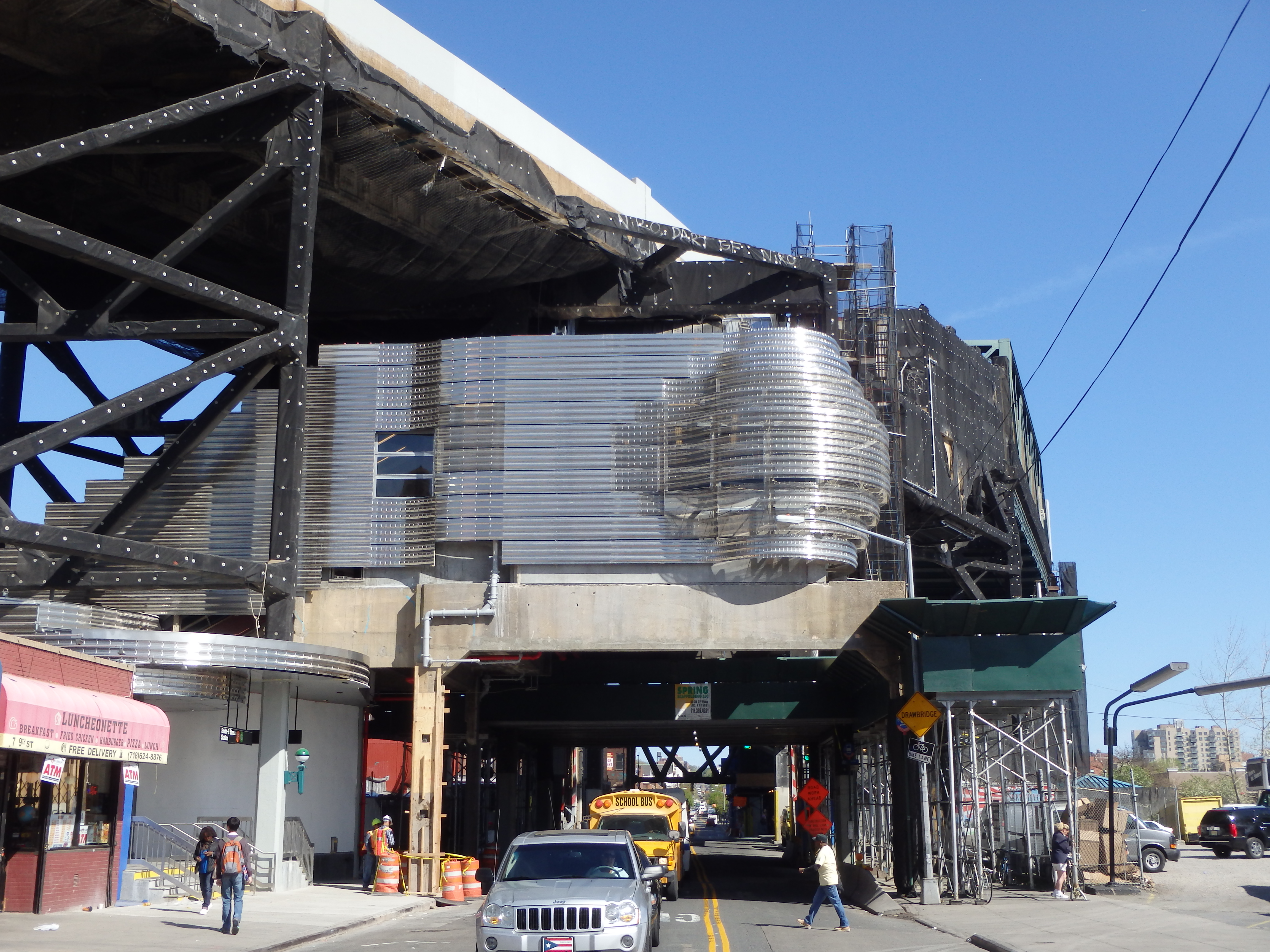
Вход на эстакадную станцию, 2013 год
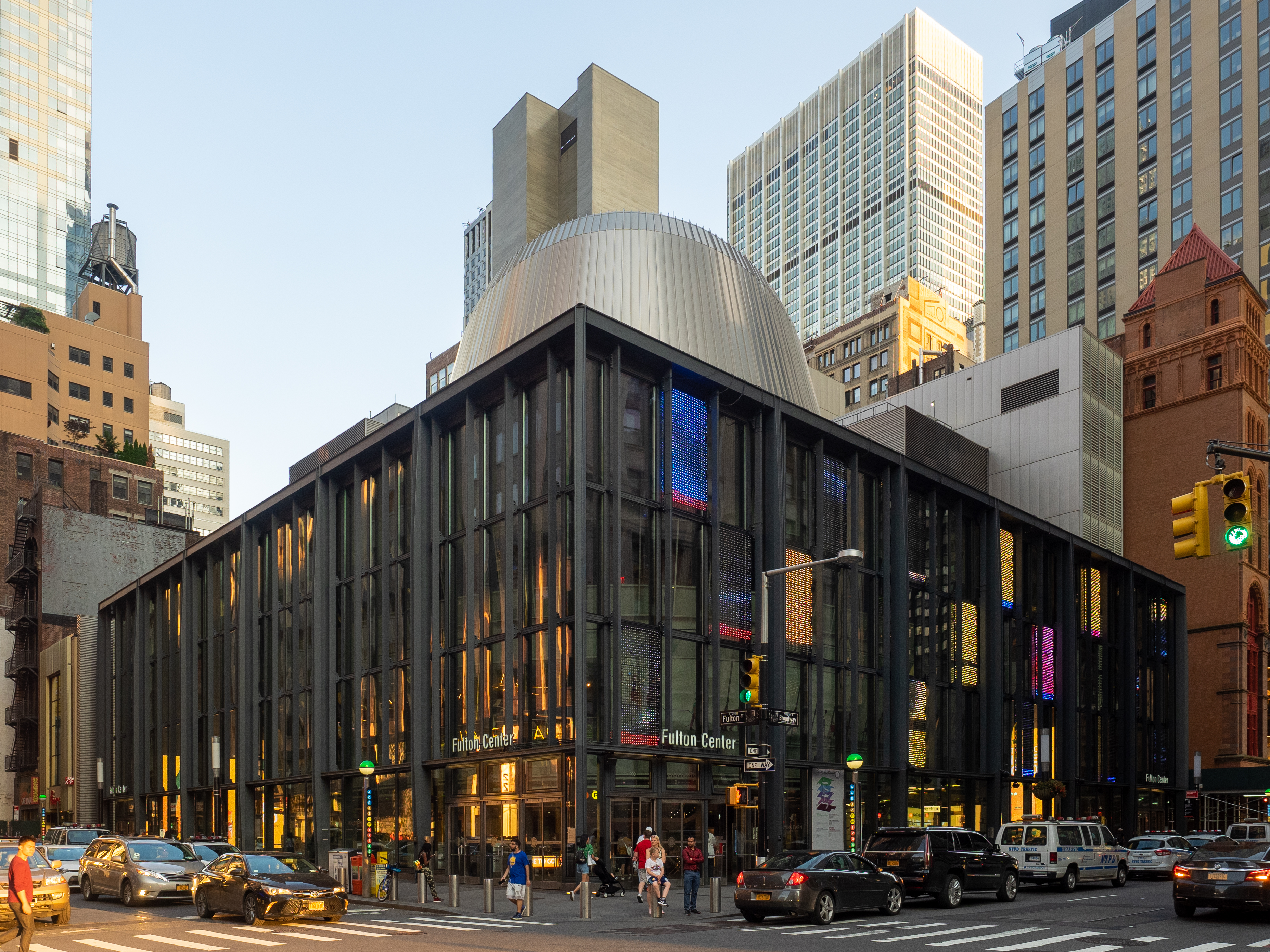
Вход в подземный пересадочный узел, 2014 год

## Схема
|  |  |  |
|  |  |  |
|  |  |  |

|  |
|  |
|  |
|  |
|  |

|  |  |  |
|  |  |  |
|  |  |  |

|  |  |  |
|  |  |  |
|  |  |  |

|  |
|  |
|  |

|  |
|  |
|  |
|  |
|  |

|  |
|  |
|  |
|  |
|  |

|  |  |  |
|  |  |  |
|  |  |  |

|  |  |  |
|  |  |  |
|  |  |  |

|  |  |  |
|  |  |  |
|  |  |  |

|  |  |  |
|  |  |  |
|  |  |  |

|  |
|  |
|  |

|  |
|  |
|  |
|  |
|  |

|  |  |  |
|  |  |  |
|  |  |  |

|  |
|  |
|  |
|  |
|  |

|  |
|  |
|  |
|  |
|  |

|  |  |  |
|  |  |  |
|  |  |  |

|  |
|  |
|  |

|  |  |  |
|  |  |  |
|  |  |  |

|  |
|  |
|  |
|  |
|  |

|  |
|  |
|  |
|  |
|  |

|  |
|  |
|  |

|  |
|  |
|  |
|  |
|  |

|  |  |  |
|  |  |  |
|  |  |  |

|  |
|  |
|  |
|  |
|  |

|  |
|  |
|  |
|  |
|  |

|  |
|  |
|  |
|  |
|  |

|  |
|  |
|  |
|  |
|  |

|  |
|  |
|  |
|  |
|  |

|  |
|  |
|  |

|  |  |  |
|  |  |  |
|  |  |  |

|  |  |  |
|  |  |  |
|  |  |  |

|  |  |  |
|  |  |  |
|  |  |  |

|  |  |  |
|  |  |  |
|  |  |  |

|  |
|  |
|  |
|  |
|  |

|  |  |  |
|  |  |  |
|  |  |  |

|  |  |  |
|  |  |  |
|  |  |  |

|  |
|  |
|  |
|  |
|  |

|  |
|  |
|  |
|  |
|  |

|  |
|  |
|  |
|  |
|  |

|  |  |  |
|  |  |  |
|  |  |  |

|  |
|  |
|  |
|  |
|  |

|  |  |  |
|  |  |  |
|  |  |  |

|  |  |  |
|  |  |  |
|  |  |  |

|  |  |  |
|  |  |  |
|  |  |  |

|  |
|  |
|  |
|  |
|  |

|  |
|  |
|  |
|  |
|  |

|  |
|  |
|  |
|  |
|  |

|  |  |  |
|  |  |  |
|  |  |  |

|  |  |  |
|  |  |  |
|  |  |  |

|  |  |  |
|  |  |  |
|  |  |  |

|  |  |  |
|  |  |  |
|  |  |  |

|  |  |  |
|  |  |  |
|  |  |  |

|  |
|  |
|  |
|  |
|  |

|  |
|  |
|  |
|  |
|  |

|  |  |  |
|  |  |  |
|  |  |  |

|  |
|  |
|  |
|  |
|  |

|  |
|  |
|  |
|  |
|  |

|  |
|  |
|  |
|  |
|  |

|  |
|  |
|  |
|  |
|  |

|  |
|  |
|  |
|  |
|  |

|  |  |  |
|  |  |  |
|  |  |  |

|  |  |  |
|  |  |  |
|  |  |  |

|  |  |  |
|  |  |  |
|  |  |  |

|  |  |  |
|  |  |  |
|  |  |  |

|  |  |  |
|  |  |  |
|  |  |  |

|  |  |  |
|  |  |  |
|  |  |  |

|  |  |  |
|  |  |  |
|  |  |  |

|  |
|  |
|  |
|  |
|  |

|  |
|  |
|  |
|  |
|  |

|  |
|  |
|  |
|  |
|  |

|  |
|  |
|  |
|  |
|  |

|  |  |  |
|  |  |  |
|  |  |  |

|  |
|  |
|  |
|  |
|  |

|  |
|  |
|  |
|  |
|  |

|  |
|  |
|  |
|  |
|  |

|  |
|  |
|  |
|  |
|  |

|  |  |  |
|  |  |  |
|  |  |  |

|  |
|  |
|  |
|  |
|  |

|  |
|  |
|  |

|  |  |  |
|  |  |  |
|  |  |  |

|  |  |  |
|  |  |  |
|  |  |  |

|  |  |  |
|  |  |  |
|  |  |  |

|  |
|  |
|  |
|  |
|  |

|  |
|  |
|  |
|  |
|  |

|  |
|  |
|  |
|  |
|  |

|  |  |  |
|  |  |  |
|  |  |  |

|  |
|  |
|  |
|  |
|  |

|  |  |  |
|  |  |  |
|  |  |  |

|  |  |  |
|  |  |  |
|  |  |  |

|  |  |  |
|  |  |  |
|  |  |  |

|  |  |  |
|  |  |  |
|  |  |  |

|  |  |  |
|  |  |  |
|  |  |  |

|  |  |  |
|  |  |  |
|  |  |  |

|  |  |  |
|  |  |  |
|  |  |  |

|  |  |  |
|  |  |  |
|  |  |  |

|  |  |  |
|  |  |  |
|  |  |  |

|  |  |  |
|  |  |  |
|  |  |  |

|  |  |  |
|  |  |  |
|  |  |  |

|  |
|  |
|  |
|  |
|  |

|  |
|  |
|  |
|  |
|  |

|  |
|  |
|  |
|  |
|  |

|  |  |  |
|  |  |  |
|  |  |  |

|  |  |  |
|  |  |  |
|  |  |  |

|  |
|  |
|  |
|  |
|  |

|  |  |  |
|  |  |  |
|  |  |  |

|  |
|  |
|  |
|  |
|  |

|  |
|  |
|  |
|  |
|  |

|  |
|  |
|  |
|  |
|  |

|  |
|  |
|  |
|  |
|  |

|  |  |  |
|  |  |  |
|  |  |  |

|  |
|  |
|  |
|  |
|  |

|  |  |  |
|  |  |  |
|  |  |  |

|  |  |  |
|  |  |  |
|  |  |  |

|  |  |  |
|  |  |  |
|  |  |  |

|  |
|  |
|  |
|  |
|  |

|  |  |  |
|  |  |  |
|  |  |  |

|  |  |  |
|  |  |  |
|  |  |  |

|  |  |  |
|  |  |  |
|  |  |  |

|  |
|  |
|  |
|  |
|  |

|  |  |  |
|  |  |  |
|  |  |  |

|  |  |  |
|  |  |  |
|  |  |  |

|  |  |  |
|  |  |  |
|  |  |  |

|  |
|  |
|  |
|  |
|  |

|  |
|  |
|  |
|  |
|  |

|  |
|  |
|  |

Справа приведена схема метро, на которой цветами обозначены не маршруты, как принято сегодня, а компании и эпохи. Сноски этого раздела поясняют расположение линий на этой схеме.
1. ↑  Ни одной из станций Ай-ар-ти, построенных до 1904 года, сегодня не сохранилось.
2. ↑  Сохранившиеся старые линии Би-эм-ти на схеме обозначены оранжевым цветом.
3. ↑  Три участка, на которые разделена первая подземная линия, на схеме обозначены светло-пурпурным цветом.
4. ↑  Линии, построенные по Dual Contracts, на схеме обозначены цветами:
  - линии Ай-ар-ти — синим;
  - линии Би-эм-ти — жёлтым;
  - старые линии Би-эм-ти, перестроенные по Dual Contracts из наземных в эстакадные либо в заглублённые, — салатовым;
  - линии, эксплуатировавшиеся Ай-ар-ти и Би-эм-ти совместно, — зелёным.
5. ↑  Первая подземная линия обозначена на схеме светло-пурпурным цветом; её продления, построенные до заключения Dual Contracts, — тёмно-пурпурным.
6. ↑  Линии Ай-эн-ди на схеме обозначены красным цветом.
7. ↑  Участки, построенные после 1940 года, на схеме обозначены серым цветом; линии, перешедшие к метрополитену от других компаний, — оливковым.
8. ↑  Планируемые участки линии Второй авеню на схеме обозначены песочным цветом.